# ТЭП70
ТЭП70 (тепловоз с электропередачей, пассажирский, тип 70) — магистральный пассажирский шестиосный тепловоз с электрической передачей переменно-постоянного тока, производившийся в СССР и России на Коломенском заводе с 1973 по 2006 год, с 2006 года выпускается созданный на его основе тепловоз ТЭП70БС. Также послужил основой для магистрального пассажирского тепловоза ТЭП70У и грузового двухсекционного тепловоза 2ТЭ70. Экипажная часть ТЭП70 и кузов близкой конструкции используется ещё и на пассажирском электровозе постоянного тока ЭП2К.

## История создания и выпуска

### Предпосылки к созданию
Увеличение веса и скорости пассажирских поездов в 1970-е годы требовало применения на некоторых линиях более мощных, чем ТЭП60, тепловозов. На Приволжской, Октябрьской и некоторых других железных дорогах стали применять тепловозы 2ТЭП60 (или те же ТЭП60 двойной тягой). Но применение двухсекционных тепловозов вызывало значительное увеличение ремонтных и эксплуатационных расходов. Требовалось создание тепловоза, имеющего мощность большую, чем ТЭП60, но так же в односекционном исполнении.
Кроме того, конструкция тепловоза ТЭП60 имела ряд недостатков. В частности, двухтактный дизель 11Д45 не мог удовлетворять перспективным требованиям вследствие высокого расхода горюче-смазочных материалов. Ходовая часть тепловоза ТЭП60 имела высокую плавность хода, но требовала значительного объёма обслуживания.
Техническим заданием предусматривалось создание пассажирского тепловоза с осевой формулой 30—30, оснащённого дизелем мощностью 4000 л. с., имеющего конструкционную скорость 160 км/ч.

### Выпуск и модификации
Всего, по состоянию на начало 2025 года, построено 576 тепловозов ТЭП70, 12 тепловозов 2ТЭ70, 26 тепловозов ТЭП70У и 374 тепловоза ТЭП70БС. Данные по выпуску тепловозов ТЭП70 и модификаций по годам приведены в таблице:
| Год выпуска | Серия           | Количество тепловозов | Номера              |
| 1973        | ТЭП70 (опытные) | 2                     | 0001 - 0002         |
| 1974        | ТЭП70 (опытные) | 1                     | 0003                |
| 1975        | ТЭП70 (опытные) | 1                     | 0004                |
| 1976        | ТЭП70 (опытные) | 2                     | 0005 — 0006         |
| 1977        | ТЭП70 (опытные) | 1                     | 0007                |
| 1978        | ТЭП70           | 2                     | 0008 — 0009         |
| 1979        | ТЭП70           | 2                     | 0010 — 0011         |
| 1980        | ТЭП70           | 2                     | 0012 — 0013         |
| 1981        | ТЭП70           | 2                     | 0014 — 0015         |
| 1982        | ТЭП70           | 2                     | 0016 — 0017         |
| 1983        | ТЭП70           | 3                     | 0018 — 0020         |
| 1984        | ТЭП70           | 5                     | 0021 — 0025         |
| 1985        | ТЭП70           | 10                    | 0026 — 0035         |
| 1986        | ТЭП70           | 21                    | 0036 — 0056         |
| 1987        | ТЭП70           | 37                    | 0057 — 0093         |
| 1988        | ТЭП70           | 54                    | 0094 — 0147         |
| 1989        | ТЭП70           | 51                    | 0148 — 0198         |
| 1990        | ТЭП70           | 46                    | 0199 — 0244         |
| 1991        | ТЭП70           | 39                    | 0245 — 0283         |
| 1992        | ТЭП70           | 33                    | 0284 — 0316         |
| 1993        | ТЭП70           | 22                    | 0317 — 0338         |
| 1994        | ТЭП70           | 16                    | 0339 — 0354         |
| 1995        | ТЭП70           | 12                    | 0355 — 0366         |
| 1996        | ТЭП70           | 10                    | 0367 — 0376         |
| 1997        | ТЭП70           | 8                     | 0377 — 0384         |
| 1998        | ТЭП70           | 10                    | 0385 — 0394         |
| 1999        | ТЭП70           | 15                    | 0395 — 0409         |
| 2000        | ТЭП70           | 21                    | 0410 — 0430         |
| 2001        | ТЭП70           | 22                    | 0431 — 0452         |
| 2002        | ТЭП70           | 23                    | 0453 — 0475         |
| 2002        | ТЭП70БС         | 1                     | 001                 |
| 2003        | ТЭП70           | 23                    | 0476 — 0498         |
| 2004        | ТЭП70           | 32                    | 0499 - 0530         |
| 2004        | 2ТЭ70           | 1                     | 001                 |
| 2005        | ТЭП70           | 45                    | 0531 — 0575         |
| 2006        | ТЭП70           | 1                     | 0576                |
| 2006        | ТЭП70БС         | 24                    | 002 — 025           |
| 2006        | ТЭП70У          | 16                    | 001 — 016           |
| 2006        | 2ТЭ70           | 1                     | 002                 |
| 2007        | ТЭП70БС         | 24                    | 026 — 049           |
| 2007        | ТЭП70У          | 10                    | 017 — 026           |
| 2007        | 2ТЭ70           | 10                    | 003 — 012           |
| 2008        | ТЭП70БС         | 37                    | 050—086             |
| 2009        | ТЭП70БС         | 22                    | 087 — 108           |
| 2010        | ТЭП70БС         | 26                    | 109 — 134           |
| 2011        | ТЭП70БС         | 28                    | 135 — 162           |
| 2012        | ТЭП70БС         | 30                    | 163 — 192           |
| 2013        | ТЭП70БС         | 42                    | 193 — 234           |
| 2014        | ТЭП70БС         | 32                    | 235 — 266           |
| 2015        | ТЭП70БС         | 15                    | 267 — 281           |
| 2016        | ТЭП70БС         | 15                    | 282 — 296           |
| 2017        | ТЭП70БС         | 19                    | 297 — 315           |
| 2018        | ТЭП70БС         | 12                    | 316 — 327           |
| 2019        | ТЭП70БС         | 19                    | 328 — 346           |
| 2020        | ТЭП70БС         | 5                     | 347 — 351           |
| 2021        | ТЭП70БС         | 5                     | 352 — 356           |
| 2022        | ТЭП70БС         | 4                     | 357 — 360           |
| 2023        | ТЭП70БС         | 4                     | 362 — 365           |
| 2024        | ТЭП70БС         | 5                     | 361, 366 — 368, 370 |
| 2025        | ТЭП70БС         | 5                     | 369, 371—374        |

#### ТЭП70
Первый тепловоз по новому проекту был построен в июне 1973 года. Тепловоз получил обозначение ТЭП70-0001. В 1974—1975 годах были построены тепловозы 0002, 0003, 0004, в 1977—1978 годах — 0005, 0006, 0007. Тепловозы начали проходить эксплуатационные испытания на Белорусской железной дороге. Тепловоз ТЭП70-0005 прошёл теплотехнические и динамические (по воздействию на путь) испытания.
Опыт, полученный в результате испытаний, дал конструкторам Коломенского завода материал для внесения изменений в конструкцию тепловоза. Решающую роль сыграла постройка в 1976 году опытного тепловоза ТЭП75-0001, мощностью 6000 л. с. с 20-цилиндровым дизелем 20ЧН26/26, в котором были применены новейшие на тот момент в практике отечественного локомотивостроения, решения, в частности, по экипажной части. С 1978 года завод приступил к постройке тепловозов с номера 0008, которые во многом отличались от своих предшественников, являя собой скорее новую серию тепловозов под прежним обозначением (по сути, это был ТЭП75 с более простым и близким к реалиям производства на Коломенском заводе дизель-генератором 2А-9ДГ с 16-цилиндровым дизелем 16ЧН26/26 мощностью 4000 л. с., оснащённым турбонаддувом.).
Дальнейшие изменения в конструкцию вносились в течение выпуска. Принято различать три основных типа тепловозов ТЭП70:
- опытные 0001—0007;
- серийные 0008—0185, с вертикальным расположением буферных фонарей, и клепаным соединением панелей обшивки кузова;
- серийные с № 0186, с горизонтальным расположением буферных фонарей, смешанным соединением кузовных панелей. Среди тепловозов последнего типа в конструкцию в процессе выпуска также вносился ряд изменений:
  - опытный № 0316, оснащённый микропроцессорной системой управления и диагностики с распределённой архитектурой.
  - серийные с № 0340, с заменой обшивки кузова из алюминиевых сплавов на стальную и настилов пола дизельного помещения с алюминиевых на чугунные.
  - № 0400 и все серийные с № 0414 и выше — оборудуются унифицированной системой тепловозной автоматики (УСТА)
  - № 0562 — опытный тепловоз, предназначенный для участков с подъёмами большой крутизны и значительной протяженности, оснащённый редукторами с передаточным отношением 4,15, ввиду чего конструкционная скорость снижена до 120 км/ч.

|  |  |  |

#### ТЭП70БС

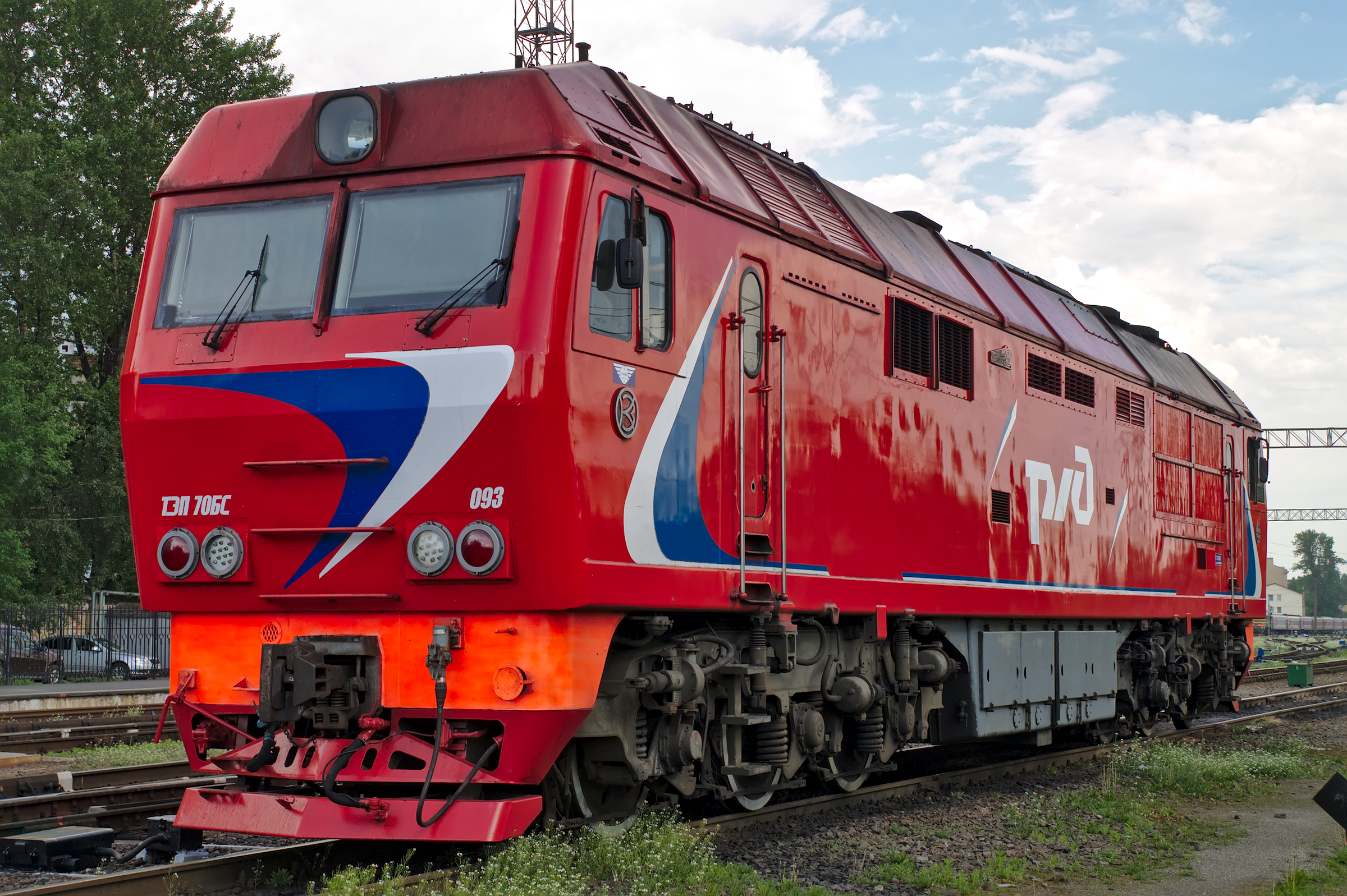
ТЭП70БС-093 Российских ЖД на станции Санкт-Петербург Витебский

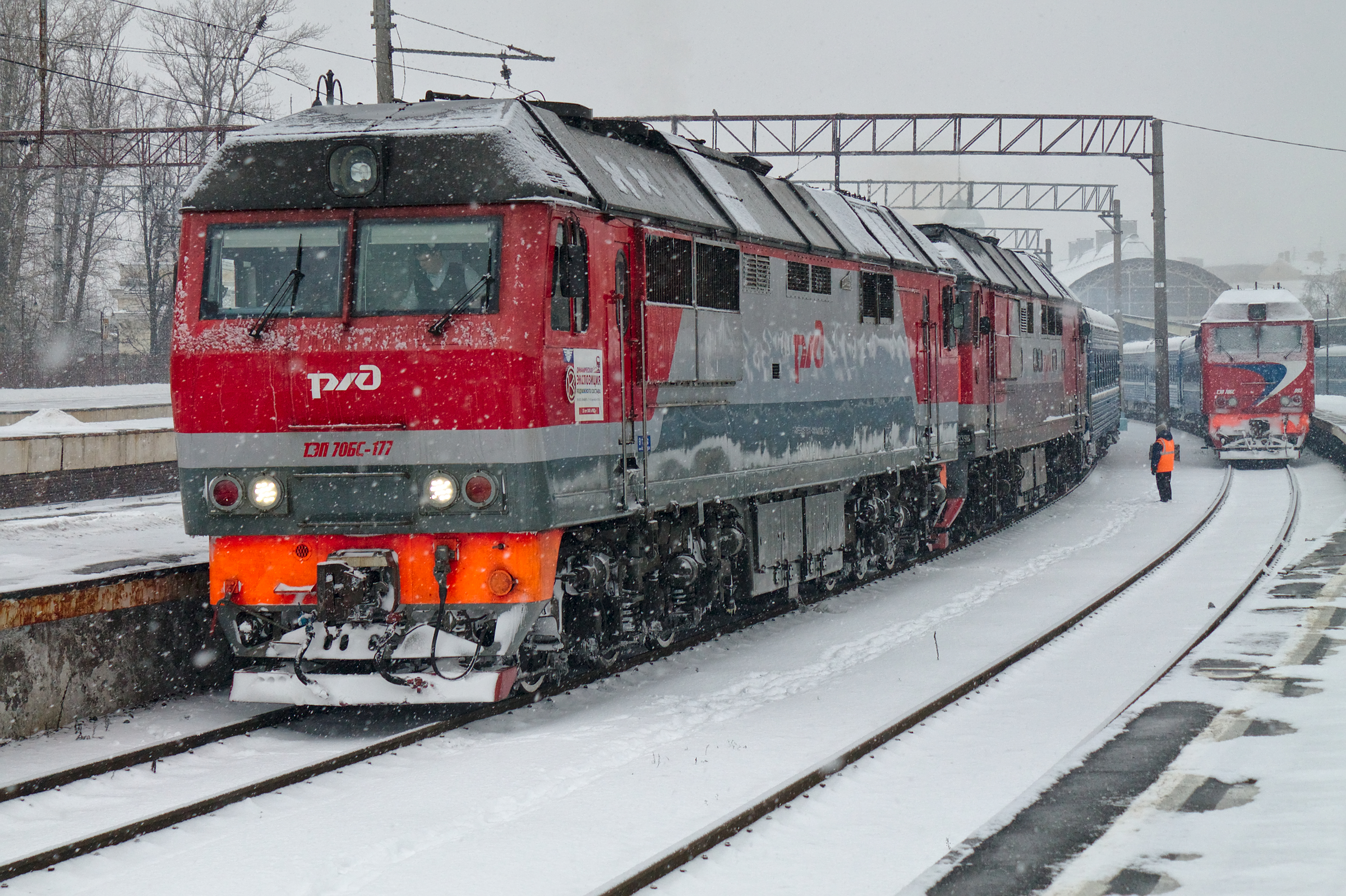
ТЭП70БС-177 в фирменной окраске РЖД с поездом на станции Санкт-Петербург-Витебский

В 2002 году Коломенский завод выпустил тепловоз ТЭП70А-001, который являлся результатом глубокого усовершенствования ТЭП70. От ТЭП70 он в первую очередь отличался более технологичным кузовом, наличием МСУД (микропроцессорной системы управления и диагностики), а также системы электроотопления состава (кабель на 3000 вольт, подключаемый к первому вагону пассажирского состава), подобно пассажирским электровозам. В 2003 году в честь Героя Социалистического Труда — Бориса Константиновича Саламбекова серия ТЭП70А была переименована в ТЭП70БС (Борис Саламбеков). С тех пор все локомотивы серии, начиная с номера 002 и далее выпускались под этим обозначением. Серийный выпуск локомотивов начался с 2006 года.
С завода тепловозы ТЭП70БС изначально получали красную окраску со стилизованными двухцветными узорными линями спереди и по бокам, соответствующими цветам флага страны эксплуатации: у российских тепловозов — линии белого и синего цвета, образующие вместе с основным красным снизу российский флаг , у литовских — жёлтого и зелёного, образующие вместе с основным красным снизу литовский флаг , у белорусских — белого и зелёного, используемых на белорусском флаге . На лобовых стенах кабины эти линии имеют форму, близкую к изогнутой цифре «7». На боковых стенах у российских и белорусских тепловозов изгибающиеся узоры расположены в зоне кабин и по форме напоминают зеркально-симметричные буквы «L», соединённые по горизонтали, а у литовских — рядом с дверями входа с противоположной от кабины стороны с перевёрнутой симметрией.
Тепловозы более поздних выпусков для России красились в фирменную корпоративную окраску РЖД с изогнутыми линиями переменной толщины (верхняя половина лобовой маски и узкая полоса сверху боковин — красная, середина и верх боковых стен между кабинами — светло-серая середина, низ — тёмно-серый). Тепловозы для Узбекистана окрашивались похожим образом, но по другой цветовой схеме — синий верх и низ, зелёная середина по бокам, белые и красные полосы-разделители между зелёной и верхней синей зонами.
Тепловоз ТЭП70БС имеет два основных исполнения, различающихся передаточным числом редукторов, и, соответственно, скоростями длительного режима и конструкционной, а также скоростями переходов на 1, 2 ступень ослабления возбуждения ТЭД и обратно. Первое имеет передаточное число i = 3,12, как у тепловоза ТЭП70 и конструкционную скорость 160 км/ч. В данном исполнении шли тепловозы первых выпусков и часть 200-х номеров, а также некоторые более поздние тепловозы с двухпроводной системой электроснабжения для вождения электропоездов «Ласточка» и все экспортные тепловозы. Второе исполнение предусматривает тяговые редукторы с передаточным числом 4,15, как на опытном тепловозе ТЭП70-0562, что позволяет увеличить длительно допустимую силу тяги на малых скоростях (для работы с длинносоставными поездами на протяжённых подъёмах в горной местности с ограниченной скоростью движения), однако конструкционная скорость тепловоза снижается до 120 км/ч. Данное исполнение является основным по объёму выпуска.
Нумерация машин обоих конструктивных исполнений сквозная, ориентировочный перечень с датами выпуска приведён выше.
С 2018 года начали выпускаться тепловозы ТЭП70БС нового исполнения, начиная с номера 316, оборудованные усовершенствованной системой электроснабжения пассажирских вагонов. Данные тепловозы могут осуществлять электроснабжение как по классической однопроводной, так и по новой двухпроводной системе энергоснабжения поезда, позволяющей исключить использование рельс в качестве обратного провода и, соответственно, необходимость установки дроссель-трансформаторов в рельсовой цепи (большинство неэлектрифицированных линий не оборудовано дроссель-трансформаторами, что исключало возможность применения электроотопления по однопроводной схеме). Также они могут эксплуатироваться по системе двух единиц из кабины ведущего тепловоза, в том числе с параллельной работой генераторов энергоснабжения на нужды пассажирского поезда. В июне 2018 года ОАО «Коломенский завод» получил сертификат соответствия на тепловоз ТЭП70БС данной модификации. Конструкционная скорость данного исполнения тепловоза, как и базового исполнения, составляет 120 км/ч или 160 км/ч.

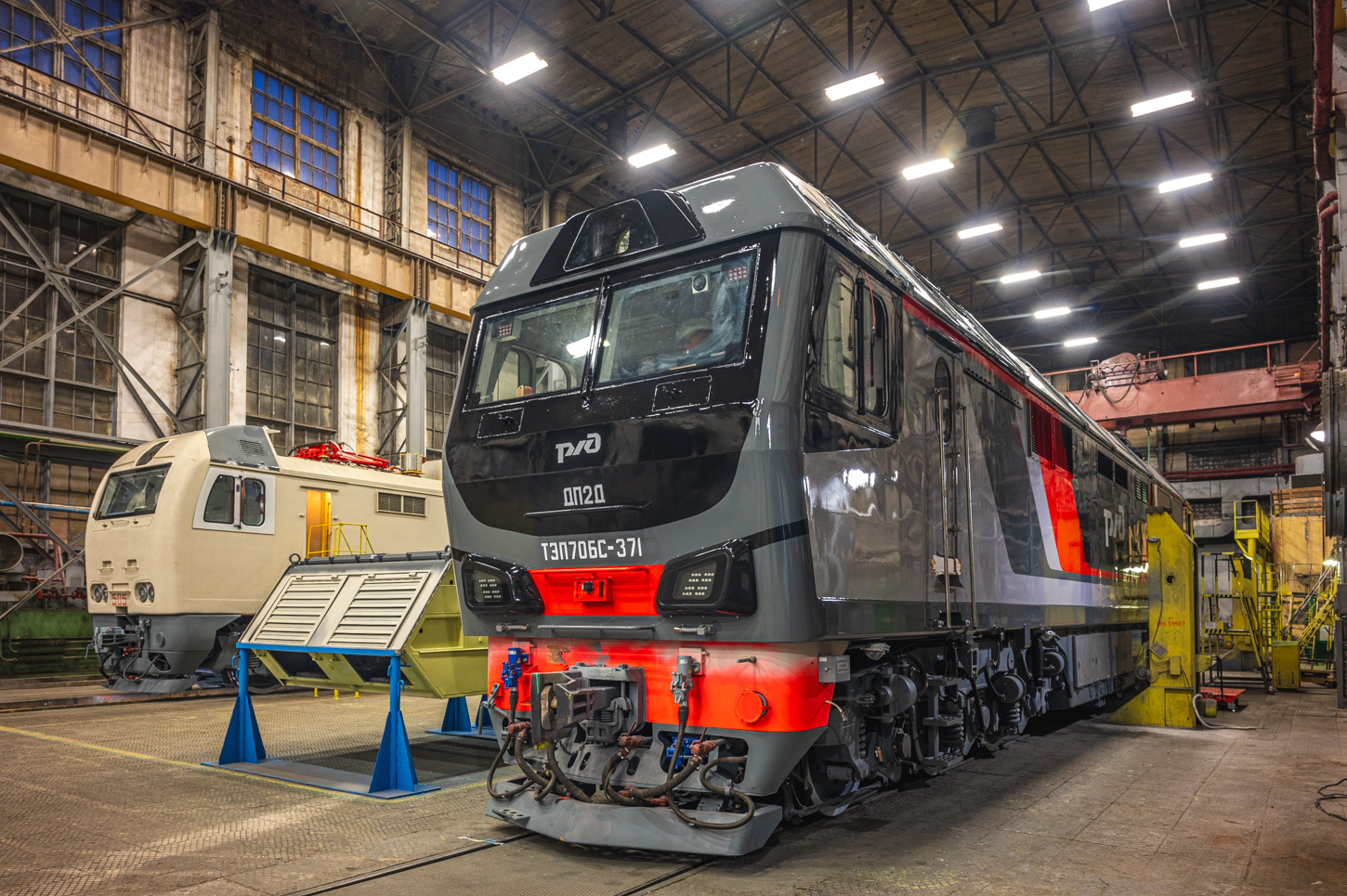
Тепловоз ТЭП70БС-371 для эксплуатации в составе поезда ДП2Д типа «тяни—толкай»

В начале 2025 года Коломенский завод выпустил первый тепловоз ТЭП70БС-371 нового исполнения, оснащённый системой дистанционного управления для эксплуатации в составе челночных поездов типа «тяни—толкай» постоянного формирования. На тепловозе были установлены новый прожектор и выступающие светодиодные буферные фонари трапециевидной формы, между которыми установлены разъёмы для кабелей дистанционного управления, а за лобовым стеклом размещены красные хвостовые огни для обозначения хвоста поезда при следовании в режиме толкания. В кабине машиниста на пульте управления установлены дополнительные кнопки для управления автоматическими дверями и системами вагонов, дисплеи для мониторинга и контроля систем и видеонаблюдения в вагонах и системы голосовой связи «пассажир-машинист». С завода тепловоз получил новую чёрно-серую корпоративную окраску РЖД. Тепловоз изготовлен в нескоростном исполнении с конструкционной скоростью 120 км/ч. Данный тепловоз и его будущие аналоги планируется использовать в составе с головными и промежуточными вагонами производства Демиховского завода, которые был классифицированы как дизель-поезд ДП2Д . При этом данный состав строго говоря дизель-поездом не является, поскольку согласно определению он должен иметь в своём составе хотя бы один моторный вагон, в качестве которого условно принимается тепловоз, однако данный локомотив не является специализированной однокабинной тяговой головой, унифицированной с вагонами, и может работать как полноценный локомотив в составе обычного поезда, в том числе по системе многих единиц. В конце марта 2025 года локомотив после проведения заводских испытаний был отправлен на Демиховский завод для сцепки с вагонами и формирования состава ДП2Д и совместных испытаний с ним.

#### ТЭП70У

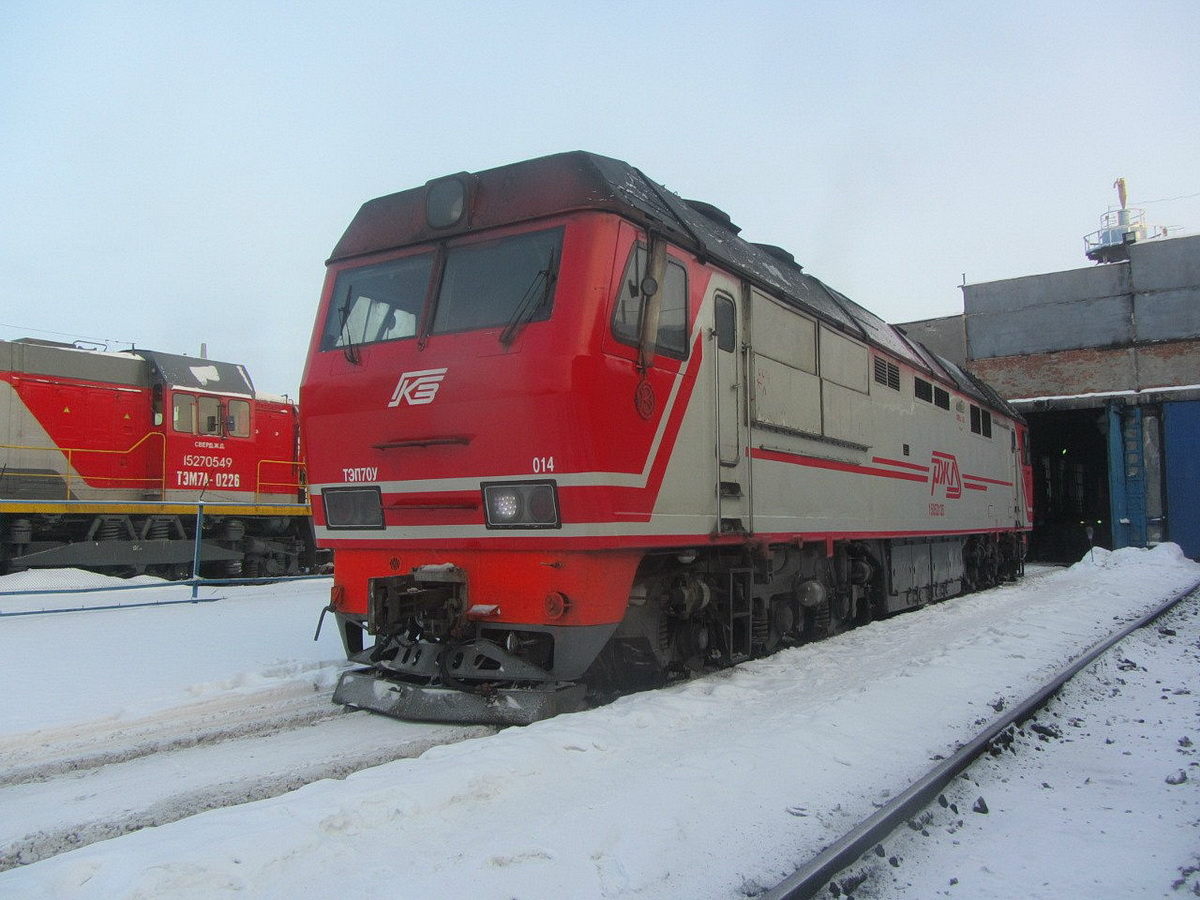
ТЭП70У-014 в депо Сургут

Тепловоз ТЭП70У создан на базе ТЭП70БС. Отличия сводятся к установке чуть более мощного дизель-генератора 2А-9ДГ-02 мощностью 3000 кВт вместо 2942 кВт (4080 л. с. вместо 4000 л. с.) и отсутствию системы электроотопления состава, применяющейся на тепловозах ТЭП70БС. На практике электроотопление от тепловоза по стандартной однопроводной схеме используется лишь на участках Ртищево — Кочетовка и Крымская — Тамань-Пассажирская; на остальных участках практически не используется в силу отсутствия дроссель-трансформаторов, пропускающих большой ток в обход изолирующих стыков систем СЦБ, на большинстве неэлектрифицированных линий в России.

#### 2ТЭ70
На основе конструкции тепловозов ТЭП70 создан двухсекционный грузовой тепловоз 2ТЭ70, унифицированный по основным узлам с пассажирскими тепловозами ТЭП70У и ТЭП70БС, предназначенный для вождения грузовых поездов. Каждая секция имеет только одну кабину машиниста, а в месте сцепа секции имеют торцы с межсекционным переходом. По сравнению с ТЭП70БС и ТЭП70У, сцепная масса каждой секции увеличилась на 6 тонн — со 135 до 141 т, электрическая схема тепловоза претерпела значительные изменения, в частности, было реализовано поосное регулирование силы тяги. Был увеличен объём топливного бака, применён редуктор с большим передаточным отношением, в результате чего максимальная скорость снизилась до 110 км/ч.
Первый тепловоз впервые представлен 14 июля 2004 года. Тепловоз прошёл необходимые испытания, на машину был получен сертификат соответствия требованиям норм безопасности НБ ЖТ ЦТ 02-98 в органе по сертификации ФБУ «РС ФЖТ». В 2006 году был построен второй тепловоз, а в 2007 — ещё 10 машин. Все 12 тепловозов получили с завода двухцветную окраску из синего и серебристо-белого цветов: в синий цвет окрашивались кабины и спереди и по бокам и средняя по высоте зона боковых стен, верх и низ боковых стен окрашивался в серый. По состоянию на 2017 год, тепловозы приписаны к депо Котлас.
Проект двухсекционного грузового тепловоза на базе ТЭП70 был разработан Коломенским заводом ещё в 1980-х гг, однако МПС отдало предпочтение осваивавшемуся в то время тепловозу 2ТЭ121 Ворошиловградского тепловозостроительного завода имени Октябрьской революции (ВЗОР).

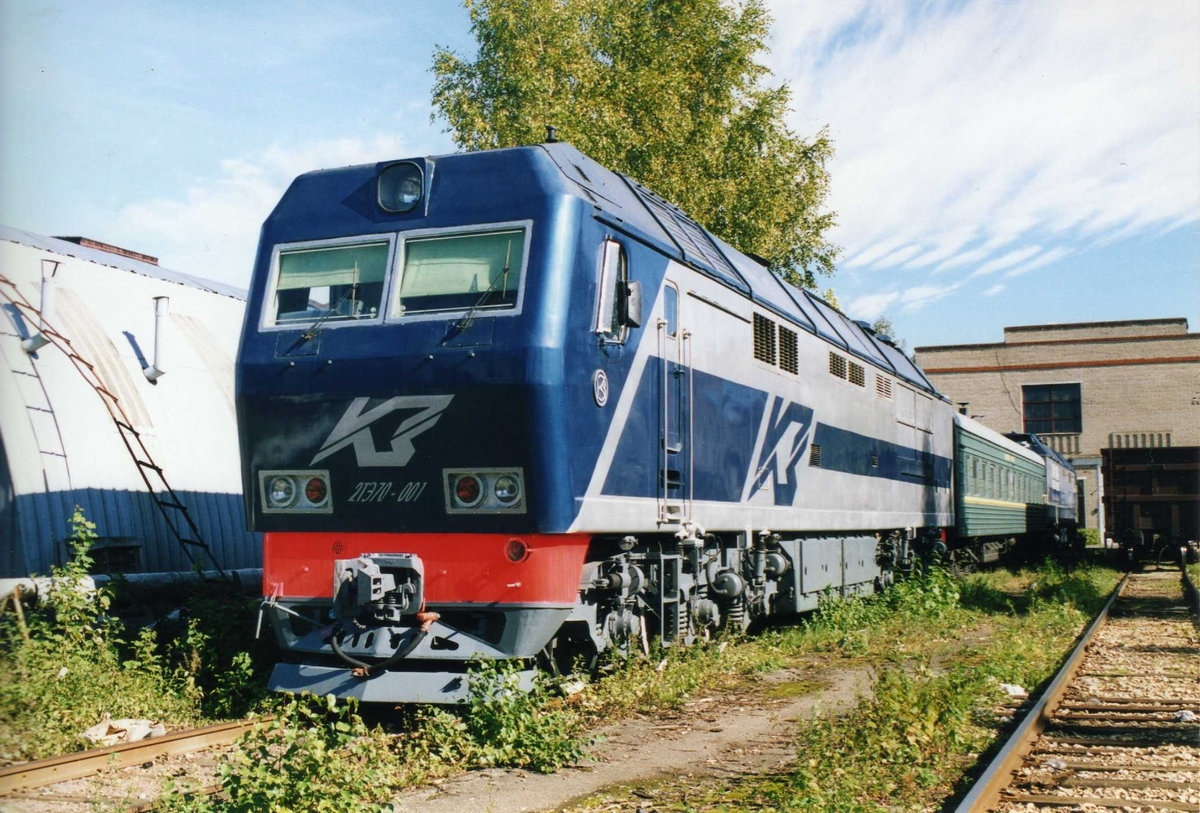
2ТЭ70-001
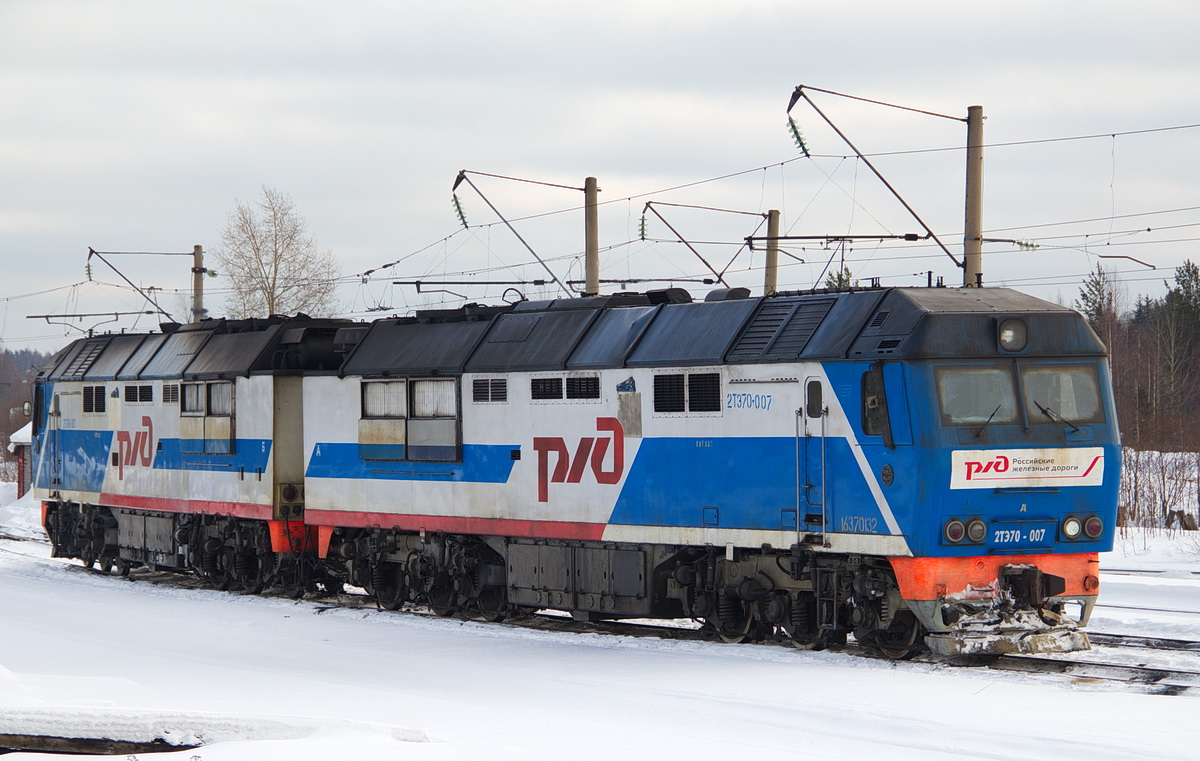
2ТЭ70-007
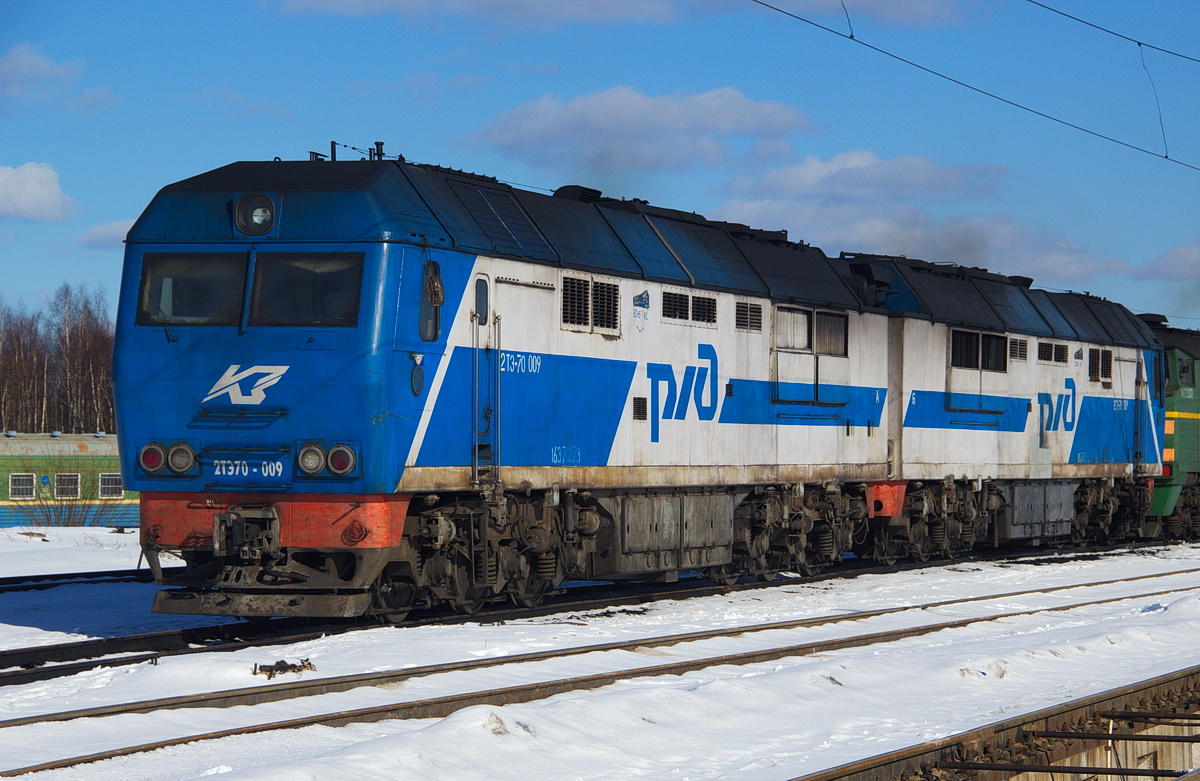
2ТЭ70-009

## Общие сведения

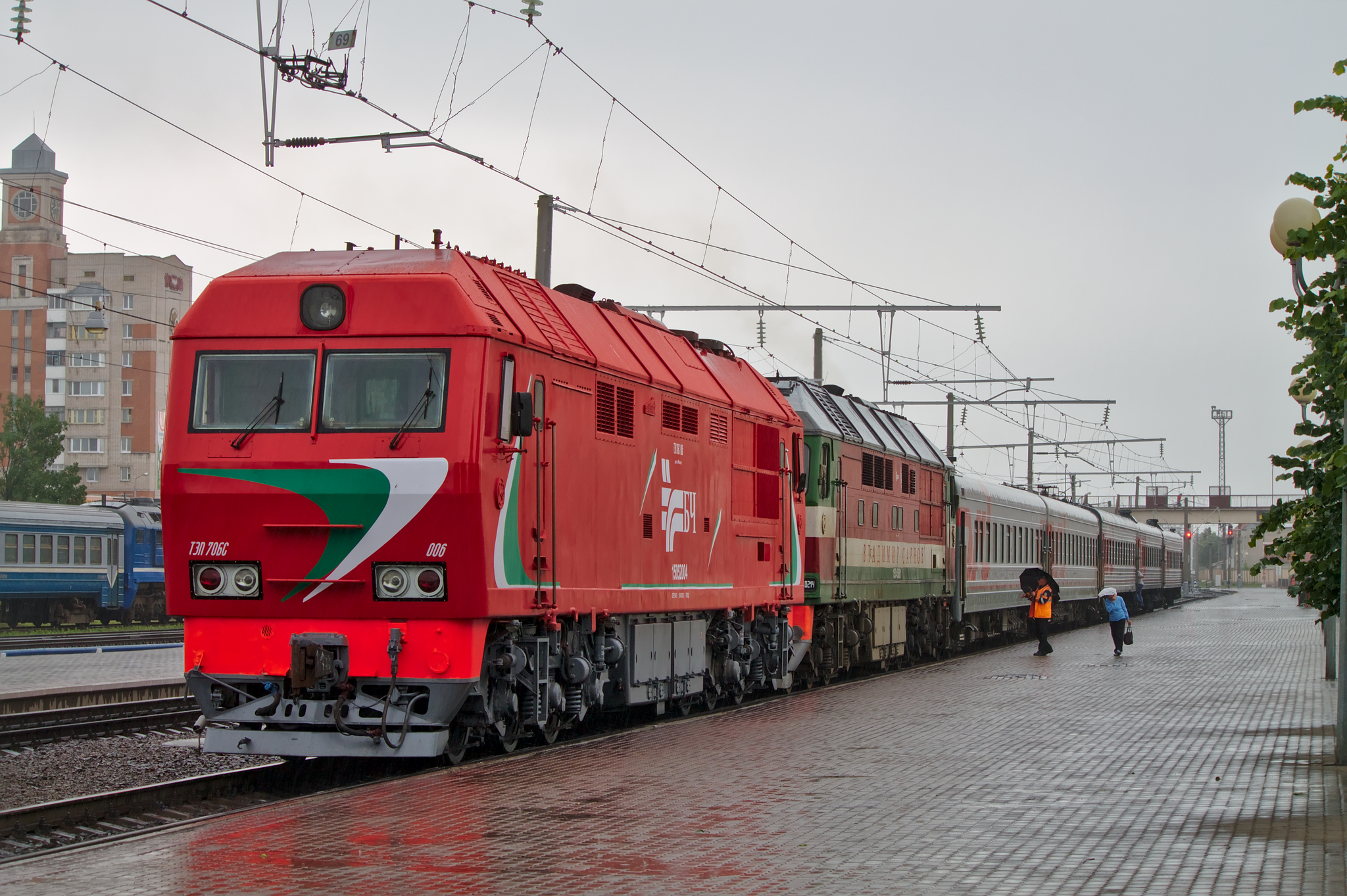
ТЭП70БС-006 Белорусских ЖД c ТЭП70 и пассажирским поездом

Тепловозы семейства ТЭП70 — односекционные двухкабинные шестиосные локомотивы, предназначенные для вождения пассажирских поездов на неэлектрифицированных участках железных дорог колеи 1520 мм. Обновлённой версией тепловозов ТЭП70 являются тепловозы ТЭП70БС и ТЭП70У. Тепловозы 2ТЭ70 — двухсекционные локомотивы c однокабинными секциями, конструктивно унифицированные с ТЭП70У и предназначенные для вождения тяжёлых грузовых поездов.
Тепловозы ТЭП70 имели мощность дизеля 4000 л.с и позиционировались в первую очередь как замена тепловозам серии ТЭП60 с дизелем мощностью 3000 л. с. на наиболее загруженных неэлектрифицированных маршрутах, где тепловозы ТЭП60 были недостаточно мощными для вождения длинносоставных составов с требуемой скоростью. По состоянию на 2017 год они являются наиболее распространёнными пассажирскими тепловозами на территории России и ряда стран бывшего СССР. В то же время грузовой вариант тепловоза, 2ТЭ70, в связи с его большей стоимостью по сравнению с другими грузовыми тепловозами не пошёл в серийный выпуск.
Тепловозы ТЭП70 до номера 0317 включительно предусматривали возможность работы по СМЕ аналогично ТЭП60, для чего со стороны кабины «Б» (ближней к решёткам) оснащались розетками межлокомотивных соединений. В ходе мероприятий по удешевлению и упрощению конструкции тепловоза в 1990-е годы было принято решение отказаться от СМЕ, по причине того что два тепловоза в тяге достаточно редко использовались, а там где это имело место, требования к присутствию третьего члена локомотивной бригады в локомотивах, соединённых по СМЕ, сводили её преимущества на нет..

### Технические характеристики
Основные параметры тепловозов семейства ТЭП70 разных модификаций приведены в таблице:
| Параметр                             | Параметр                             | Модель тепловоза | Модель тепловоза | Модель тепловоза | Модель тепловоза | Модель тепловоза | Модель тепловоза       |
| Параметр                             | Параметр                             | ТЭП70 опытный    | ТЭП70 серийный   | ТЭП70БС          | ТЭП70БС          | ТЭП70У           | 2ТЭ70                  |
| Параметр                             | Параметр                             |                  |                  |                  |                  |                  |                        |
| Количество секций                    | Количество секций                    | 1                | 1                | 1                | 1                | 1                | 2                      |
| Осевая формула секции                | Осевая формула секции                | 30—30            | 30—30            | 30—30            | 30—30            | 30—30            | 30—30                  |
| Размеры                              |                                      |                  |                  |                  |                  |                  |                        |
| Габарит                              | Габарит                              | 1-Т              | 1-Т              | 1-Т              | 1-Т              | 1-Т              | 1-Т                    |
| Основные размеры, мм                 | Длина по осям автосцепок             | 20470            | 21700            | 21700            | 21700            | 21700            | 2 × 21700              |
| Основные размеры, мм                 | Ширина кузова                        | 3086             | 3086             | 3086             | 3086             | 3086             | 3086                   |
| Основные размеры, мм                 | Высота крыши от уровня рельс         | 5080             | 4975             | 4975             | 4975             | 4975             | 4990                   |
| Основные размеры, мм                 | Высота оси автосцепок                | 1060             | 1060             | 1060             | 1060             | 1060             | 1060                   |
| Размеры ходовой части, мм            | Полная колёсная база секции          | 15900            | 16850            | 16850            | 16850            | 16850            | 16850                  |
| Размеры ходовой части, мм            | Колёсная база тележек                | 4600             | 4300             | 4300             | 4300             | 4300             | 4300                   |
| Размеры ходовой части, мм            | Диаметр новых колёс                  | 1220             | 1220             | 1220             | 1220             | 1220             | 1220                   |
| Размеры ходовой части, мм            | Ширина колеи                         | 1520             | 1520             | 1520             | 1520             | 1520             | 1520                   |
| Размеры ходовой части, мм            | Минимальный радиус проходимых кривых | 125*103          | 125*103          | 125*103          | 125*103          | 125*103          | 125*103                |
| Весовые показатели                   |                                      |                  |                  |                  |                  |                  |                        |
| Рабочая масса, т                     | Рабочая масса, т                     | 129±3 %          | 135±3 %          | 135±3 %          | 135±3 %          | 135±3 %          | 2 × (141 ± 3 %)        |
| Нагрузка от оси на рельсы, тс        | Нагрузка от оси на рельсы, тс        | 21,5 ± 3 %       | 22,5 ± 3 %       | 22,5 ± 3 %       | 22,5 ± 3 %       | 22,5 ± 3 %       | 23,5 ± 3 %             |
| Запасы, кг                           | топлива                              | 6000             | 6000             | 6000             | 6000             | 6000             | 2 × 7000               |
| Запасы, кг                           | воды                                 | 1480             | 1134             | 1134             | 1134             | 1134             | 2 × ?                  |
| Запасы, кг                           | масла                                | 1430             | 1000             | 1000             | 1000             | 1000             | 2 × ?                  |
| Запасы, кг                           | песка                                | 800              | 600              | 600              | 600              | 600              | 2 × 1000               |
| Тягово-энергетические характеристики |                                      |                  |                  |                  |                  |                  |                        |
| Номинальная мощность                 | дизеля, кВт (л. с.)                  | 2942 (4000)      | 2942 (4000)      | 2942 (4000)      | 2942 (4000)      | 3000 (4080)      | 2 × 3000 (2 × 4080)    |
| Номинальная мощность                 | электродвигателей, кВт               | 2466 (6 × 411)   | 2478 (6 × 413)   | 2484 (6 × 414)   | 2484 (6 × 414)   | 2484 (6 × 414)   | 2 × 2484 (2 × 6 × 414) |
| Передаточное отношение редуктора     | Передаточное отношение редуктора     | 78 : 25 (3,12)   | 78 : 25 (3,12)   | 78 : 25 (3,12)   | 83 : 20 (4,15)   | 78 : 25 (3,12)   | 85 : 18 (4,72)         |
| Сила тяги, кН (тс)                   | при трогании с места                 | 280 (28,55)      | 280 (28,55)      | 280 (28,55)      | 373 (38)         | 280 (28,55)      | 2 × 510 (2 × 52)       |
| Сила тяги, кН (тс)                   | длительного режима                   | 167 (17)         | 167 (17)         | 167 (17)         | 222 (22,67)      | 167 (17)         | 2 × 304 (2 × 31)       |
| Скорость, км/ч                       | длительного режима                   | 50               | 48               | 48               | 37,5             | 48               | 26                     |
| Скорость, км/ч                       | конструкционная                      | 160              | 160              | 160              | 120              | 160              | 110                    |
| Мощность тормозных реостатов, кВт    | Мощность тормозных реостатов, кВт    | —                | 3200             | 3200             | 3200             | 3200             | 2 × 3200               |

### Нумерация и маркировка
Тепловозы серии ТЭП70 получали номера четырёхзначного написания, начиная с 0001. Маркировка имела вид ТЭП70-XXXX, где XXXX — номер тепловоза, и наносилась белыми буквами на чёрные номерные таблички, которые вставлялись внутрь специальных номерных стёкол на лобовой части кабины. На тепловозах опытной партии остеклённые номерные таблички располагались по центру кабины между буферными фонарями. У серийных тепловозов, начиная с 0008, центральная табличка была убрана, а вместо неё устанавливались две остеклённые номерные таблички по краям кабины под углом к буферным фонарям. На первых тепловозах обозначение серии и номера также наносилось в середине боковых стен под окнами в виде прикрепляемого к кузову объёмного текста, впоследствии такая маркировка наноситься перестала.
Тепловозы ТЭП70БС, ТЭП70У и 2ТЭ70 получали номера трёхзначного написания, начиная с 001, при этом нумерация у каждой серии была отдельной. На тепловозах ТЭП70БС обозначение серии и номер первоначально наносились над буферными фонарями: при взгляде на кабину с левой стороны над левым блоком фар указывалась серия, а над правым — номер. У первого тепловоза ТЭП70БС до 2004 года, когда он обозначался как ТЭП70А, обозначение номера отсутствовало. У тепловозов ТЭП70БС, окрашиваемых в корпоративную окраску РЖД, обозначение серии и номера были смещены к центру и стали обозначаться единой надписью в формате ТЭП70БС-XXX, где XXX — номер тепловоза. На некоторых тепловозах присутствовала и боковая маркировка, наносимая краской по центру боковых стен в верхней части под вентиляционными решётками.

## Конструкция

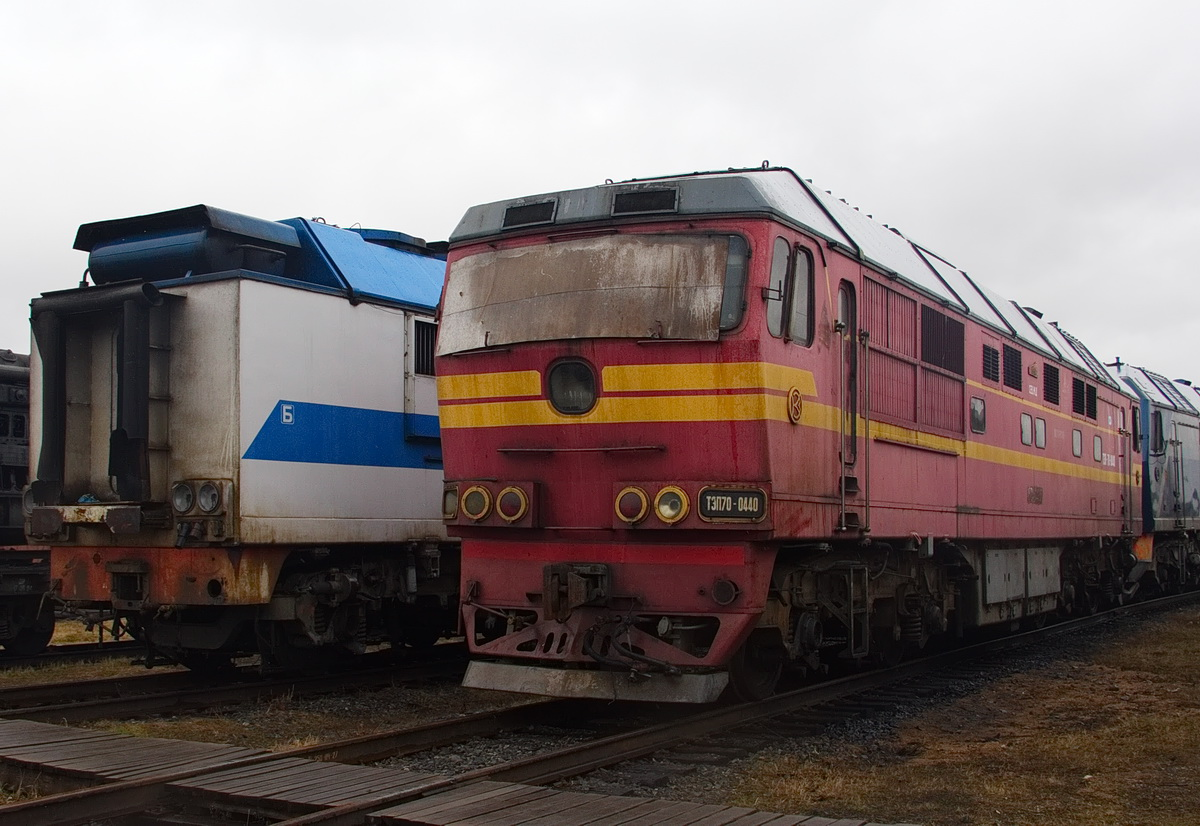
Тепловоз ТЭП70-0440 третьего выпуска и задняя сторона секции тепловоза 2ТЭ70

Тепловоз ТЭП70 представляют собой односекционный двухкабинный локомотив. По конструкции он значительно отличается от своего предшественника ТЭП60 — принципиально иной кузов, трёхосная тележка простая, не требующая особых регулировок и «сухая», причем по плавности хода ТЭП70 является безусловным лидером среди отечественных локомотивов, также с опорно-рамным приводом III класса (полый вал, жёстко связанный с тяговым двигателем; внутри вала проходит ось колёсной пары, а колёса связаны с полым валом через резинометаллические поводки), но с нетребовательными к центровке тяговыми муфтами продольной компенсации вместо поперечной. Неэкономичный двухтактный дизель серии ДН23/30 (11Д45) (такой же, как на тепловозах М62, но с увеличенным числом цилиндров и промежуточным охлаждением) заменён четырёхтактным 5Д49. Введена более современная электропередача переменно-постоянного тока.

### Механическая часть

#### Кузов
Кузов тепловоза — несущий, ферменно-раскосного типа, с двумя кабинами управления. Он изготовлен из низколегированной стали и алюминиевых сплавов для каркаса и обшивки. По сравнению с тепловозами ТЭП60 форма кузова была значительно изменена — кабины и крыша стали формироваться из расположенных под наклоном различных плоскостей с резкими углами. Соотношение массы к длине снизилось с 1030 кг/м до 890 кг/м. Главные продольные балки кузова коробчатого сечения расположены по наружному контуру. В средней части рамы между тележками с нижней стороны к раме приварен топливный бак с отсеками для аккумуляторных батарей, подвешенный в пространстве между тележками.
Первые 7 тепловозов имели кузова длиной 20 470 мм по осям автосцепок и высотой 5 080 мм от уровня головок рельсов. Ширина кузова составляла 3086 мм. У серийных тепловозов ТЭП70 конструкция кузова претерпела ряд изменений — кузов стал более длинным и немного заниженным, изменилась форма и расположение ряда элементов лобовой и боковых стен. Длина тепловоза увеличилась на 1 230 мм, став равной 21 700 мм, а высота уменьшилась на 105 мм до 4 975 мм. Вместе с кузовом более длинной стала и общая колёсная база тепловоза — расстояние между осями крайних колёсных пар увеличилось на 950 мм. У тепловозов ТЭП70БС кузов получил обновлённый экстерьер и изменённое расположение и конструкцию окон, решёток и светосигнальных приборов, но размеры кузова по сравнению с серийными ТЭП70 не изменились. У тепловозов 2ТЭ70 вместо второй кабины каждой секции были установлены удлинённые боковые стены с межсекционным переходом, однако длина секций не изменилась.

##### Лобовые маски

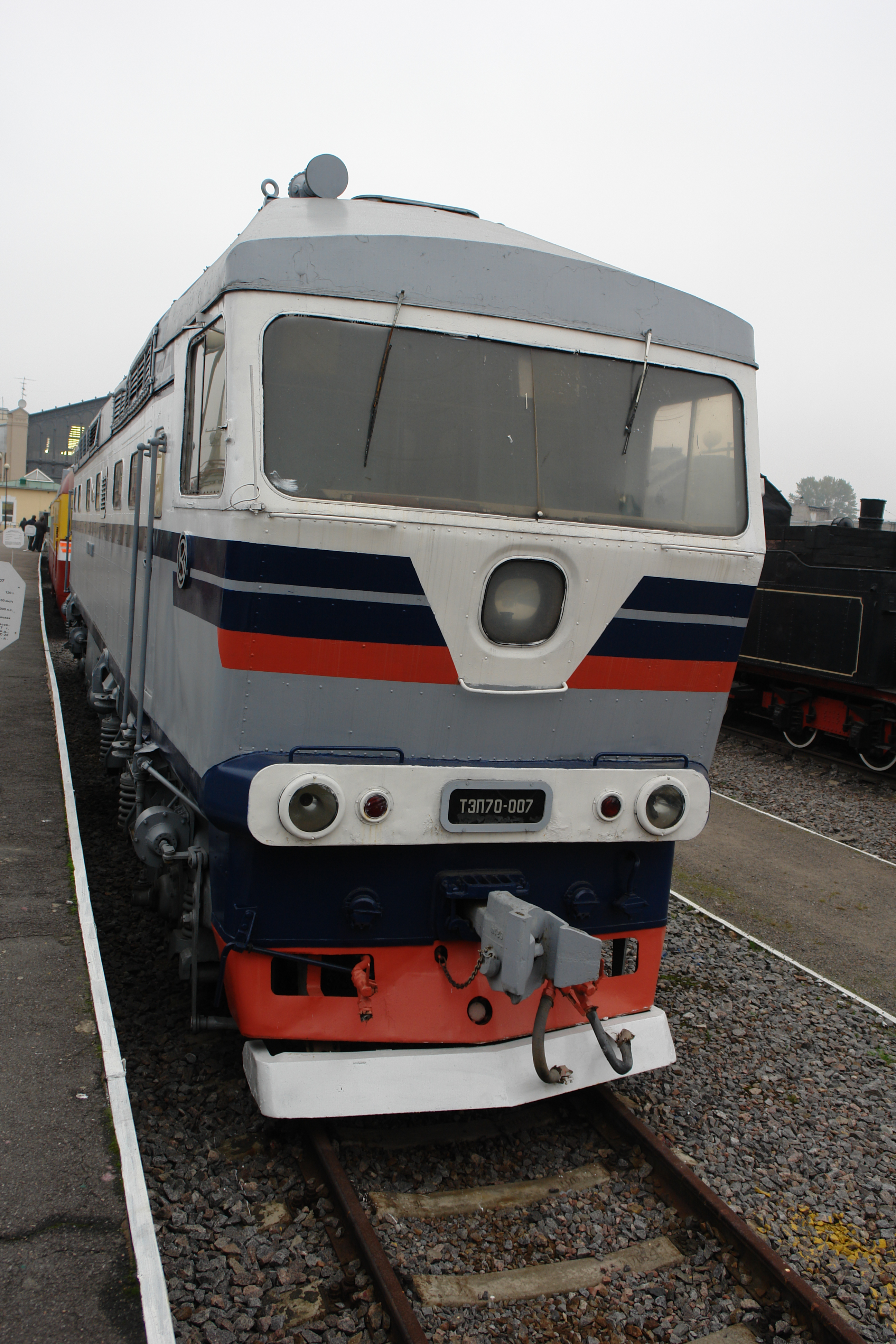
Лобовая маска тепловоза ТЭП70-0007

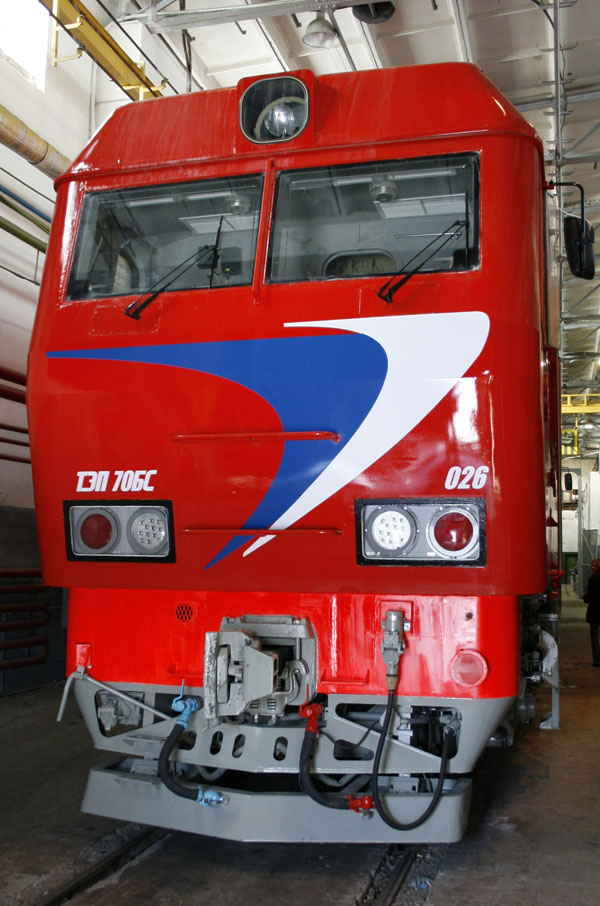
Лобовая маска тепловоза ТЭП70БС-026 (в цехе Коломенского завода)

Лобовая сторона кабины тепловоза спереди состоит из двух расположенных под углом друг к другу гладких панелей кузова (нижняя наклонена вперёд, верхняя — назад под меньшим углом) и расположенной снизу лицевой панели со встроенной в неё автосцепкой и метельником.
Верхнюю наклонную панель кузова почти по всей ширине и высоте занимает оконный проём с двумя лобовыми стёклами, через который осуществляется обзор пути локомотивной бригадой. До конца 30-х номеров проём лобового окна не имел вертикальной перемычки, хотя при этом стекло состояло из двух половинок, склеенных друг с другом. Впоследствии от этой схемы отказались, так как после первой зимы шов давал трещину и стекло теряло герметичность, в результате чего в середине проёма стала устанавливаться перемычка между стёклами.
Нижняя наклонная панель лобовой стороны по высоте примерно в два раза больше верхней. В её верхней части по центру под лобовыми стёклами размещён утопленный в кузов прожектор квадратной формы со скруглёнными углами, а внизу на уровне рамы имеются выступающие вперёд буферные панели с встроенными в них симметрично расположенными буферными фонарями по два с каждой стороны (белый осветительный и красный хвостовой) и номерными табличками. Буферные фонари имеют круглые лампы, выступающие вперёд; их размеры и расположение различаются у тепловозов разных выпусков. У тепловозов первого выпуска (№ 0001 — 0007) была установлена единая панель почти во всю ширину кабины с одной номерной табличкой по центру и горизонтально расположенные буферные фонари — большие белые по краям и маленькие красные ближе к центру. У тепловозов второго выпуска (№ 0008 — 0185) вместо одной широкой панели стали устанавливаться две отдельные по краям, при этом номерные таблички стали располагаться под углом с краю от буферных фонарей, а красные фонари хвостовых огней размещены под белыми. У тепловозов третьего выпуска (с № 0186) красные фонари стали устанавливаться сбоку от белых со стороны центра и стали одинакового с ними размера, за счёт чего буферные панели стали шире, но меньше по высоте.
На тепловозах ТЭП70БС, ТЭП70У и 2ТЭ70 выступающие вперёд буферные панели с номерными табличками были полностью ликвидированы, блоки фонарей утоплены в корпус, а лампа прожектора перенесена из-под лобовых стёкол в передний скат крыши над лобовыми стёклами, при этом корпус прожектора стал незначительно выступать из-под ската. Как и у ТЭП70 третьего выпуска, белый и красный фонари имели одинаковый размер и располагались горизонтально. На первых тепловозах ТЭП70БС, ТЭП70У и 2ТЭ70 устанавливались галогенные лампы фонарей, утопленные внутрь и прикрытые защитными стеклом, позднее стали устанавливаться светодиодные лампы. Затем стали устанавливаться фонари изменённой конструкции без внешнего стекла, незначительно выступающие из-под поверхности кузова. На тепловозе ТЭП70БС-371 нового исполнения применены новые светодиодные буферные фонари с трапециевидным корпусом, схожие с применяемыми на головных вагонах поездов ДП2Д, и утопленный в корпус прожектор трапециевидной формы, а также за лобовым стеклом установлены красные хвостовые огни для обозначения хвоста поезда.
Под нижней наклонной стенкой по торцам локомотива ниже уровня рамы расположена вертикальная лицевая панель, переходящая в наклонный метельник с треугольными вырезами. По центру верхней части метельника расположены автосцепки СА-3, ось которых находится на высоте 1060 мм от уровня головок рельс. По бокам от них у тепловозов ТЭП70 до номера 0317 у ближней к решёткам кабины находятся розетки для сцепления по СМЕ. Под автосцепкой в вырезах метельника находятся шланги пневматических магистралей. У тепловозов ТЭП70БС на нижней лицевой панели с левой стороны (правой при взгляде на тепловоз) сбоку от автосцепки размещаются розетки электропитания поезда.
У тепловозов 2ТЭ70 вместо одной из кабин (со стороны решёток) имеется прямая торцевая стена с межсекционным переходом в виде балонных суфле с переходной площадкой.

##### Боковые стены

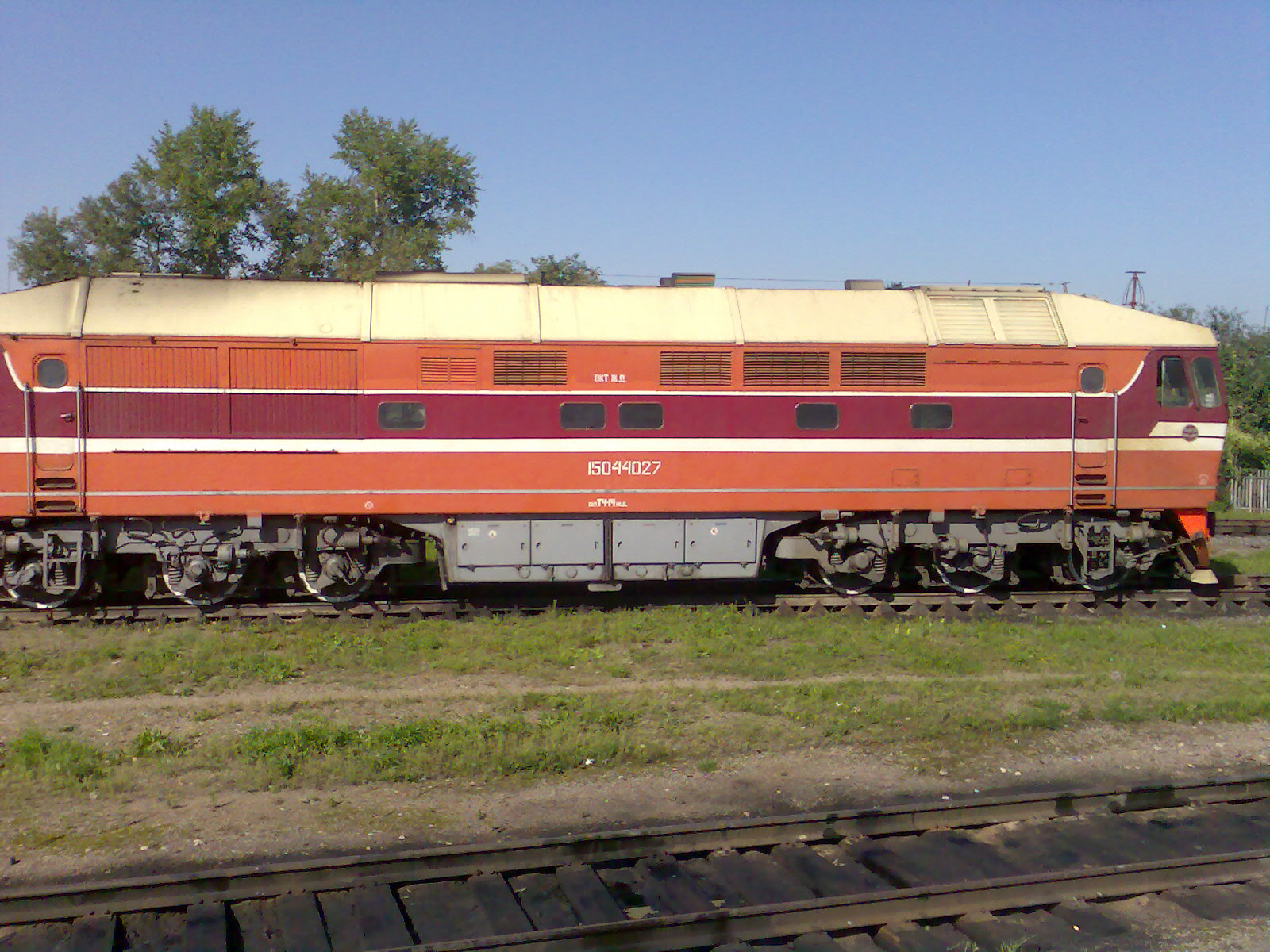
Тепловоз ТЭП70-0402, вид сбоку

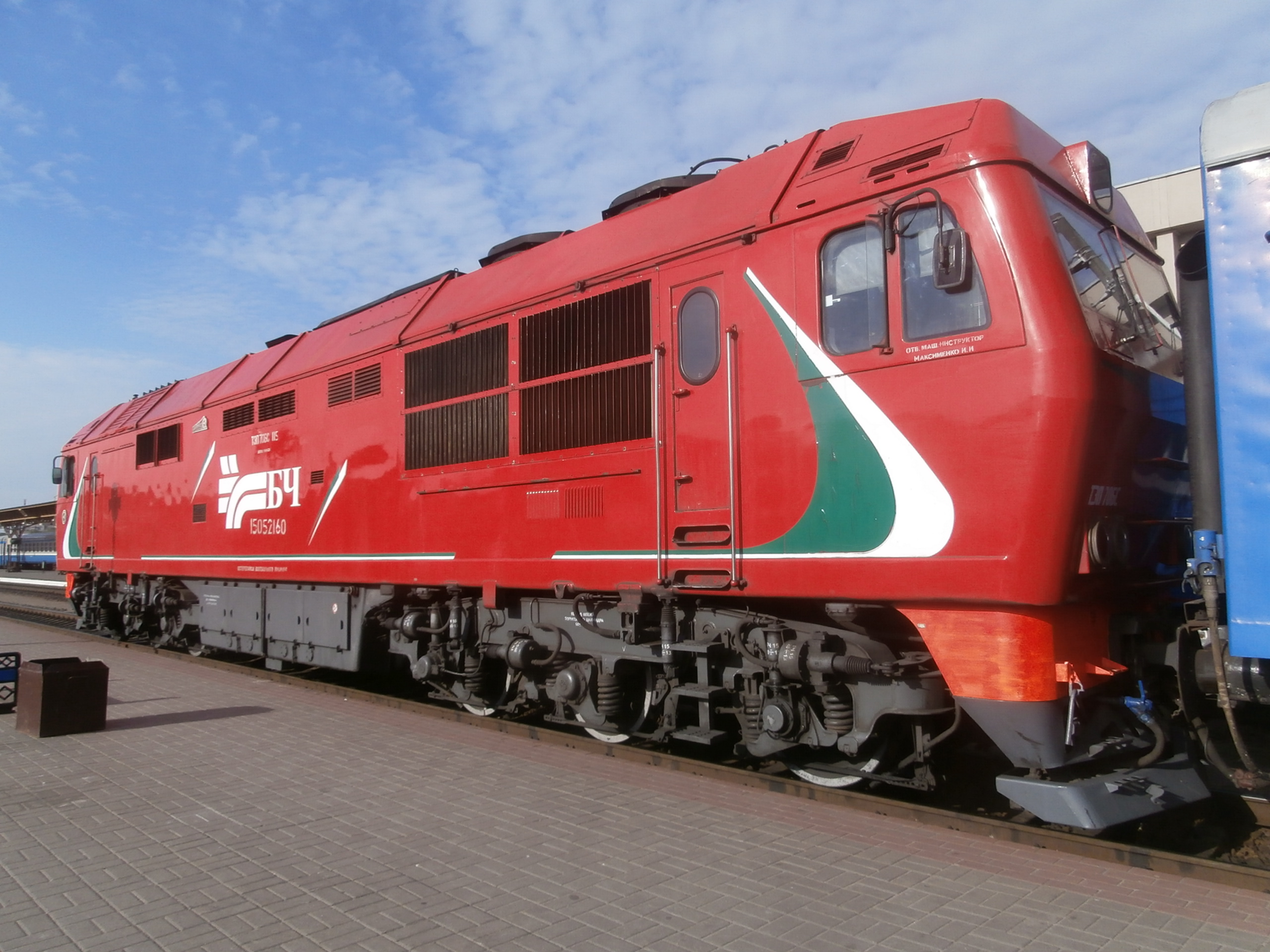
ТЭП70БС-115, вид сбоку

Боковые стены тепловоза гладкие и вертикальные. По бокам кабин машиниста с обеих сторон имеются окна с наклонной передней частью. Окна по бокам кабины у ТЭП70 разделены на две части, задняя часть может открываться сдвигом стекла вперёд. У первых семи тепловозов опытной партии открывающееся и глухое стёкла разделялись вертикальным резиновым уплотнителем, у серийных появилась жёсткая металлическая наклонная планка-разделитель. У тепловозов ТЭП70БС-001, 059 и начиная с 063, боковые окна кабины машиниста также состоят из двух частей — глухой передней и открывающейся задней, в то время как на ТЭП70БС номеров 002—062 (кроме 059), ТЭП70У и 2ТЭ70 сохранена только задняя открывающаяся половинка. За окнами с обеих сторон расположены одностворчатые поворотные двери для входа локомотивной бригады. Дверные створки снабжены стёклами. Для подъёма бригады с уровня насыпи под дверями имеются боковые вертикальные лестницы.
В пространстве между входными дверями в боковых стенах располагаются окна и вентиляционные решётки машинного отделения, конструкция которых менялась в процессе выпуска. Так например первые семь опытных тепловозов с каждой стороны имели шесть стёкол, расположенных группами по 2 симметрично относительно обеих кабин. У серийных тепловозов окна были смещены вниз и оставлены только в количестве пяти, над ними, а также сбоку со стороны кабины Б (ближней к вентиляционным агрегатам системы охлаждения) появились вентиляционные решётки. С началом выпуска тепловозов ТЭП70БС у первого из них осталось всего три окна, а начиная со второго тепловоза все окна в машинном отделении были полностью ликвидированы. Расположение вентиляционных решёток при этом не изменилось.

#### Тележки
Тепловоз имеет две трёхосные моторные бесчелюстные тележки. Тележки имеют двухступенчатое рессорное подвешивание: в первой (буксовой) ступени рама тележки опирается на буксы колёсных пар, во второй (кузовной) ступени кузов опирается на рамы двух тележек. Диаметр колёсных пар по кругу катания составляет 1220 мм.

##### Тележки опытных тепловозов

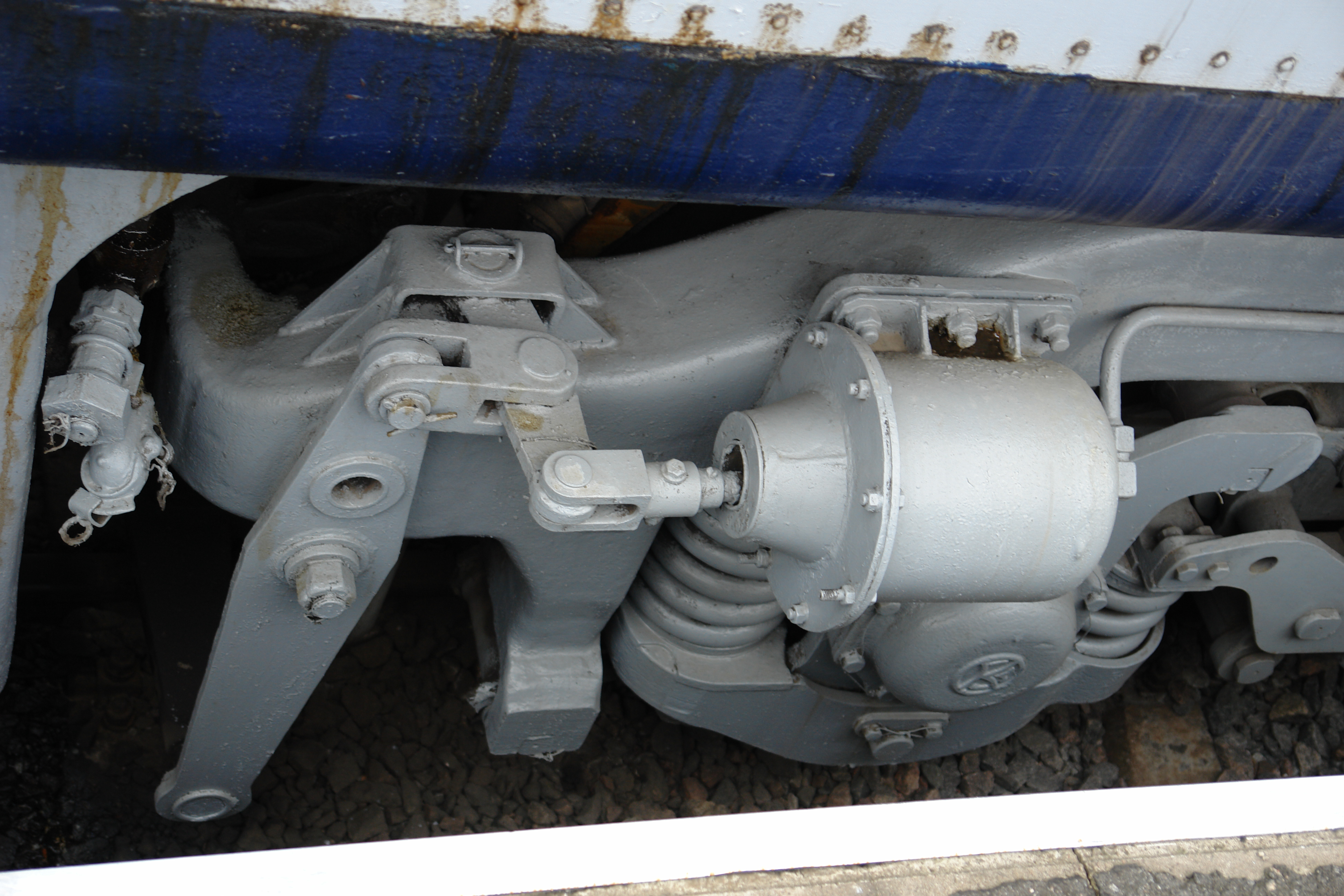
Букса и тормозной цилиндр тележки тепловоза ТЭП70-0007

Тележки первых семи тепловозов по конструкции во многом аналогичны тележкам ТЭП60 и отличаются от них в основном только большей длиной, что обусловлено увеличением диаметра колёс по сравнению с предшественниками. Рамы этих тележек сварены из штампованных элементов. Длина рамы тележки возросла на 200 мм, однако размеры между осями колёсных пар остались прежними: между осями передней и средней колёсных пар — 2400 мм, между осями средней и задней — 2200 мм, полная колёсная база — 4600 мм.
Во второй ступени подвески нагрузка от кузова на раму тележки передаётся через две главные маятниковые опоры в середине шкворневых балок и четыре пружинные боковые опоры, установленные в приваренных к боковинам рамы тележки с внешней стороны кронштейнах в зонах между осями. Нагрузка на каждую главную опору приходится составляет примерно 95 500 Н, прогиб одного резинового конуса под нагрузкой — около 15 мм. Нагрузка на каждую боковую опору в два раза меньше, чем на главную. Статический прогиб боковых пружин под этой нагрузкой для компенсации боковых качений составляет 98 мм. Устойчивость кузова в поперечном направлении обеспечивают пружинные возвращающие аппараты, установленными между проушинами главных опор и кузовом.
В первой ступени подвески нагрузка от рамы тележки на колёсные пары передаётся с помощью концевых и средних цилиндрических пружин и листовых рессор, сбалансированных друг с другом. Концевые пружины и рессоры воспринимают нагрузку через резиновые амортизаторы: кольцевые над пружинами и прямоугольные над хомутом рессоры. Рессоры через рессорные балансиры нагружают соседние пружины, установленные в гнёздах двуплечих подбуксовых балансиров, которые в свою очередь подвешены с помощью валиков на корпусах букс и передают на них нагрузку. Вторые концы балансиров крайних букс нагружены концевыми пружинами. Статический прогиб цилиндрических пружин и листовых рессор составляет 94 мм.
Тяговые электродвигатели имеют опорно-рамное подвешивание и размещены так же, как в челюстной тележке: два редукторами в одну сторону, третий — в противоположную. Тяговый момент от двигателя к колёсным парам передаётся через редуктор со специальным механизмом, позволяющим одновременно компенсировать вертикальные перемещения двигателя относительно оси колёсной пары. Передаточное отношение редуктора составляет 78 : 25 = 3,12.
Тяговые и тормозные усилия от колёсных пар к раме кузова и автосцепке передаётся буксами, связанными с рамой тележки буксовыми поводками с резиновыми элементами. Валики поводков закреплены в специальных клиновых пазах корпусов букс и кронштейнов рамы тележки. От рамы тележки тяговое усилие передаётся через специальные закалённые сухари на стойках главных опор кузову, а затем на автосцепку.
Тормозное оборудование тележки включает четыре тормозных цилиндра диаметром 254 мм (10"), каждый из которых через систему рычажной передачи тормоза действует на три тормозные колодки, то есть на две тормозные колодки одного колеса и на одну колодку смежного колеса. Рычажная передача тормоза позволяет устанавливать чугунные или композиционные колодки. При ручном торможении осуществляется прижатие колодок к передней колёсной паре с двух сторон и к смежной с ней с одной стороны.

##### Тележки серийных тепловозов

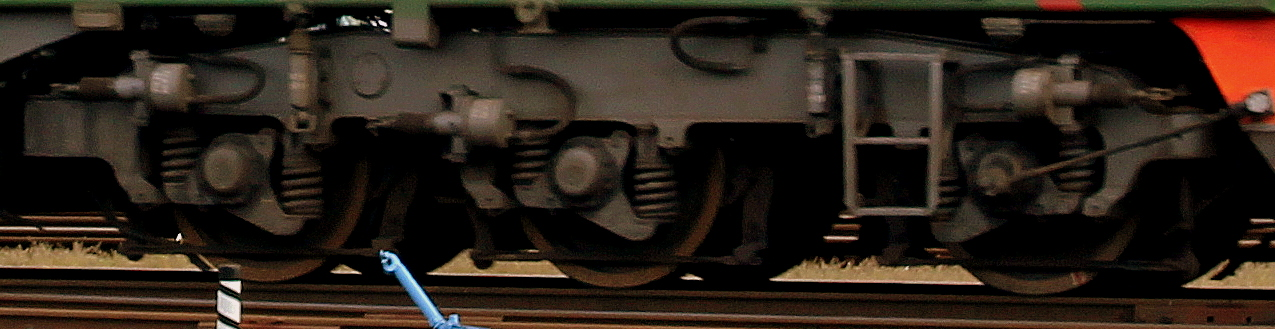
Тележка серийного тепловоза ТЭП70, вид сбоку

На серийных тепловозах ТЭП70, начиная с восьмого номера, стали применяться тележки изменённой конструкции. Рама тележки имеет сварную конструкцию и несколько отличается по исполнению, была изменена конструкция подвески. Расстояние между осями колёсных пар тележки также уменьшилось — между передней и средней оно составило 2300 мм, средней и задней — 2000 мм, полная колёсная база — 4300 мм.
Во второй ступени подвески нагрузка от кузова передаётся на раму тележки через восемь цилиндрических пружин, установленных на боковинах рамы тележки (по четыре с каждой стороны) вместо резиновых центральных опор и пружинных боковых опор с поверхностями трения. Пружины второй ступени подвески обеспечивают одновременно упругую связь при поперечных и угловых перемещениях тележки относительно кузова. Статический прогиб пружин составляет 113 мм. В первой ступени подвески нагрузка от рамы тележки на колёсные пары вместо листовых рессор передаётся через пружины индивидуального подвешивания с прогибом пружин в 57 мм, то есть в два раза меньше, чем во второй ступени. Ввиду увеличения общего статического прогиба рессорного подвешивания от 104 до 170 мм, для сохранения демпфирующих свойств подвешивания, обеспечивавшихся на первых тепловозах листовыми рессорами, на новых тепловозах во второй ступени установлены гидравлические амортизаторы: по два вертикальных и одному горизонтальному с каждой стороны. В первой ступени амортизаторы отсутствуют.
Относительные перемещения тележки и кузова в поперечном направлении возможны благодаря упругому шкворневому устройству. Максимальное перемещение шкворня в этом направлении составляет 60 мм, из которых 30 мм относится к свободному ходу и 30 мм — к упругому ходу со сжатием пружины шкворневого устройства. Включение пружины шкворневого устройства при отклонении кузова свыше 30 мм позволяет обеспечивать нелинейную зависимость возвращающей силы от перемещения.

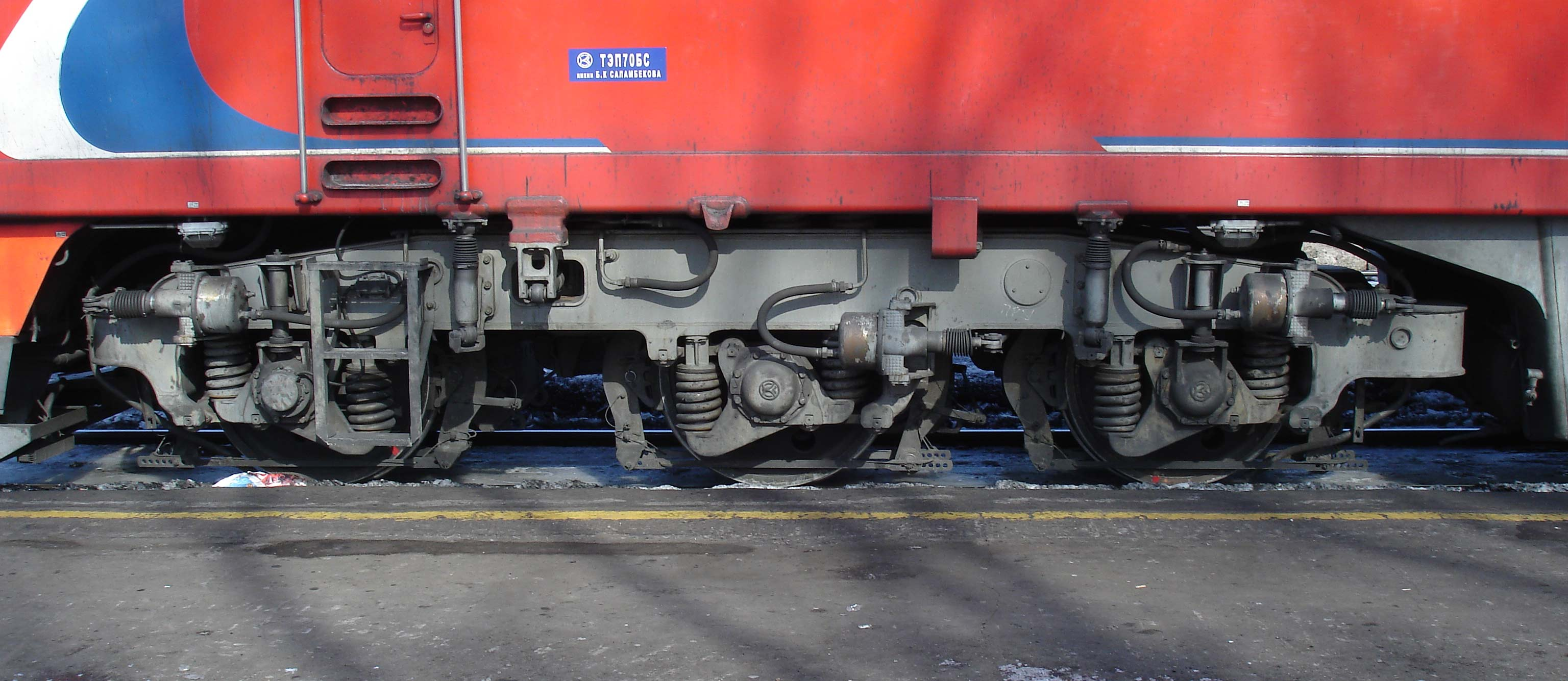
Тележка тепловоза ТЭП70БС, вид сбоку

Тяговые электродвигатели имеют опорно-рамное подвешивание и размещены в одном направлении позади осей колёсных пар, друг за другом. Привод колесной пары односторонний. Вращающий момент от вала двигателя к колёсной паре передается с помощью редуктора, включающего зубчатую передачу, поводки с резинометаллическими шарнирами и трубу с двумя приводными фланцами по концам. Передаточное отношение редуктора осталось прежним.
Тяговые и тормозные усилия от колёсных пар к раме кузова и автосцепке передаётся буксами, связанными с рамой тележки буксовыми поводками с резиновыми элементами, как и у тележек опытных тепловозов. От рамы тележки тяговое усилие передаётся на раму кузова через низко опущенный до уровня осей колёсных пар шкворень.
Тормозное оборудование тележки включает шесть тормозных цилиндров со встроенными регуляторами выхода штока вместо четырёх, индивидуальные рычажные передачи, обеспечивающие двустороннее нажатие тормозных колодок, и гребневые колодки. При ручном торможении к бандажам прижимаются колодки только одной колёсной пары.
Тележки тепловозов ТЭП70БС, ТЭП70У и 2ТЭ70 получили ряд усовершенствований. В частности, в обеих ступенях подвески были применены гидравлические амортизаторы, которые уменьшают на 25 % коэффициент вертикальной динамики буксовой ступени. Общий статический прогиб составляет менее 160 мм. Была усовершенствована конструкция узлов опорно-рамного подвешивания тяговых двигателей, что исключает необходимость гидрозатяжки креплений. Горизонтальные гидравлические амортизаторы были вынесены из-под кузова в удобное для обслуживания место..

### Интерьер

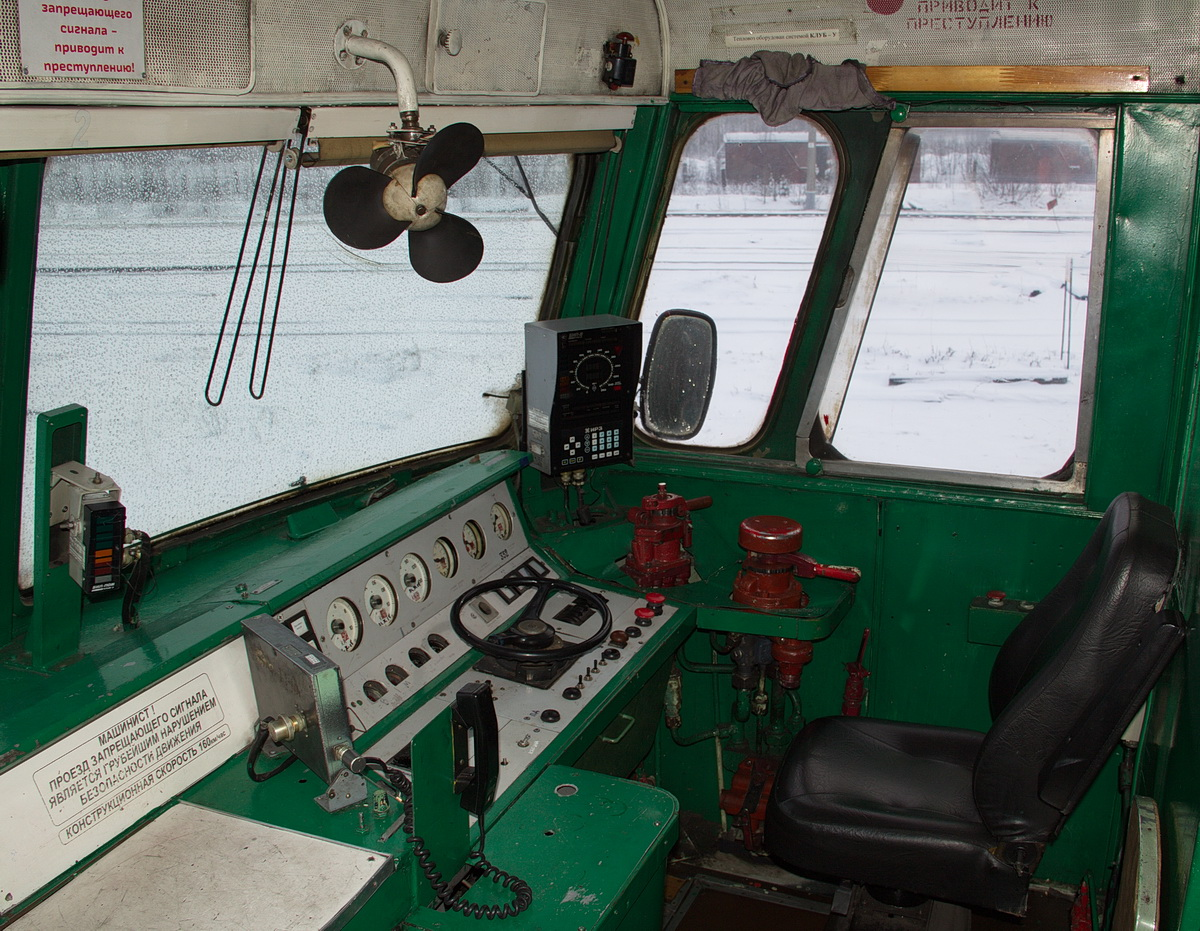
Общий вид кабины ТЭП70 с правой стороны (место машиниста)

#### Кабина машиниста
Кабина тепловоза рассчитана на управление тепловозом локомотивной бригады из двух человек — машиниста и помощника. По конструкции она значительно отличается от кабины ТЭП60. Ручной тормоз расположен на задней стенке кабины, благодаря чему установлен цельный пульт в виде стола, в средней части которого имеется выступ, в котором находится коробка прожектора. В правой части кабины расположен пульт управления и кресло машиниста, в левой — кресло помощника.
Пульт управления машиниста тепловоза ТЭП70 состоит из двух плоских панелей серого цвета — горизонтальной с контроллером и основными переключателями перед машинистом и наклонной в передней части кабины, на которой расположены стрелочные измерительные приборы, сигнальные лампы и ряд переключателей. Контроллер машиниста имеет рукоятку штурвального типа и расположен по центру прямо перед машинистом, благодаря чему управлять им можно обеими руками. С ТЭП 70 № 0220 установлен совмещенный контроллер машиниста типа КМ-2202, вместо двух контроллеров: поездного — КВ-1554 и электрического тормоза — КВ-0551. В левой части пульта управления находится радиостанция. Прямо перед контроллером на наклонной панели установлены (слева направо): амперметр тягового тока, амперметр ЭДТ, указатель задатчика скорости ЭДТ (на поздних номерах отсутствует, подобный пульт на фото ниже), манометр тормозных цилиндров, манометр тормозной и питательной магистрали, и манометр уравнительного резервуара. Ниже, слева установлены 2 комплекта приборов для контроля воды и масла дизеля (термометры и манометры). С тепловоза ТЭП70 № 515 имеется тумблер переключения показаний температуры воды горячего и холодного контура. Включение ступеней ослабления поля может производиться как в автоматическом режиме, так и в ручном, для чего предусмотрены тумблера на пульте. Ручное управление ослаблением поля позволяет выбирать наиболее экономичный режим ведения поезда, так как КПД электрических машин зависит от напряжения и силы тока. Справа от пульта управления расположены пневматические тормозные краны усл. № 395 и 254, а на углу между лобовым и боковым стёклами подвешен блок индикации комплексного локомотивного устройства безопасности (КЛУБ). Ранее устанавливались скоростемеры 3СЛ2М и КПД-3. Часть переключателей и приборов (включая вольтметр тяги) расположена на пульте помощника машиниста. С № 0272 с завода устанавливается второй комплект радиостанции типа 42РТМ — 4М.

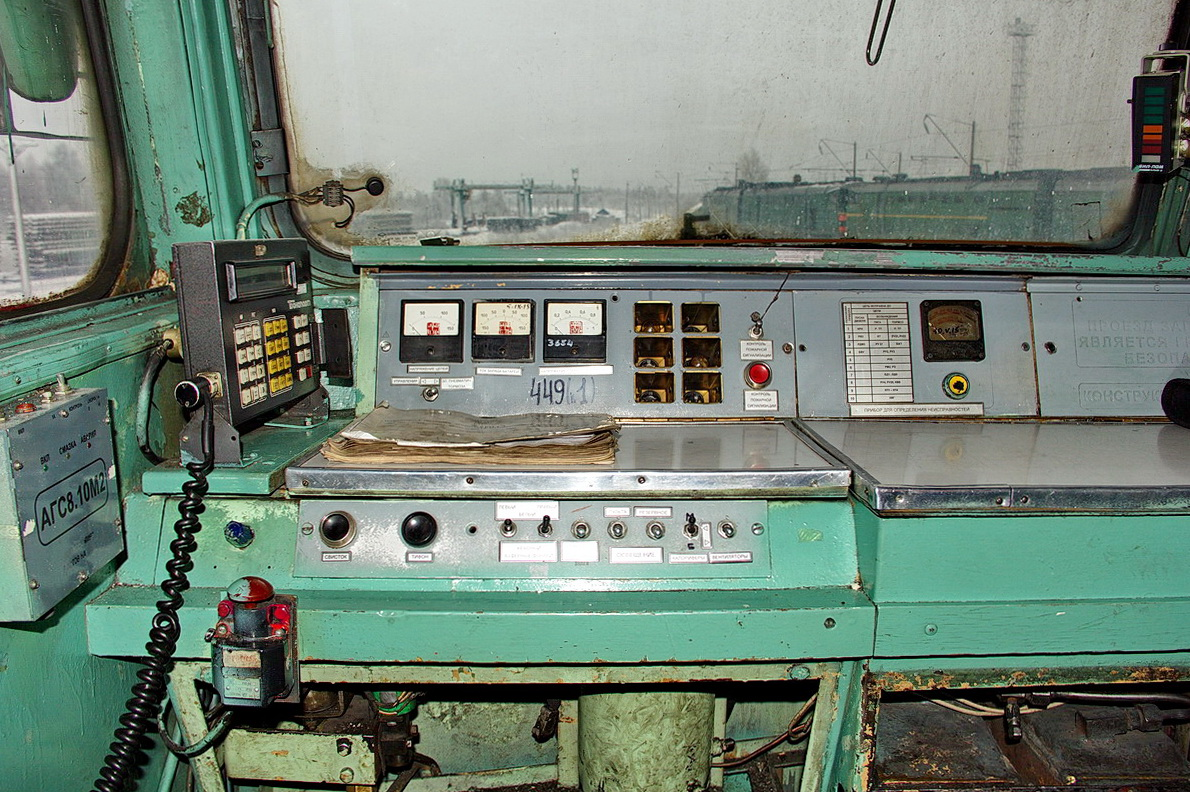
Пульт помощника машиниста ТЭП70 крупным планом
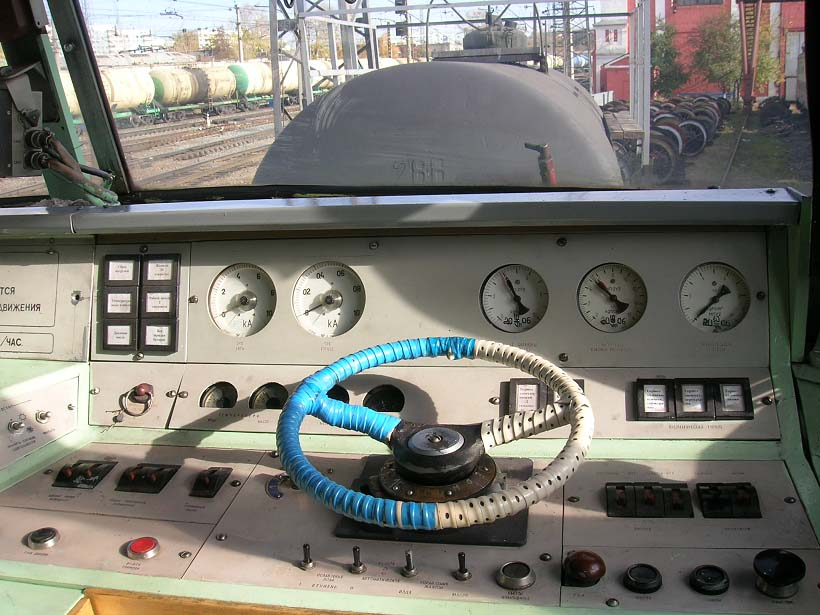
Пульт управления машиниста ТЭП70 крупным планом

Пульт управления тепловоза ТЭП70БС, ТЭП70У и 2ТЭ70 претерпел значительные изменения в дизайне и оснащении — он стал шире размером и получал вогнутый дугообразный край перед машинистом. В наклонной дальней части пульта с левой стороны и по центру были установлен цифровой дисплей микропроцессорной системы управления и диагностики, обеспечивающей информирование машиниста о состоянии тепловоза и его параметрах; по центру — широкий дисплей системы КЛУБ, визуализирующий показания локомотивной сигнализации и скоростеметра, с правой стороны которого расположена панель с переключателями; справа — два двухстрелочных манометра пневматической системы: манометр давления в тормозной и питательной магистралях и манометр давления в тормозных цилиндрах первой и второй тележек. В горизонтальной части пульта управления установлены переключатели, расположенные, как и сам пульт, дугообразно. Контроллер машиниста расположен в левой части пульта справа от радиостанции и вместо штурвала выполнен в виде компактной рукоятки, поворачивающейся вперёд-назад в вертикальной плоскости. У пульта управления двухсекционного 2ТЭ70 по сравнению с ТЭП70БС имеются две дополнительные кнопки для дизеля второй секции. Для комфортных условий работы кабина машиниста стала оснащаться системой кондиционирования, вентиляции и отопления.

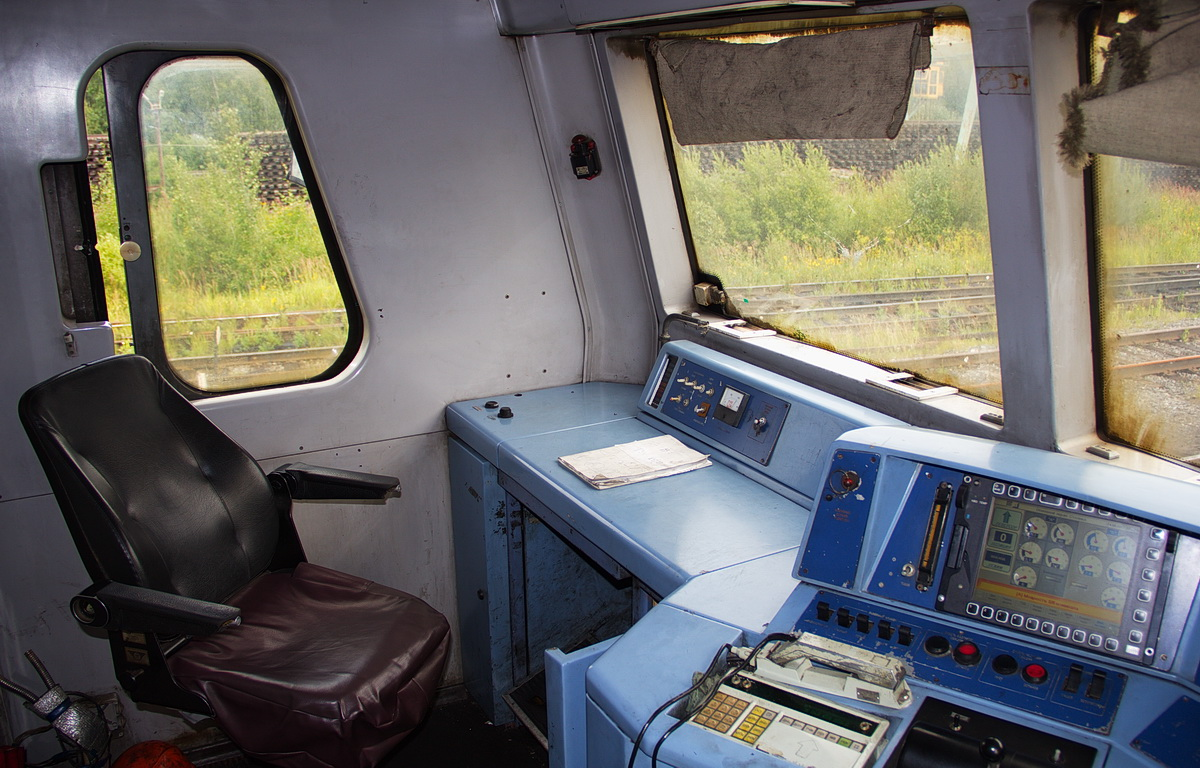
Пульт управления и кресло помощника машиниста 2ТЭ70 (левая сторона кабины)
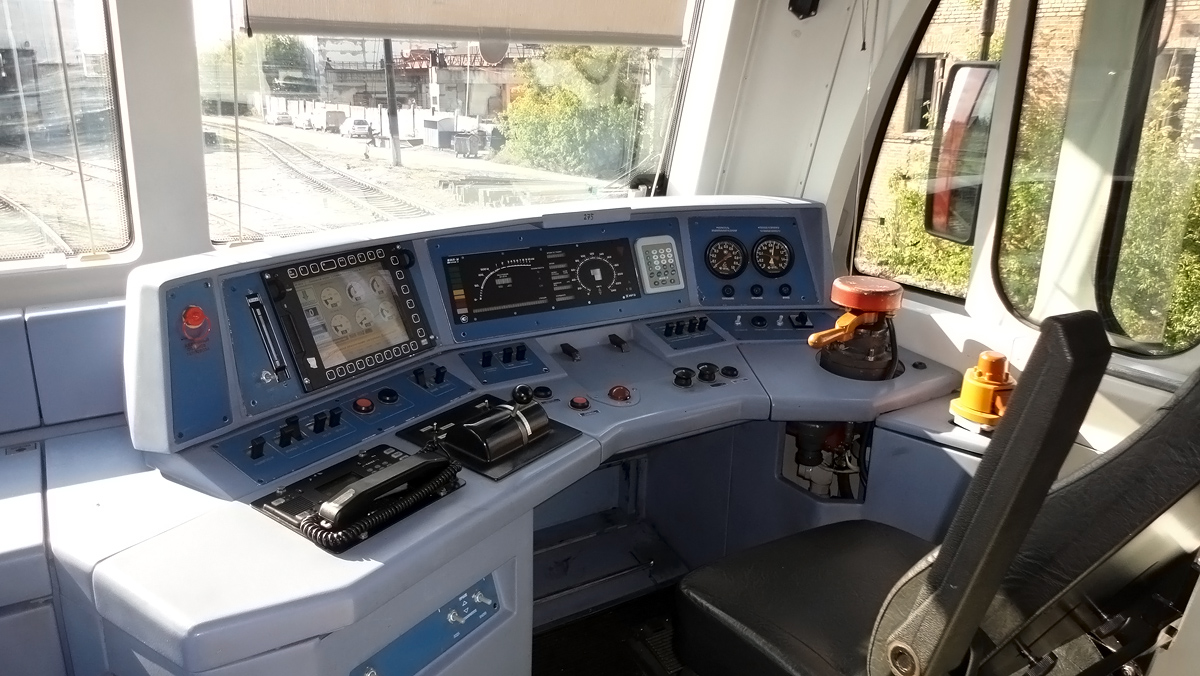
Пульт управления ТЭП70БС (правая сторона кабины)

#### Машинное отделение
В машинном отделении довольно просторно, высоковольтная камера, расположенная за первой кабиной, имеет проход с обеих сторон. За ней находятся ВУ и УВВ, далее ЦВС, а за ЦВС — тяговый генератор и дизель. На другом конце дизеля укреплены насосы и гидронасосы. В шахте холодильника установлены мотор-компрессор, фильтры масла, пожарный пенообразователь и маслопрокачивающий насос дизеля. Воздух, засасываемый дизелем с обеих сторон тепловоза через находящиеся под крышей жалюзи, проходит через восьмигранные сетчатые кассеты, которые нижней половиной погружены в масляные ванны, а через верхнюю половину проходит воздух. Для смачивания кассет предусмотрен пневматический привод, проворачивающий их на 45 градусов за один ход. Автоматическая работа привода устроена весьма оригинально — он срабатывает при каждом включении мотор-компрессора.

### Силовая установка и электропередача
Конструкция силовой установки и электропередачи такая же, как у тепловозов 2ТЭ116 и ТЭМ7 — дизель 5Д49 приводит во вращение два масляных насоса (первой и второй ступени), два водяных насоса (первого контура, охлаждающего дизель, и второго контура, охлаждающего масло дизеля и наддувочный воздух), две вспомогательных электромашины (коллекторный стартёр-генератор и однофазный синхронный возбудитель) и, через упругую муфту, тяговый синхронный генератор (ГС), имеющий на статоре две трёхфазных звезды, сдвинутых одна относительно другой на 30 электрических градусов, что вдвое снижает пульсации выпрямленного тока в цепях ТЭДов. Ток из цепи управления (напряжение 110 В, вырабатываемое стартёр-генератором) подаётся на ротор возбудителя, выработанный возбудителем переменный ток выпрямляется управляемым выпрямителем возбуждения УВВ (УВВ собран из тиристоров и позволяет в процессе выпрямления регулировать напряжение, управляется УВВ блоком управления возбуждением) и подаётся на ротор ГС.
Выработанное генератором переменное напряжение выпрямляется в выпрямительной установке ВУ, собранной из диодов, и через поездные контакторы подаётся на шесть параллельно соединённых тяговых двигателей. Также в силовой цепи имеются пневматический реверсор и два контактора ослабления поля, позволяющие получить две ступени ослабления возбуждения. Реверсором управляет машинист, а контакторы ОП включаются как автоматически через реле перехода (каждое на свою ступень), контролирующие ток и напряжение ТЭД, так и вручную. Система управления возбуждением электронная, контролирует ток и напряжение тягового генератора, нагрузку дизеля с помощью установленного в регуляторе дизеля индуктивного датчика и другие параметры.

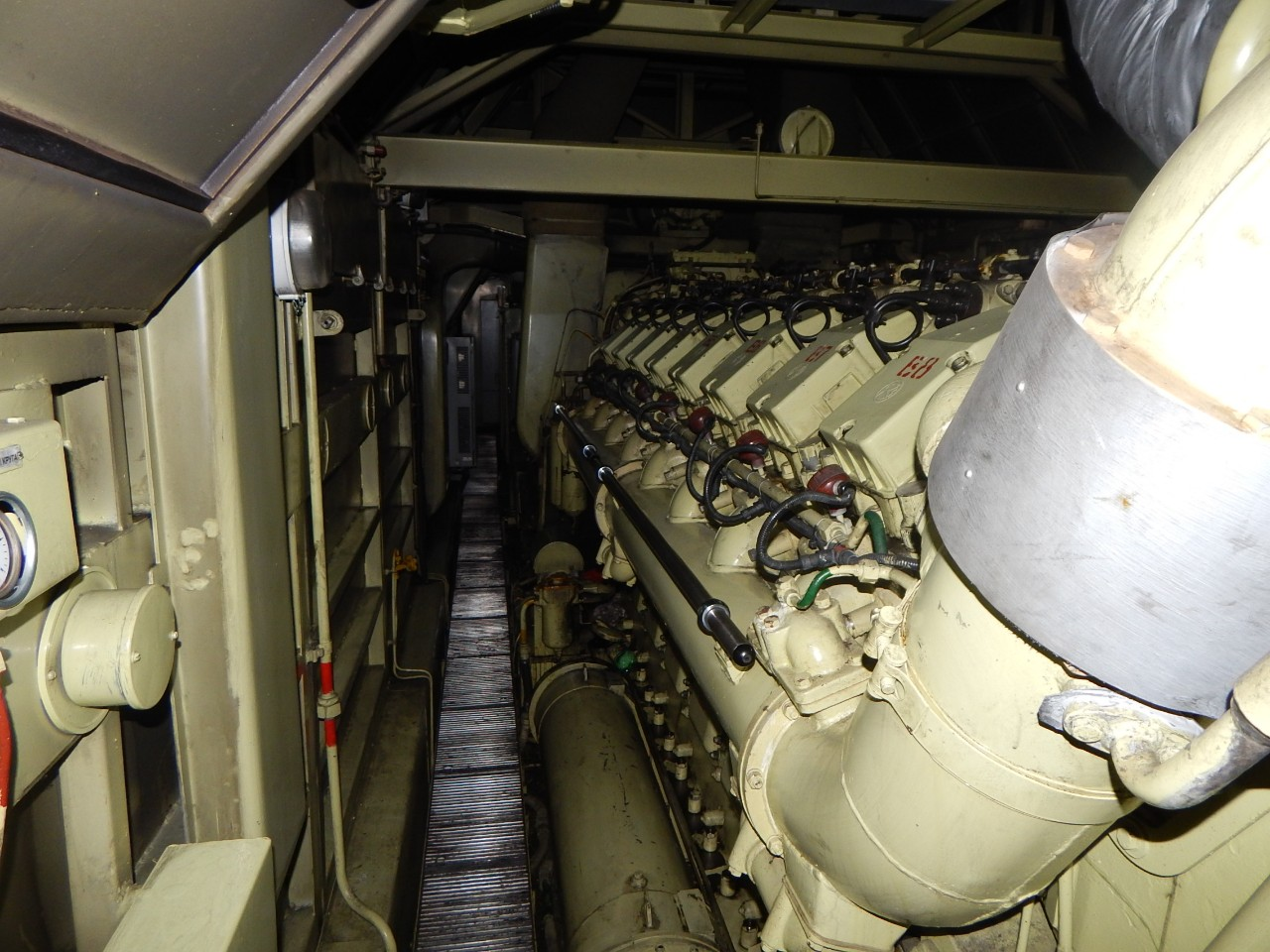
Дизельный двигатель тепловоза ТЭП70БС
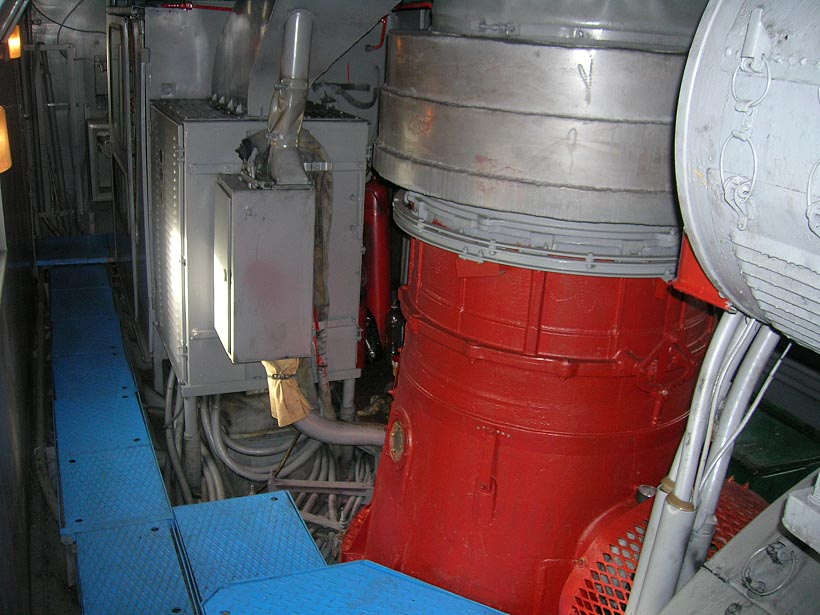
Тяговое электрооборудование и установка ЦВС тепловоза ТЭП70

### Вспомогательное оборудование

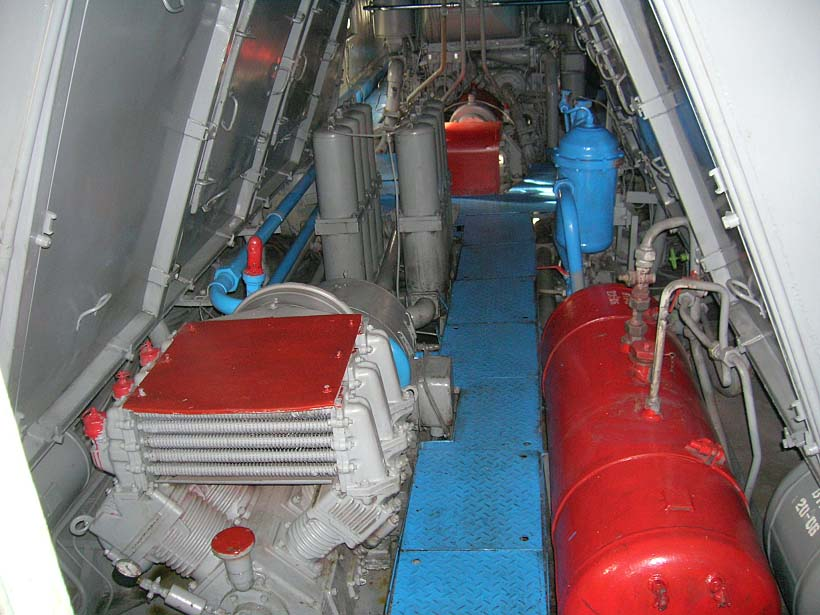
Вид из кабины в шахту холодильника, тепловоз ТЭП70

Вспомогательных машин на тепловозе 4 — установка центрального воздухоснабжения ЦВС, мотор-компрессор и два вентилятора холодильника. ЦВС представляет собой высокоэффективный осевой (аксиальный) вентилятор с лопаточными неподвижными направляющим и спрямляющим аппаратами, обеспечивающий воздухом все шесть тяговых двигателей, ГС, ВУ и УВВ. Мотор-компрессор ПК-5,25 с номинальной частотой вращения 1450 об/мин и подачей 5,25 м3/мин, установленный также на промышленной модификации тепловоза ТЭМ7, маневровом тепловозе ТГМ6 и украинском электровозе ДЭ1, на ТЭП70 имеет электропривод от коллекторного двигателя. Питается этот двигатель от стартёр-генератора постоянным током напряжением 110 В. Вода дизеля охлаждается в холодильнике, обдуваемом двумя вентиляторами, что получают вращение от девятицилиндровых аксиально-поршневых гидродвигателей, питающихся маловязким маслом под давлением до 220 кг/см2. Создаётся это давление двумя приводимыми от дизеля гидронасосами. Эта система гидростатического привода позаимствована у ТЭП60.

## Эксплуатация

### Опытные ТЭП70
Опытные тепловозы ТЭП70 первого типа поступили в депо Орша Белорусской железной дороги и водили пассажирские поезда на участках Орша — Гомель, Орша — Новосокольники, Орша — Овруч и Орша — Брест. При этом они расходовали на 10-12 % меньше топлива по сравнению с тепловозами ТЭП60. Тепловоз ТЭП70-0005 прошёл также теплотехнические испытания на кольце ВНИИЖТа и динамические испытания на участке Белореченская — Майкоп Северо-Кавказской железной дороги. В связи со значительными отличиями от серийных машин, что усложняло ремонт, тепловозы проработали с пассажирскими поездами весьма непродолжительное время до 1982 года, после чего были отстранены от эксплуатации.
Впоследствии тепловоз № 0001 в 1986 году был продан Лубенской лакокрасочной фабрике (Южная железная дорога), на которой использовался в качестве электростанции, а тепловозы 0004 — 0007 переданы на Октябрьскую железную дорогу в путевые машинные станции Решетниково (ОПМС-1) и Горы (ПМС-28) для вождения служебных поездов, где они не подвергались высоким эксплуатационным нагрузкам. В период 1990-х годов все тепловозы с номерами 0001—0006 были списаны и порезаны. Тепловоз 0007 был сохранён для истории и передан в Музей Октябрьской железной дороги в Санкт-Петербурге.

### Серийные ТЭП70
Первая партия серийных тепловозов ТЭП70 второго типа (0008-0032) поступила на Среднеазиатскую железную дорогу (Узбекистан) в депо Ташкент. Часть машин со Среднеазиатской в конце 80-х — начале 90-х годов были переданы в путевые машинные станции Октябрьской ЖД и на Южную дорогу, куда поступали последующие тепловозы. Из тепловозов, переданных на Октябрьскую, на данный момент не осталось ничего (за исключением кабины ТЭП70-0183, заимствованной с ТЭП70-0023), отдельные тепловозы Южной железной дороги ещё остались в работе. Самый первый тепловоз второго выпуска был сохранён и передан в Ташкентский музей железнодорожной техники.
Затем тепловозы второго выпуска, начиная с 0033, поступали в основном на Октябрьскую железную дорогу (Россия) и Южную железную дорогу (Украина). Впоследствии часть этих тепловозов была передана в другие депо России и Украины. Отдельные небольшие партии тепловозов ТЭП70 второго выпуска поступили в Казахстан в депо Алма-Ата.
Начиная с тепловозов 0180-х номеров, практически одновременно с началом выпуска тепловозов третьего типа, тепловозы стали поступать и на многие другие дороги России и стран бывшего СССР. Большая часть ТЭП70 предназначалась для России. Значительная часть ТЭП70 поступила в Белоруссию (преимущественно тепловозы 200-х и 300-х номеров, отдельные 400-е) и Латвию (200-е номера); небольшие партии тепловозов 300-х номеров поступили в Литву и Эстонию, а 190-х — в Казахстан.
В процессе эксплуатации тепловозов постоянно происходила их передача между депо и даже между странами. Более подробные сведения распространения тепловозов по странам приведены ниже.

#### Россия

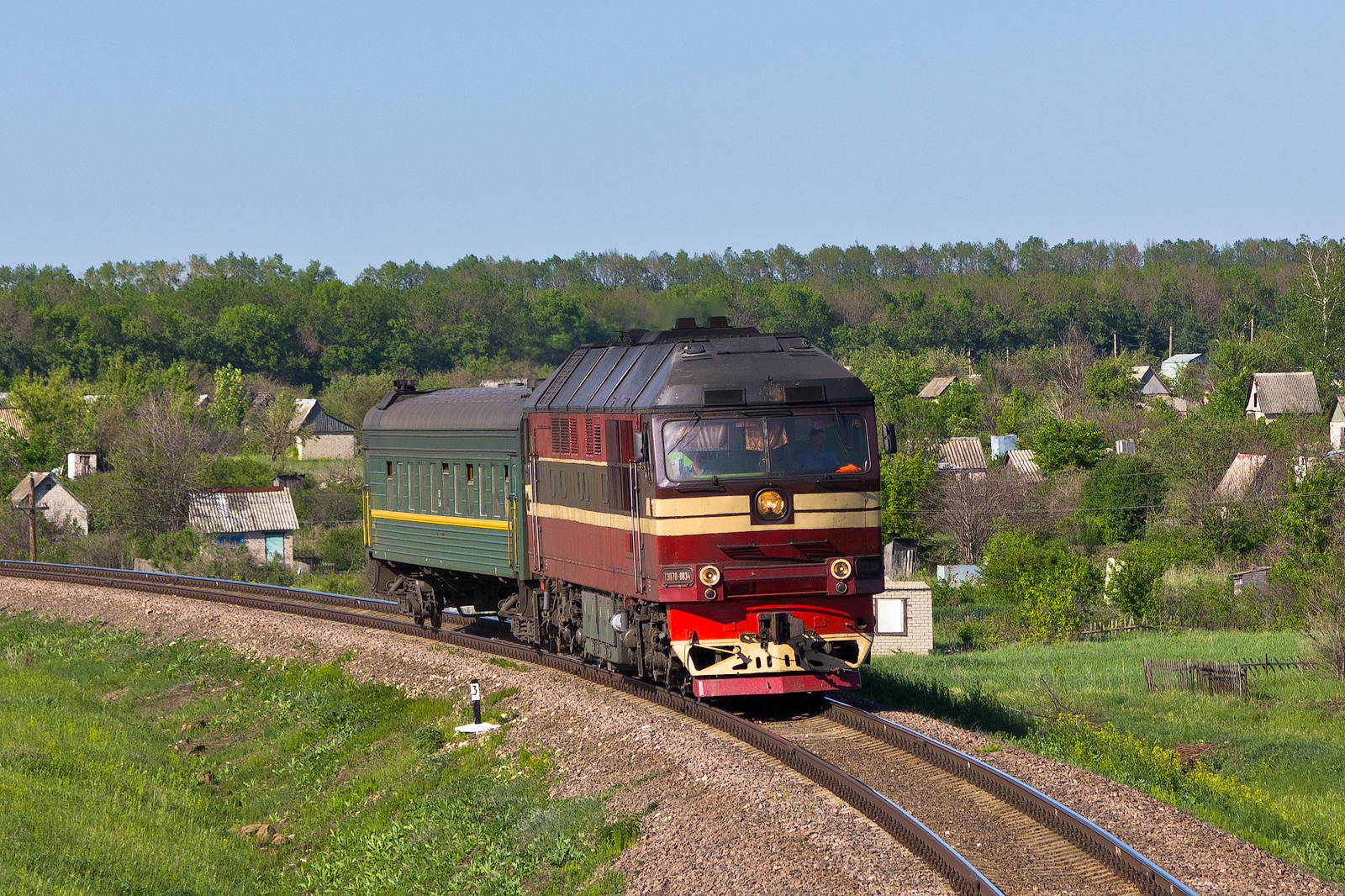
ТЭП70-0034, был старейшим эксплуатировавшимся до 2020 тепловозом серии года в России. Построен в 1985 году

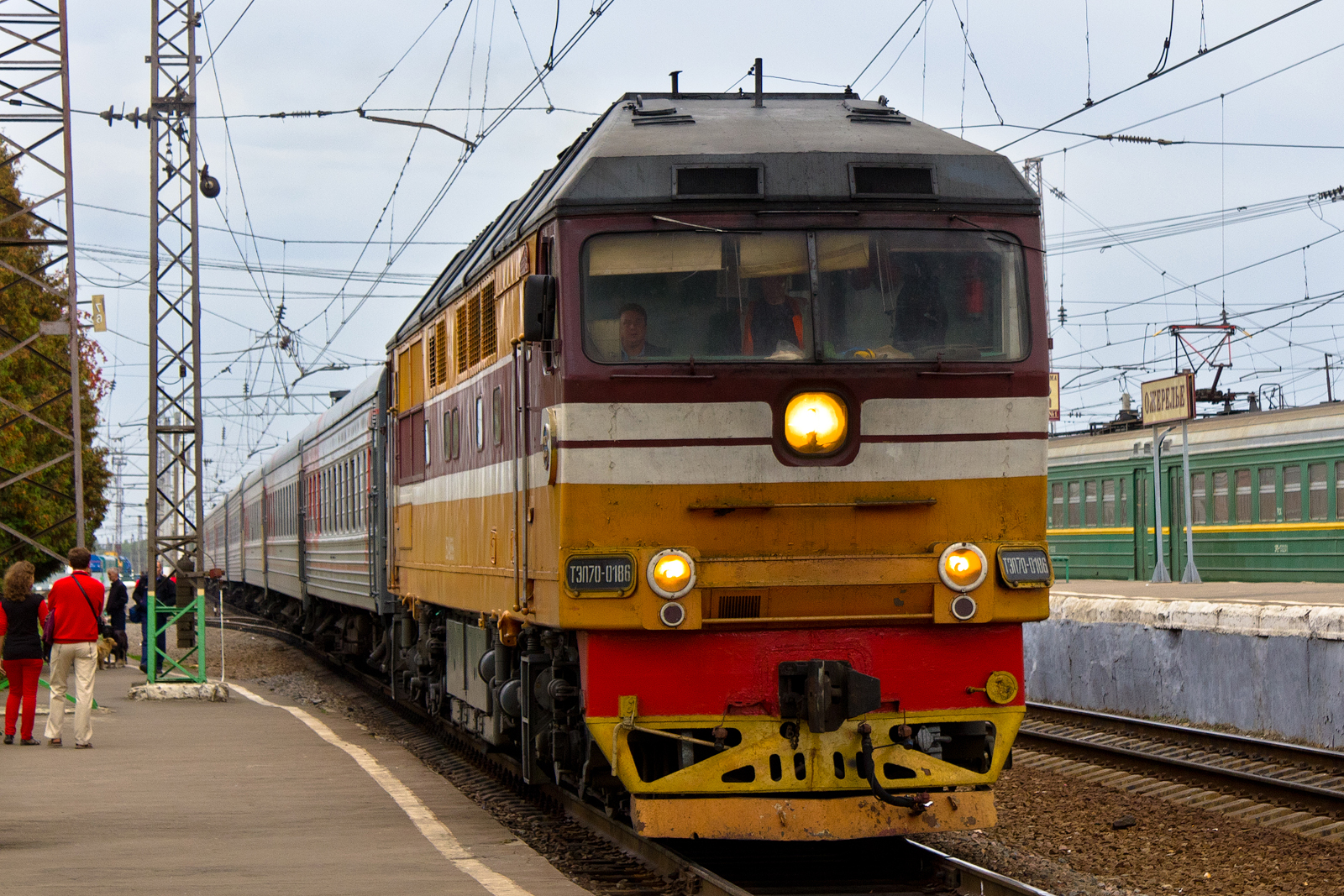
ТЭП70-0186 (настоящий номер — 0070). Первый тепловоз 3-го типа с номером 0186 был разбит в крушении под Тамбовом. Теперь под его номером работает тепловоз 2-го типа (на фото)

Большая часть тепловозов ТЭП70 всех выпусков поступала на территорию России (изначально — РСФСР в составе СССР). С завода поставлялись тепловозы начиная с номера 0033.
В конце 80-х годов в РСФСР была передана часть тепловозов из Ташкента в собственность ПМС Октябрьской ЖД, а в 90-е годы уже в Россию — часть тепловозов Южной ЖД (№ 0085, 0159, 0169, 0176—0181), которые поступили в депо Старый Оскол, а после — частично переданы в Елец Юго-Восточной дороги и другие депо. Также четыре машины — ТЭП70-0042, 0531, 0533 и 0539 — были переданы на Южно-Уральскую дорогу в депо Оренбург для освоения, но работники депо встретились со значительными трудностями, так как до этого тепловозов с такими элементами, как дизель Д49, гидростатический привод вентиляторов или отечественные электроаппараты на 110 вольт, на дороге не было вообще. Позже эти тепловозы были переданы в депо Котлас. В депо Великие Луки эксплуатируются ТЭП70-0119, 0262, 0270, в депо СПБ-Варшавский (сегодня СПБ-Витебский в Шушарах) — ТЭП70-0316, ТЭП70-0272 (бывш. ТЭП70-0220).
Изначально тепловозы ТЭП70 нулевой и первой сотен поступали только на Октябрьскую железную дорогу в депо Ленинград-Варшавский, позднее — в депо Бологое и Великие Луки. Затем география распространения ТЭП70 значительно расширилась и они стали распространяться по всей России, заменяя работающие в пассажирском движении грузовые тепловозы ТЭ10 и М62 и вытесняя собой ТЭП60. Часть тепловозов Октябрьской дороги впоследствии передавалась на другие.
По состоянию на 2017 год тепловозы ТЭП70 есть практически на всех железных дорогах РФ — Октябрьской (депо Санкт-Петербург-Варшавский (сегодня Санкт-Петербург-Витебский в Шушарах), Великие Луки), Юго-Восточной (депо Ртищево, Елец), Приволжской (депо Саратов, Волгоград, Астрахань), Калининградской (депо Калининград), Северной (депо Котлас и депо Иваново), Горьковской (депо Агрыз, Юдино), Свердловской (депо Войновка, Серов-Сортировочный и Егоршино), Южно-Уральской (депо Оренбург), Дальневосточной (депо Тында) и других.
В России старейшими рабочим тепловозами серии по состоянию на 2017 год являются ТЭП70-0034 (депо Серов Свердловской железной дороги) и 0035, номер которого был перебит на 0119 (депо Тында Дальневосточной ЖД, временно не работает). Последний тепловоз серии, ТЭП70-0576, был направлен в депо Иваново.
Номера некоторых тепловозов ТЭП70 в процессе эксплуатации были подменены. Обычно подмена номеров производилась для упрощения учёта парка локомотивов в случае попадания одного из тепловозов парка в серьёзную аварию и повреждения до состояния непригодности к восстановлению, когда на замену ему передавался другой тепловоз из другого депо. При этом подменный тепловоз исключался из инвентарного парка по номеру, хотя фактически на него устанавливались номера с разбитого тепловоза, после чего он продолжал работать в новом депо в качестве старого, как будто и не попавшего в аварию. В ходе перенумерования тепловозы второго типа с вертикальными буферными фонарями получили номера тепловозов третьего типа с горизонтальными фонарями, и наоборот. Например, тепловозы ТЭП70-0264 и 0186 столкнулись и были разбиты в крушении под Тамбовом в 2009 году, после чего списаны, после чего их номера были перебиты на тепловозы раннего выпуска 0159 и 0070, соответственно.

#### Украина
В Украинскую ССР на Южную железную дорогу с завода поступили тепловозы ТЭП70 второго типа с номерами № 0046—0047, 0054—0062, 0066—0069, 0071—0082, 0085, 0087—0089, 0094, 0100—0101, 0109—0110, 0114—0117, 0141—0152, 0154—0156, 0159—0170, 0173—0181, а также два тепловоза третьего типа № 0221 и 0222. Изначально они поступали в депо Полтава, Основа и Люботин. Из Ташкента в конце 1980-х годов на ЮЖД были передано 4 узбекских тепловоза № 0029—0032. Впоследствии часть тепловозов (№ 0085, 0159, 0169, 0176—0181) в начале 1990-х годов была передана из уже независимой Украины в Россию. В 2000-х годах часть тепловозов Южной дороги была передана на Одесскую.
По состоянию на 2017 год примерно половина оставшихся украинских тепловозов находится в поездной работе в депо Полтава, Ромны, Основа и Лозовая Южной и в депо имени Тараса Шевченко и Николаев Одесской железной дороги, другая половина находится в этих депо на консервации. Часть тепловозов была списана по причине износа и экономической нецелесообразности ремонта. В работе сохранились тепловозы ТЭП70-0030 и 0031, которые являются старейшими действующими единицами серии ТЭП70.

#### Казахстан
В Казахстан изначально поступали тепловозы № 0095, 0098, 0099, 0102—0108, 0111—0113 в депо Алма-Ата Алма-Атинской железной дороги. Позднее в Казахстан поступили ещё пять тепловозов — три в депо Аягоз (№ 0192, 0193 и 0199) и два в космический центр «Южный» в депо космодрома Байконур (№ 0196 и 0197). Позднее байконурские ТЭП70 были списаны, а в депо Аягоз переданы все Алма-Атинские, за исключением попавшего в аварию на переезде и разбитого 0105 и оставленного в качестве экспоната 0102. По состоянию на 2017 год в поездной работе участвует только последний из тепловозов № 0199, остальные находятся на консервации.

#### Беларусь
В Беларусь тепловозы серии ТЭП70 поступали в депо Орша и Минск С завода в депо поступали тепловозы № 0205—0214, 0223—0227, 0265—0266, 0284—0286, 0290, 0313—0315, 0353—0354, 0357—0358, 0369—0370, 0372, 0374—0375, 0377, 0379, 0381, 0384, 0425, 0428, 0435, 0465. Позднее в 2006 году в депо Минск-Сортировочный было продано ещё шесть тепловозов — три из Латвии (№ 0232, 0251, 0260) и три из Эстонии (№ 0322, 0325, 0326); в 2016 году все 6 локомотивов переданы к остальным в депо Орша. Эти тепловозы перед передачей на Белорусскую железную дорогу прошли капитальный ремонт на Даугавпилсском локомотиворемонтном заводе, вследствие чего их серия была изменена на ТЭП70К.
По состоянию на 2017 год все серийные тепловозы ТЭП70 Белорусской дороги находятся в регулярной эксплуатации, за исключением двух разбитых в результате столкновений на переездах и списанных 0213 и 0354.

#### Латвия
В Латвию с завода поступали тепловозы № 0200—0204, 0228—0237, 0249—0253, 0260—0261 и 0267—0269, изначально эксплуатировавшиеся в депо Засулаукс Прибалтийской железной дороги, после распада СССР ставшее частью Латвийской. В 1994 году они перешли в депо Рига. Позднее Латвийская железная дорога продала часть своих тепловозов в другие страны. В Россию в 2005 году продан тепловоз № 0269, номер которого был изменён на 0304 взамен потерпевшего крушение в Эстонии российского тепловоза. В 2006 году три тепловоза № 0232, 0251, 0260 были проданы Белорусской железной дороге в депо Минск, а ещё два тепловоза № 0236 и 0237 — Эстонской железной дороге в депо Таллин (ныне находятся в собственности компании GoRail). В 2012 году Литовским железным дорогам в депо Вильнюс были проданы тепловозы № 0235 и 0249. Тепловоз ТЭП70-0228 был продан компании «Железные дороги Якутии» в депо Алдан, где практически не эксплуатировался из-за отсутствия у местных бригад опыта эксплуатации данных локомотивов и экстремальных природно-климатических условий. Из оставшихся в Латвии тепловозов по состоянию на 2018 год большая часть находится в запасе или списана, в эксплуатации осталось 5 машин № 0203, 0204, 0230, 0267, 0268.

#### Литва
В Литву в депо Вильнюс на Литовские железные дороги («LG») с завода поступило 4 тепловоза № 0332, 0335, 0346, 0347. В 2012 году из Латвии также в него были переданы два тепловоза № 0235 и 0249. В 2015 году в Литве ранее переведённый в запас тепловоз ТЭП70-0249 прошёл модернизацию с установкой дизеля MTU и обновлением экстерьера лобовых масок по аналогии с ТЭП70БС, после которой получил обозначение TEP70M. Это первый пример установки зарубежного двигателя на «обычный» ТЭП70 (до 2006 года выпуска). По состоянию на 2017 год работают 3 тепловоза № 0235, 0249 и 0347, остальные находятся на консервации.

#### Эстония
В Эстонию в депо Таллин с завода поступило 4 тепловоза № 0320, 0322, 0325, 0326. В 2006 году три последних после прохождения капитального ремонта были проданы в Белоруссию, а из Латвии прибыли тепловозы № 0236 и 0237, которые вместе с оставшимся 0320 перешли в собственность эстонского оператора GoRail (депо Таллин-Вяйке), где работают по настоящее время. В 2017 году в Латвии был куплен тепловоз 0229.

### ТЭП70БС
Первый тепловоз серии ТЭП70БС-001 изначально был приписан к ТЧ-14 Октябрьской ЖД (СПб-Варшавский). Он прошёл цикл различных испытаний в одиночку и с разными составами, в том числе опытные поездки с максимальными скоростями до 220 км/ч и выше. Использовался в многочисленных испытаниях электропоездов ЭВС1/ЭВС2 «Сапсан» и Sm3 «Pendolino», а также в поездной работе с пассажирскими поездами на линиях Санкт-Петербург — Хельсинки, Санкт-Петербург — Таллин. Он же (совместно с ТЭП70-0316) в 2008—2009 годах доставил составы поездов «Сапсан» из порта Усть-Луга в депо приписки ТЧ-10 «Санкт-Петербург-Московское» (возле пл. Металлострой). В начале 2010 года отставлен от работы и находился на базе запаса Гатчина, в ноябре 2010 года отправлен на КР в Воронежский ТРЗ. В 2011 году возвращён без ремонта. Служит донором запчастей, находится на базе запаса в Гатчине. Далее планируется ремонт.
По состоянию на январь 2021 года большая часть из 356 построенных тепловозов эксплуатируется Российскими железными дорогами на многих магистральных направлениях, самый первый тепловоз с номером 001 не работает и используется в качестве донора запчастей. ТЭП70БС также поставлялся на экспорт в страны бывшего СССР — Литву, Белоруссию и Узбекистан.
С 13 марта 2018 года началась эксплуатация тепловозов ТЭП70БС с двухпроводной системой энергоснабжения поезда для вождения электропоездов «Ласточка» ЭС2ГП в качестве состава локомотивной тяги для возможности беспересадочного сообщения «Ласточек» по частично неэлектрифицированным маршрутам. Новая схема энергоснабжения в данном случае позволяет питать все собственные нужды электропоезда при движении по неэлектрифицированным участкам железных дорог. По состоянию на июнь 2019 года тепловозы ТЭП70БС с электропоездами «Ласточка» серии ЭС2ГП эксплуатируются на участках Владимир — Иваново, Луга — Псков (с августа 2019 года по выходным до станции Печоры), Каменногорск — Сортавала, а также с электропоездами «Ласточка» ЭС1П на участке Великий Новгород — Псков.
С 25 декабря 2019 тепловозы ТЭП70БС обеспечивают регулярное пассажирское сообщение с полуостровом Крым через Крымский мост на участке Разъезд 9 км (Краснодарский край) — Джанкой (Республика Крым).
В ноябре 2021 года один тепловоз серии ТЭП70БС был впервые поставлен в Туркменистан — оператору «Демирёллары», где был торжественно встречен согласно исконным национальным традициям и обычаям.

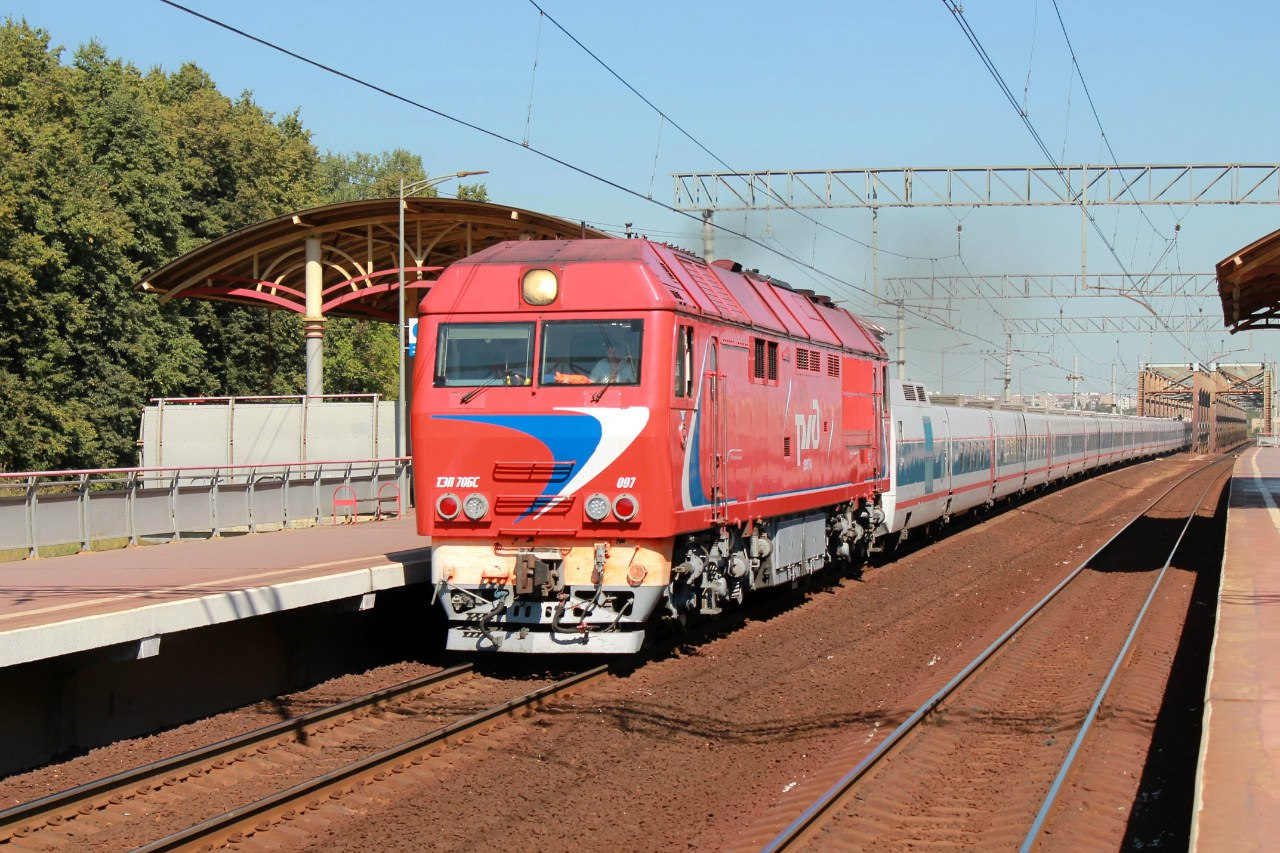
ТЭП70БС-097 с Тальго «Стриж»
- ТЭП70БС-239 в фирменной окраске РЖД отправляется с поездом ЛДПР
- Сцепка ТЭП70БС с электропоездом ЭС2Г

### ТЭП70У
Все 26 тепловозов приписаны к депо Войновка (ТЧЭ-7 Свердловской ЖД) и обслуживают направление Тюмень — Сургут — Нижневартовск.
Тепловоз ТЭП70У-014 после пожара в дизельном отделении в марте 2007 года был отставлен от работы. Сначала находился на базе запаса станции Вагай Свердловской железной дороги, после долгое время на территории Коломенского завода. Прошёл капитально-восстановительный ремонт, теперь в поездной работе по депо приписки.

### 2ТЭ70

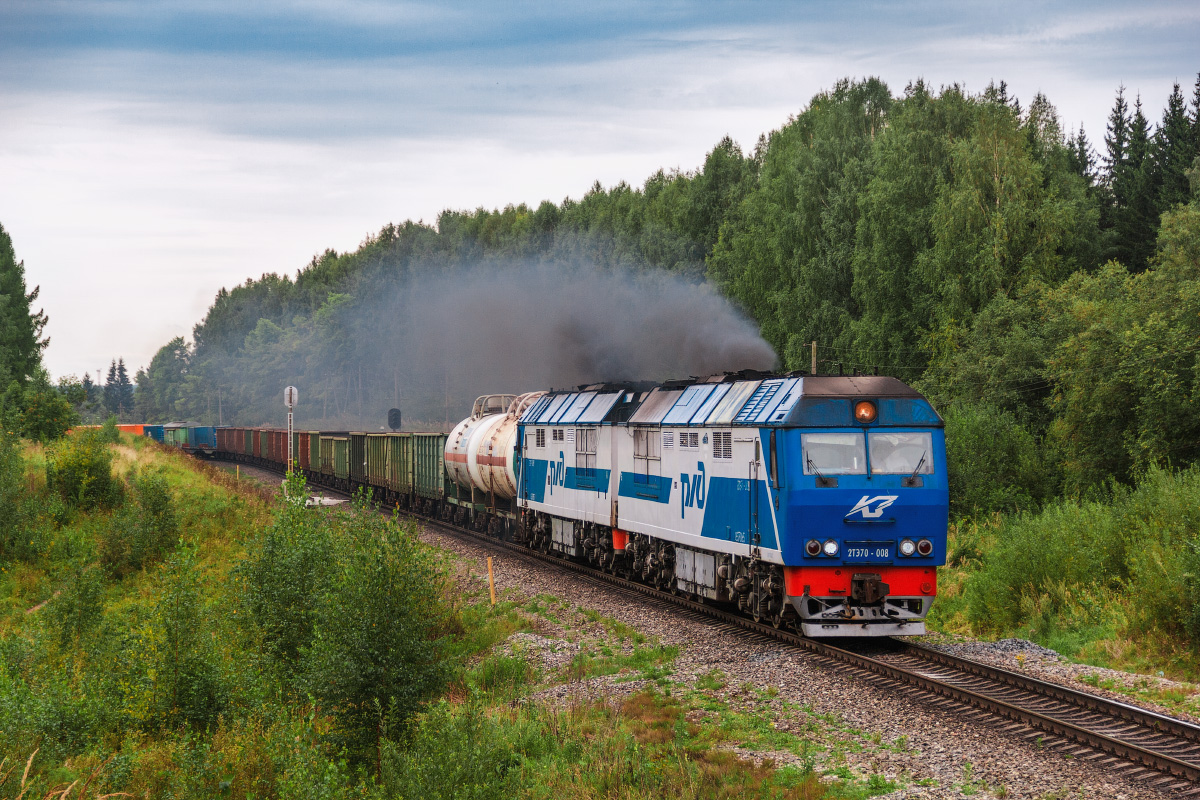
2ТЭ70-008 с грузовым поездом

Тепловоз 2ТЭ70-001 после испытаний был отправлен в депо Улан-Удэ Восточно-Сибирской железной дороги в ноябре 2006 года для вождения грузовых составов, где начал эксплуатироваться с ноября 2006 года. В 2007 году в то же депо поступили 11 остальных тепловозов. Осенью 2009 года тепловозы № 001—004 и 008 были переданы в депо Тында Дальневосточной железной дороги, где проработали непродолжительное время и весной 2010 года тепловозы 001—004 вернулись в депо Улан-Удэ, а 008 поступил в депо Котлас Северной железной дороги. В 2011 году в это депо были переданы все остальные тепловозы серии. По состоянию на конец 2017 года, из двенадцати тепловозов в вождении грузовых поездов задействовано шесть; тепловозы № 001—004, 010 и 012 временно не работают.

## Тепловозы ТЭП70 в музеях и на вечных стоянках
Некоторые тепловозы серии ТЭП70 ранних выпусков были сохранены и установлены в качестве экспонатов железнодорожных музеев или на территории железнодорожных учебных заведений и депо:
- ТЭП70-0008 — на территории Ташкентского музея железнодорожной техники, Узбекистан. Первый представитель второго поколения ТЭП70.
- ТЭП70-0024 — на территории Ташкентского института инженеров транспорта, Узбекистан.
- ТЭП70-0102 — на территории Центра транспортных технологий в Астане, Казахстан.
- ТЭП70-0130 — на территории Волгоградского техникума железнодорожного транспорта, Россия.
- ТЭП70-0200 — на территории локомотивного депо Даугавпилс, Латвия. Во время прохождения ремонта в этом депо тепловоз был отбракован и стал донором запчастей, с него были сняты тележки и внутреннее оборудование. Кузов тепловоза без тележек был установлен возле депо.

## Тепловозы, родственные ТЭП70

### ТЭП75

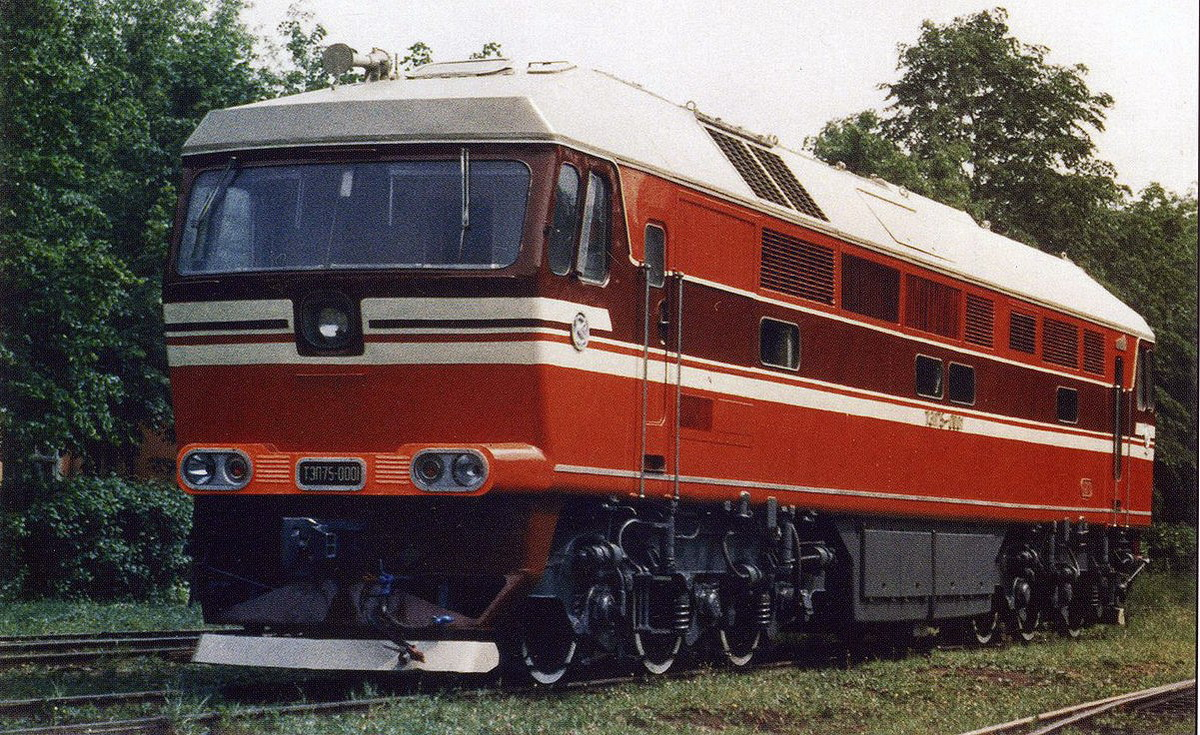
Тепловоз ТЭП75-0001

Тепловоз ТЭП75 является опытным пассажирским односекционным локомотивом, спроектированным по техническому заданию МПС СССР и построенным в 1976 году в количестве двух единиц, конструкция механической части и ряда оборудования которого перешла на тепловозы ТЭП70 серийного исполнения (с № 0008). От последних отличается применением в полтора раза более мощной силовой установки — двадцатицилиндрового дизеля 1Д49 мощностью 4413 кВт (6000 л.с). Тепловоз ТЭП75 был призван заменить в эксплуатации эквивалентные по мощности двухсекционные тепловозы 2ТЭП60 и предназначался для скоростного вождения длинных пассажирских составов, где мощности одного ТЭП70 было бы недостаточно и в то же время не требовался большой сцепной вес для преодоления уклонов.
По конструкции механической части отличались от ТЭП70 первого выпуска кузовом иной конструкции, немного удлинённым и заниженным, а также тележками новой конструкции, вобравшими передовые на тот момент технические решения, включая вторую ступень рессорного подвешивания, выполненную с применением опор типа «Флексикойл». Новая тележка показала высокие динамические свойства в прямых участках при скоростях до 200 км/ч, а также в пологих кривых. Тепловоз ТЭП75 серийно не строился, так как из-за слишком большой массы дизель-генератора осевая нагрузка превысила установленную заказчиком величину на 1,5 т. В связи с этим работа над шестиосным тепловозом была прекращена и начато проектирование тепловоза ТЭП80 с дизелем мощностью 6000 л. с. и двумя четырёхосными тележками.
Опытные тепловозы некоторое время испытывались на Московской и Северо-Кавказской железной дороге, а позднее поступили в опытную эксплуатацию в депо Ленинград-Варшавский. Локомотив № 0001 был отставлен от работы в 1991 году и в дальнейшем некоторое время находился на территории депо. Тепловоз № 0002 эксплуатировался в поездной работе до начала 1990-х, после чего был передан МГП «Строитель»; был разбит в 1996 году на подъездном пути станции Кушелевка в результате самопроизвольного ухода. В итоге машины данной серии были порезаны и не сохранились.

### ТЭП80

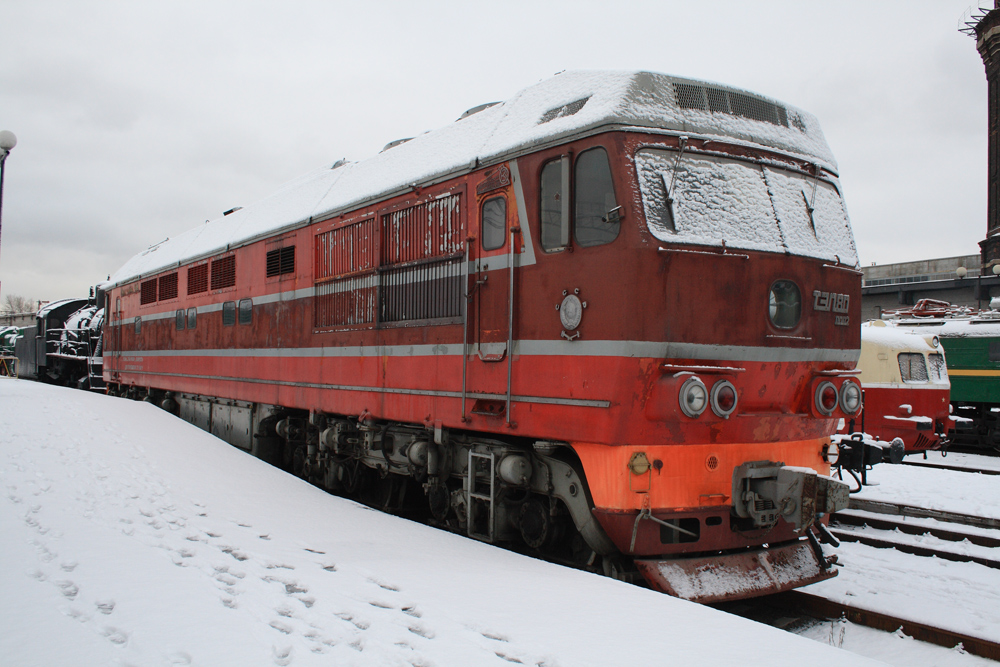
Тепловоз ТЭП80-0002 в музее Октябрьской железной дороги на Варшавском вокзале (ныне переведён на новую площадку у Балтийского вокзала)

Тепловоз ТЭП80 является восьмиосным односекционным локомотивом с двумя четырёхосными тележками, кузовом новой конструкции длиной по осям автосцепок 24400 мм, и двадцатицилиндровым дизелем Д49 мощностью 4413 кВт (6000 л.с), сходным с применяемым на ТЭП75. Решение о создании восьмиосного тепловоза мощностью 6000 л. с. было обусловлено увеличением в 1980-е годы составности пассажирских поездов до 20-22, а в отдельных случаях до 25 вагонов, ввиду чего ранее были также заказаны восьмиосные электровозы ЧС7 и ЧС8 для линий, электрифицированных на постоянном и переменном токе соответственно. Переход от шестиосного экипажа, ранее применённого на тепловозе той же мощности ТЭП75, к восьмиосному, также был обусловлен необходимостью снизить осевую нагрузку от колёсных пар на рельсы ввиду применения дизель-генератора большой массы. В итоге специалистами завода была разработана оригинальная четырёхосная сочленённая тележка, и в 1988 и 1989 годах Коломенский завод выпустил два тепловоза, получивших обозначение серии ТЭП80.
Тепловоз ТЭП80-0001 поступил в опытную эксплуатацию на Октябрьскую железную дорогу в депо Великие Луки, где был задействован в поездной работе, наряду с тепловозами 2ТЭП60, преимущественно с поездами 001/002 «Латвия» (впоследствии «Latvijas Ekspresis») и 003/004 «Юрмала». В конце 1990-х вследствие неисправностей дизеля тепловоз был отставлен от поездной работы и законсервирован на БЗ Дно; средств на восстановление несерийной силовой установки получено не было. Тепловоз № 0002 был закреплен за Всероссийским научно-исследовательским институтом железнодорожного транспорта и принимал участие в испытаниях подвижного состава на Щербинском кольце ВНИИЖТ, а также на линии Петербург — Москва. Ввиду необходимости проведения опытных поездок со скоростями свыше 250 км/ч, на нём были установлены редуктора с меньшим передаточным числом, и в 1992 году тепловоз с вагоном-лабораторией развил скорость 262 км/ч. На этом рубеже возможности вагона-лаборатории были исчерпаны, в результате чего перешли к установке исследовательского оборудования непосредственно на тепловоз, и 5 октября 1993 года в одиночку на перегоне Шлюз — Дорошиха была проведена поездка со скоростями до 271 км/ч, что стало мировым рекордом скорости для тепловозов. Испытания локомотивов были успешно завершены, однако финансовое положение МПС РФ, высокая стоимость производства и снижение потребности в тепловозах данного типа в связи с падением пассажиропотока привели к тому, что решения о серийной постройке принято не было.
Оба тепловоза были сохранены для истории. Некоторое время после завершения испытаний они простаивали на территории депо кольца ВНИИЖТ в Щербинке, а затем в конце 2000-х годов отправились в железнодорожные музеи. Первый тепловоз находится в Новосибирском музее железнодорожной техники, а второй — в Санкт-Петербургском музее железных дорог России возле Балтийского вокзала.

## Ремонтные заводы
- Полтавский тепловозоремонтный завод
- Воронежский тепловозоремонтный завод
- Уссурийский локомотиворемонтный завод
- Даугавпилсский локомотиворемонтный завод

## Галерея

ТЭП70 — варианты окраски
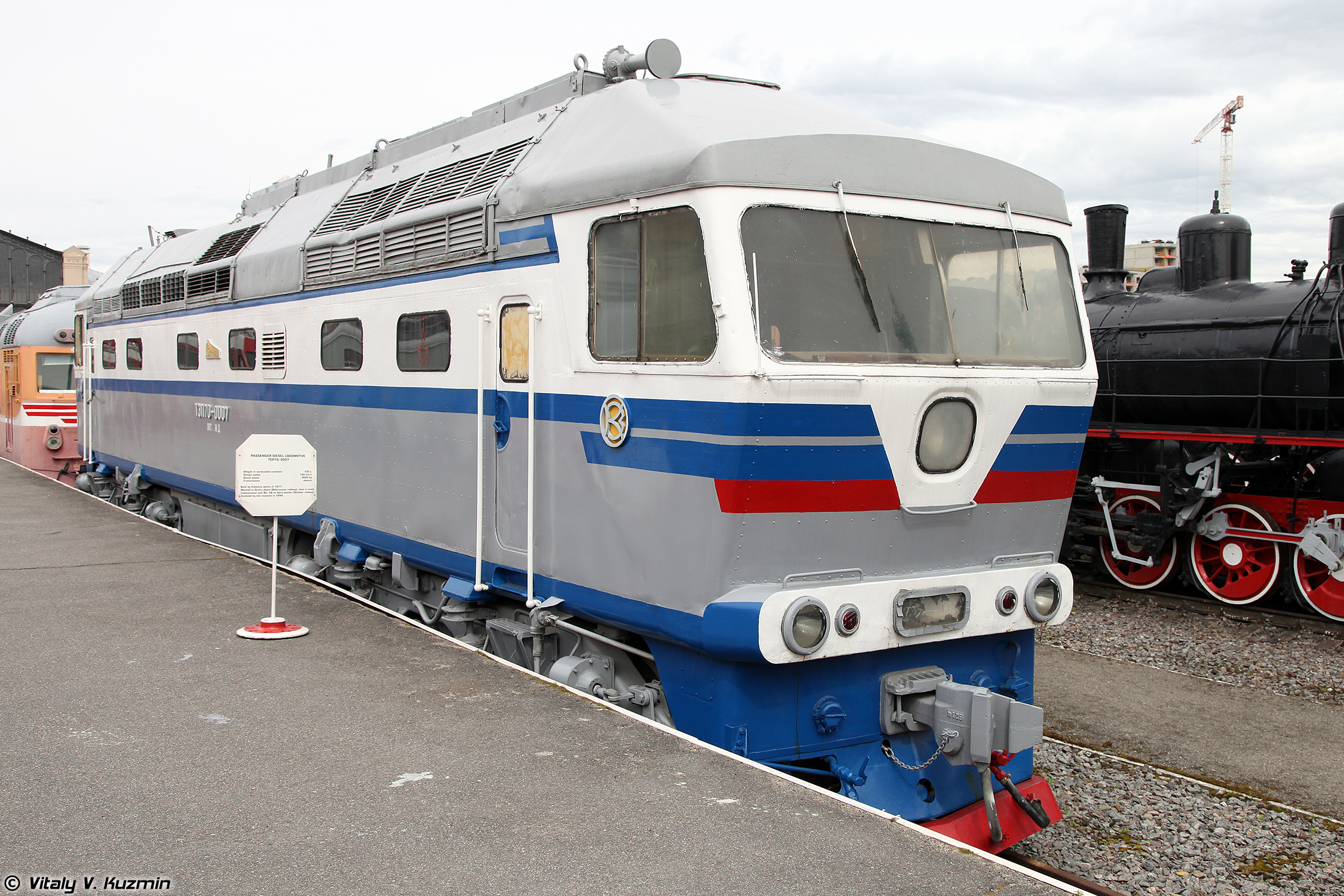
ТЭП70-0007 в оригинальной окраске
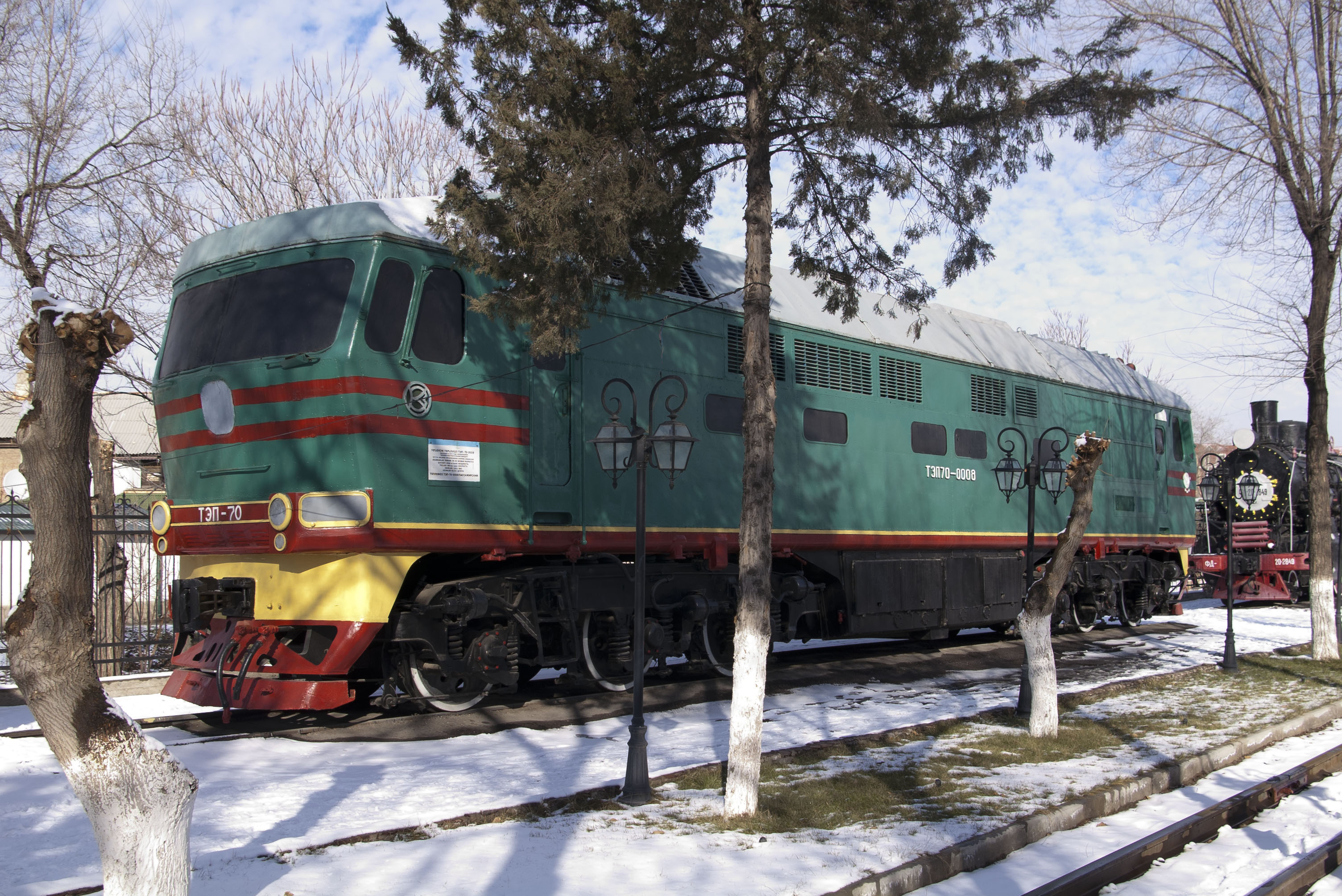
ТЭП70-0008 в зелёной окраске Узбекских ЖД
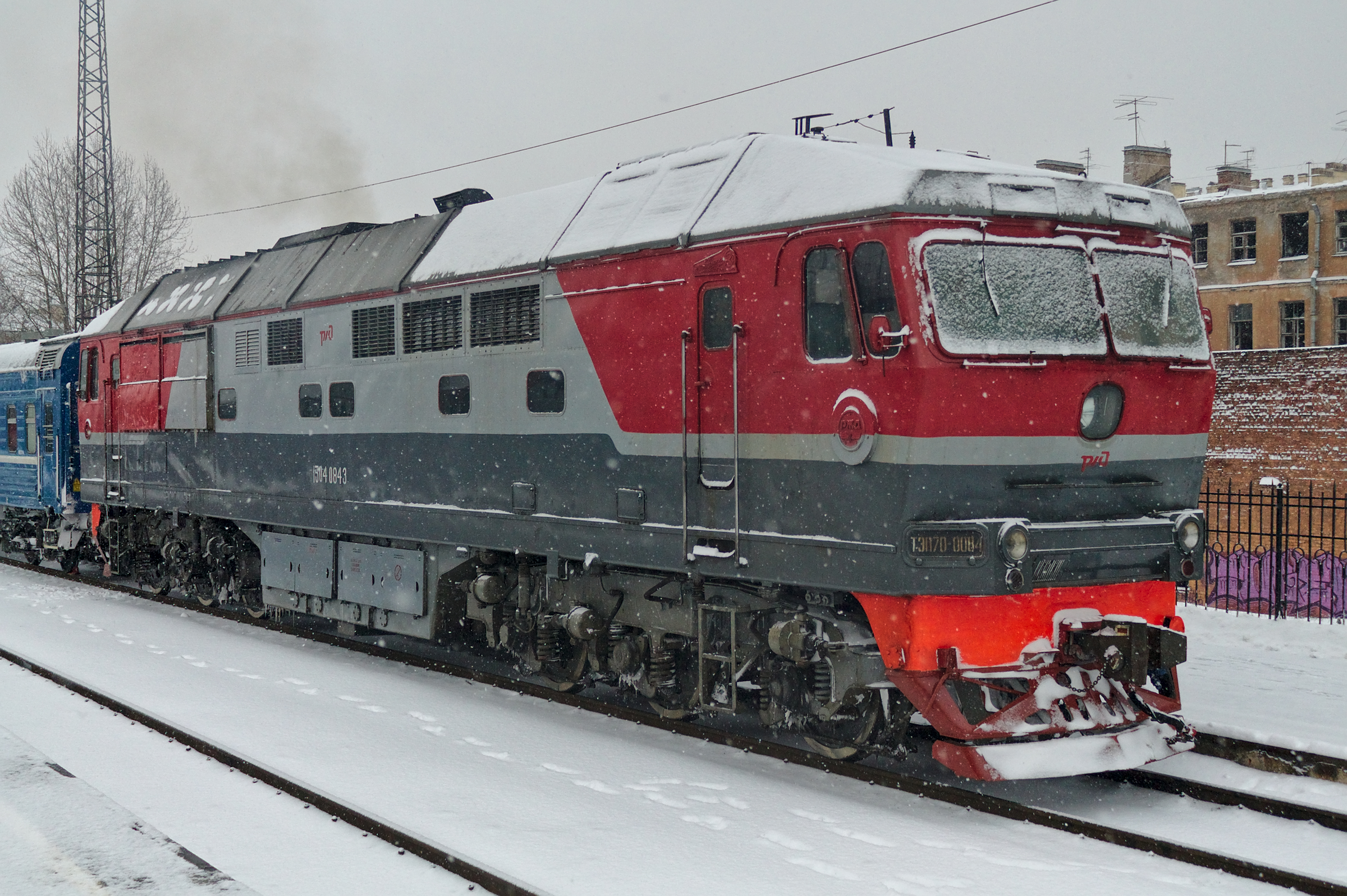
ТЭП70-0084 в корпоративной красно-серой окраске РЖД
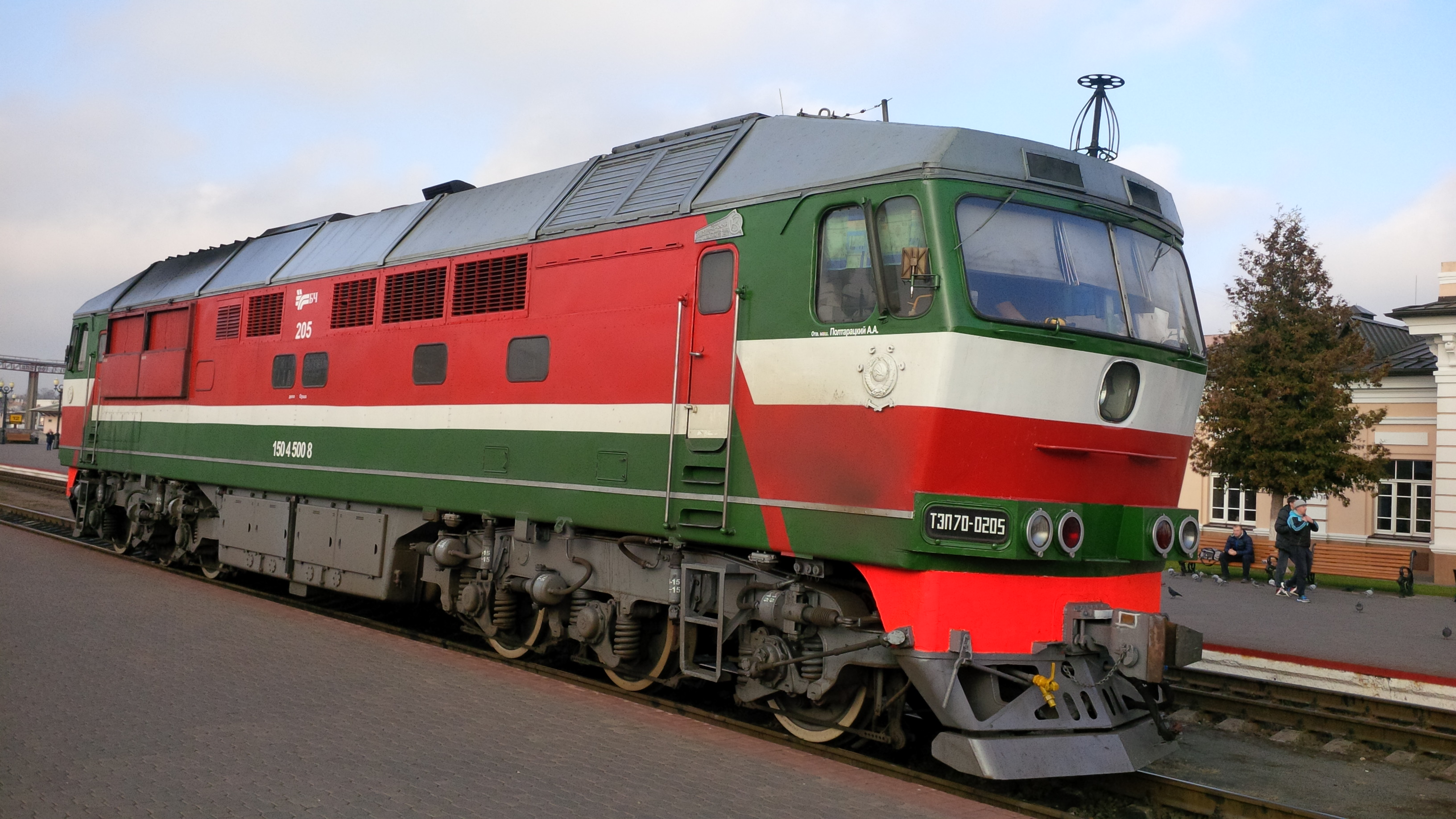
ТЭП70-0205 в красно-зелёно-белой окраске Белорусской ЖД
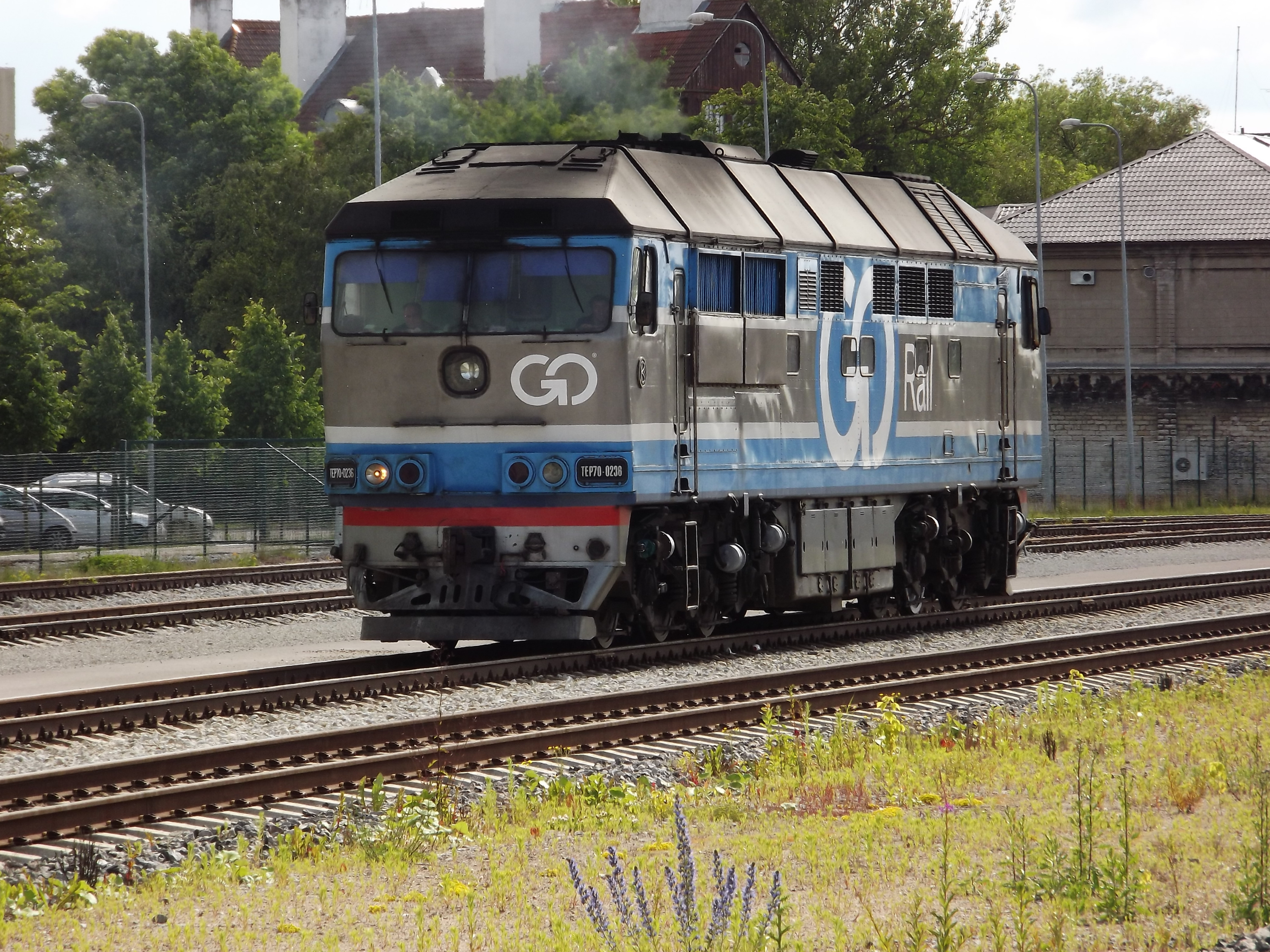
ТЭП70-0236 в серо-голубой окраске GoRail (Эстония)
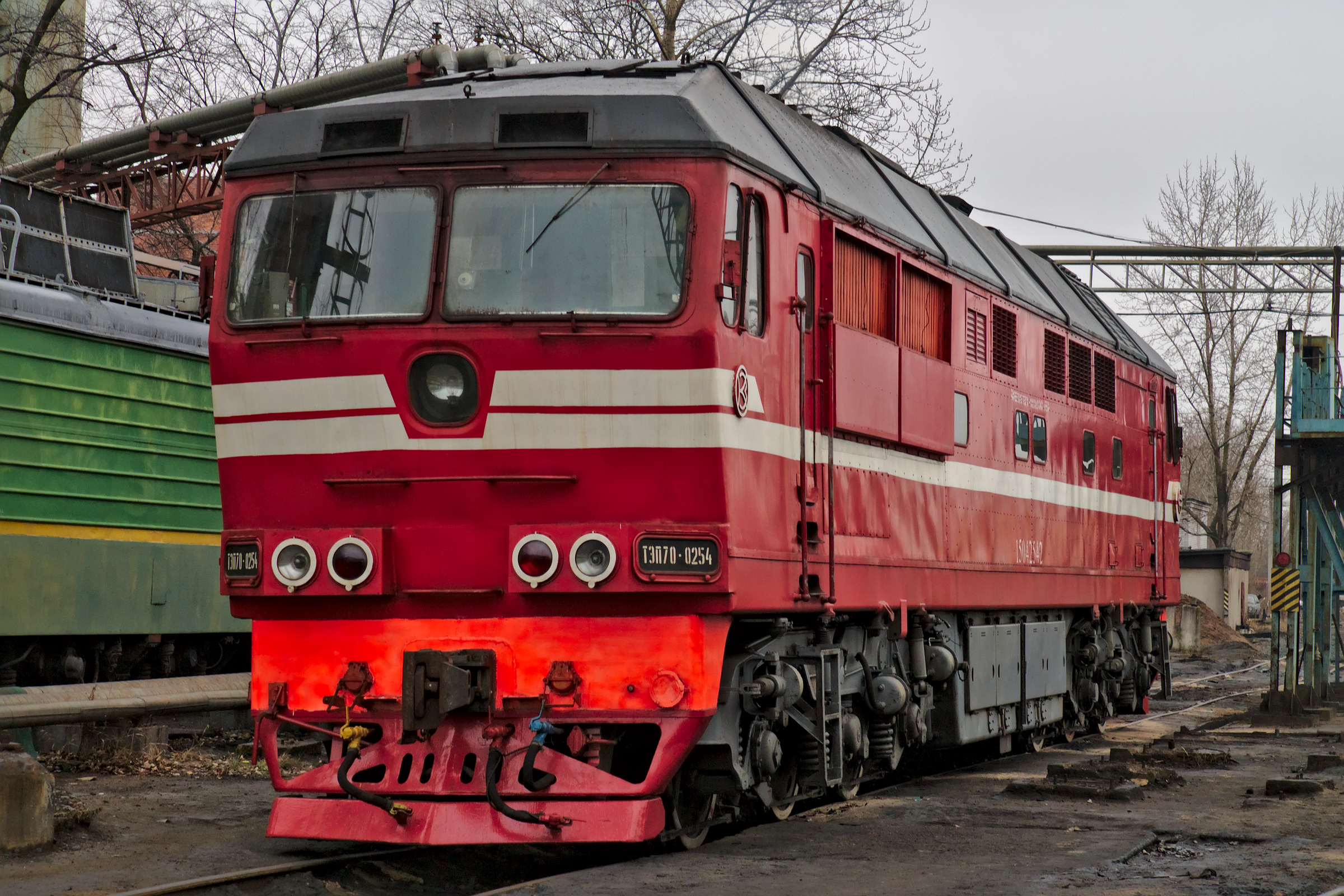
ТЭП70-0254 в малиновой окраске
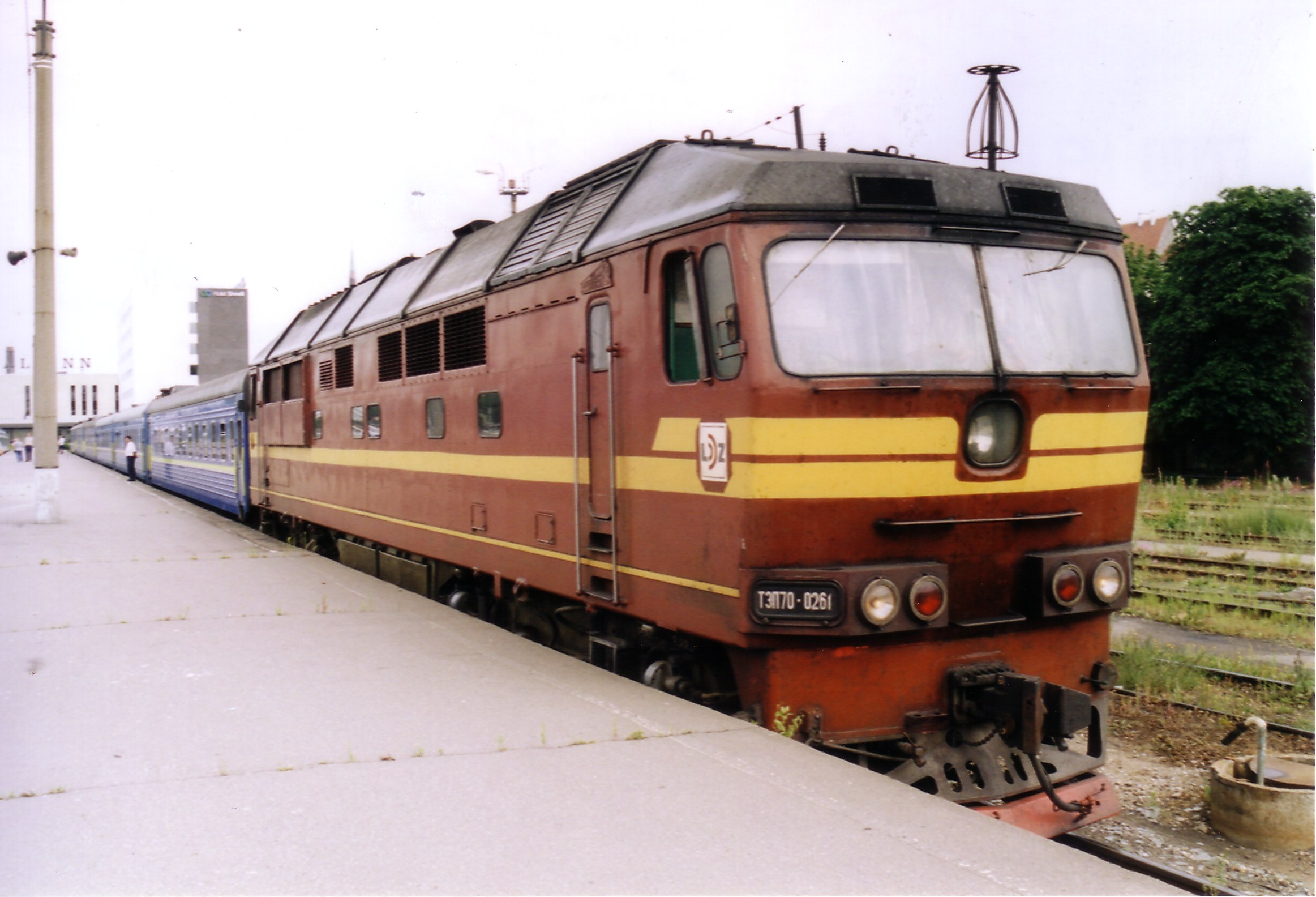
ТЭП70-0261 в тёмно-красной окраске Латвийских ЖД с жёлтыми полосами
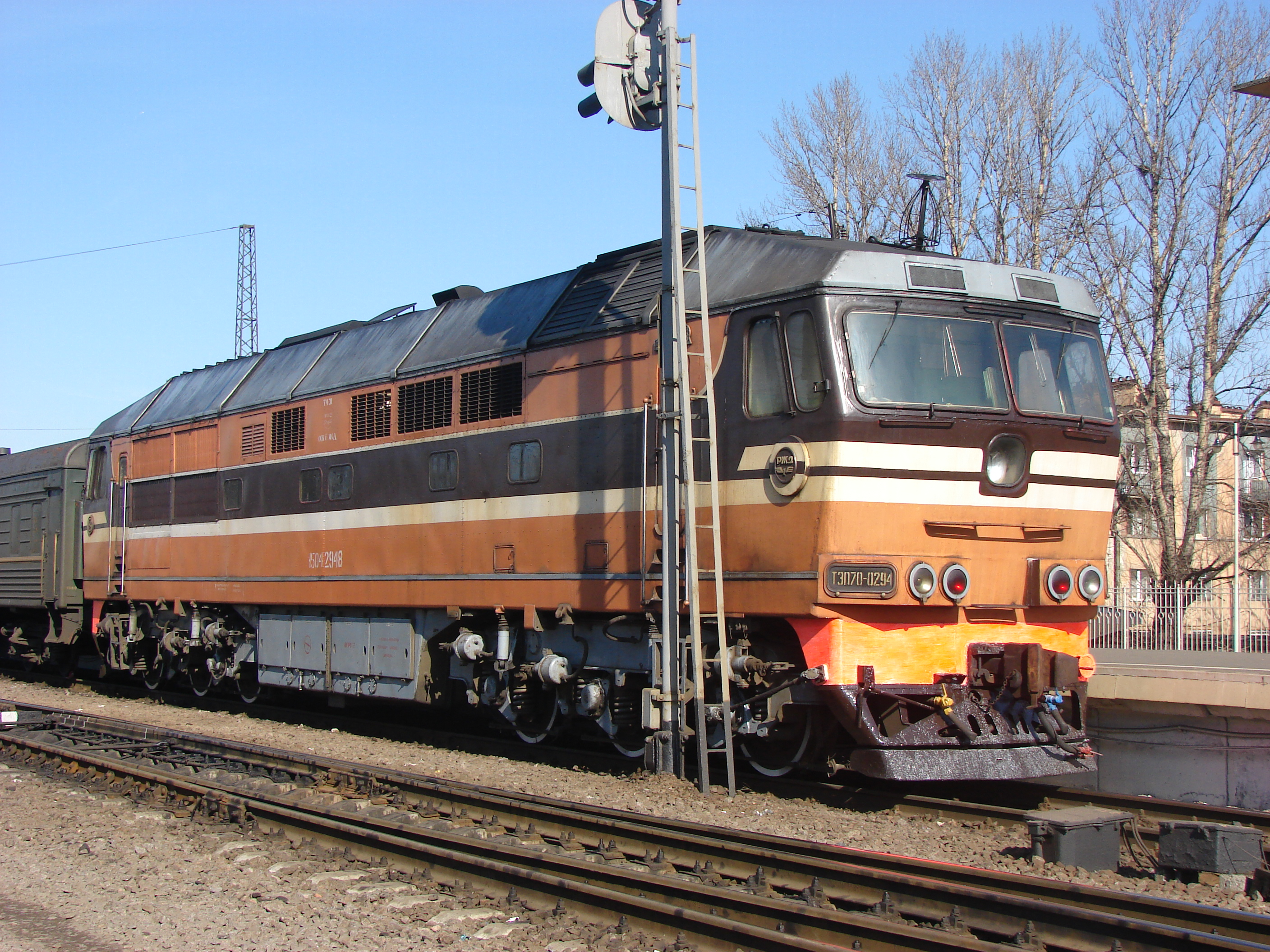
ТЭП70-0294 в оранжевой окраске с коричневой и белой полосами
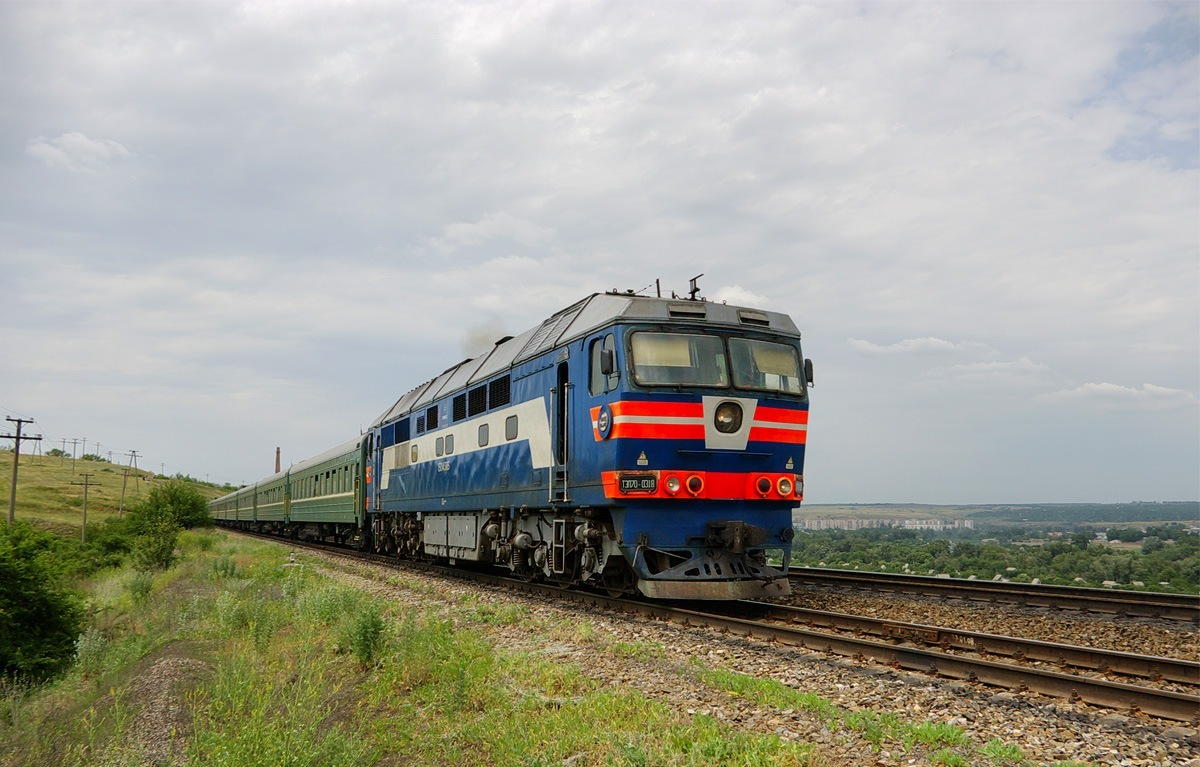
ТЭП70-0318 в синей окраске с белой полосой ведёт поезд под Белой Калитвой
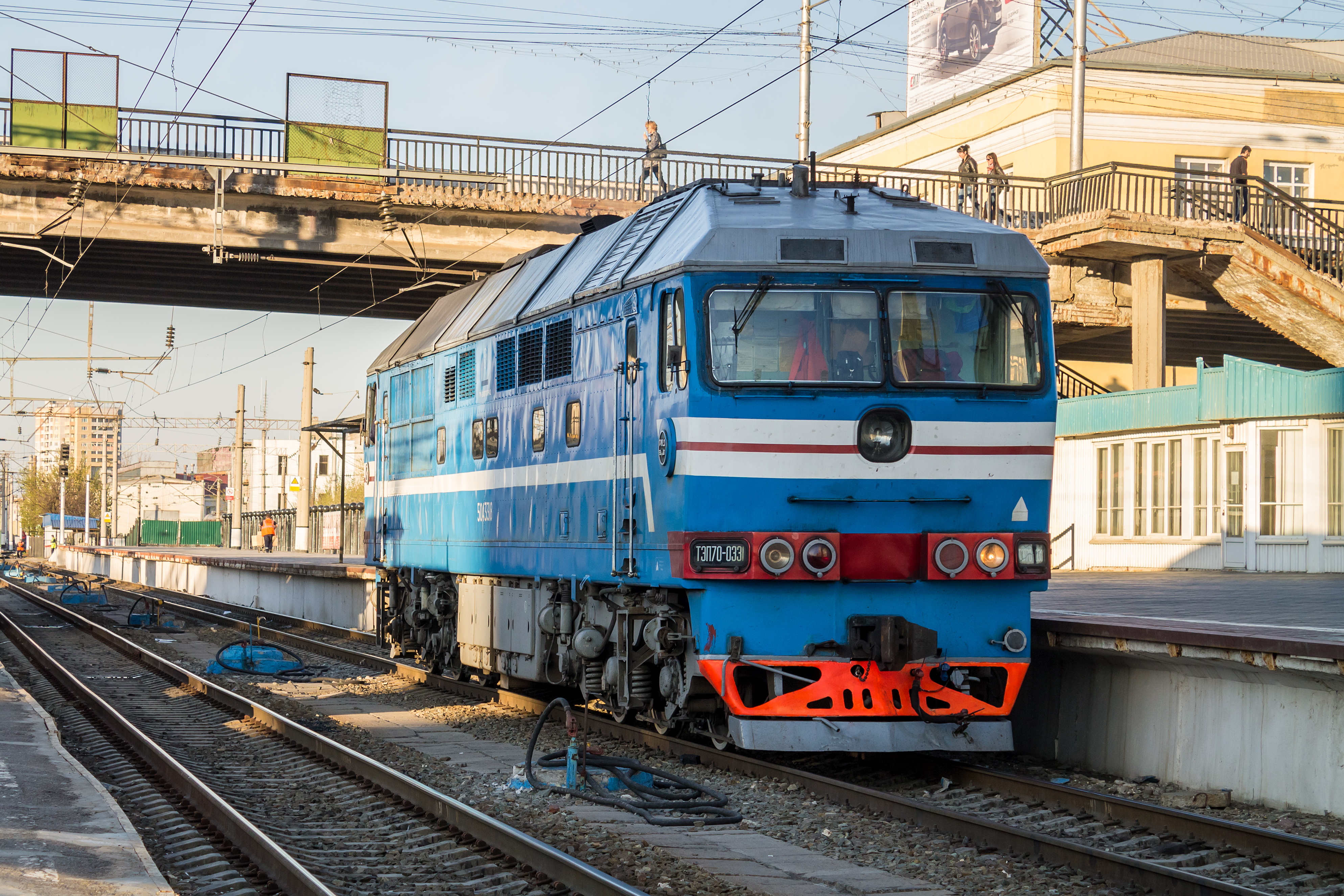
ТЭП70-0331 в голубой окраске Приволжской ЖД
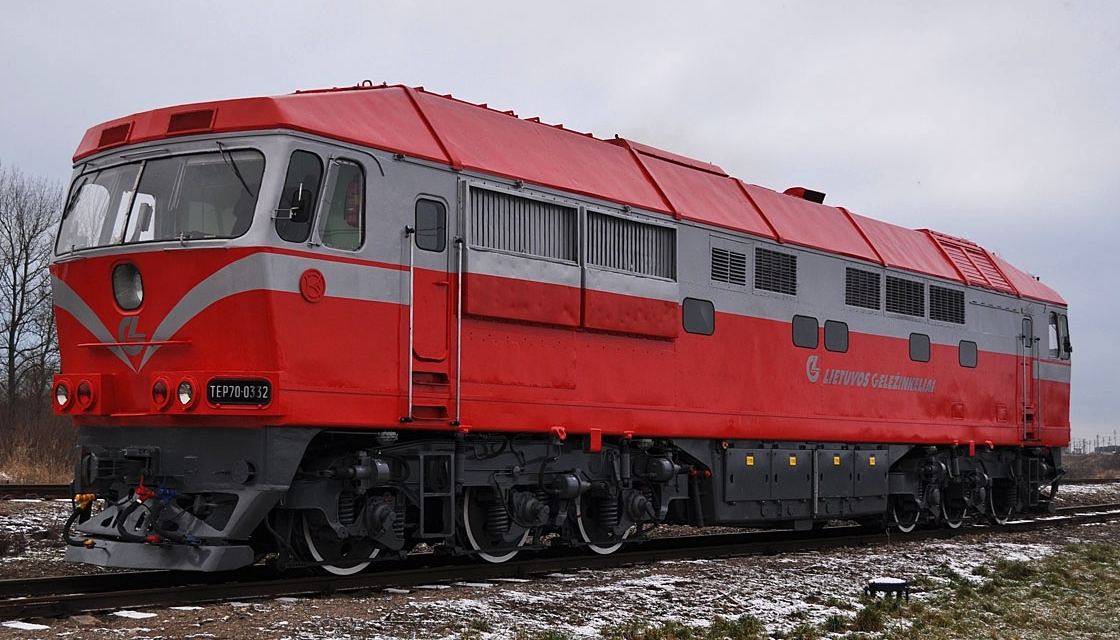
ТЭП70-0332 в красно-серой окраске Литовских ЖД
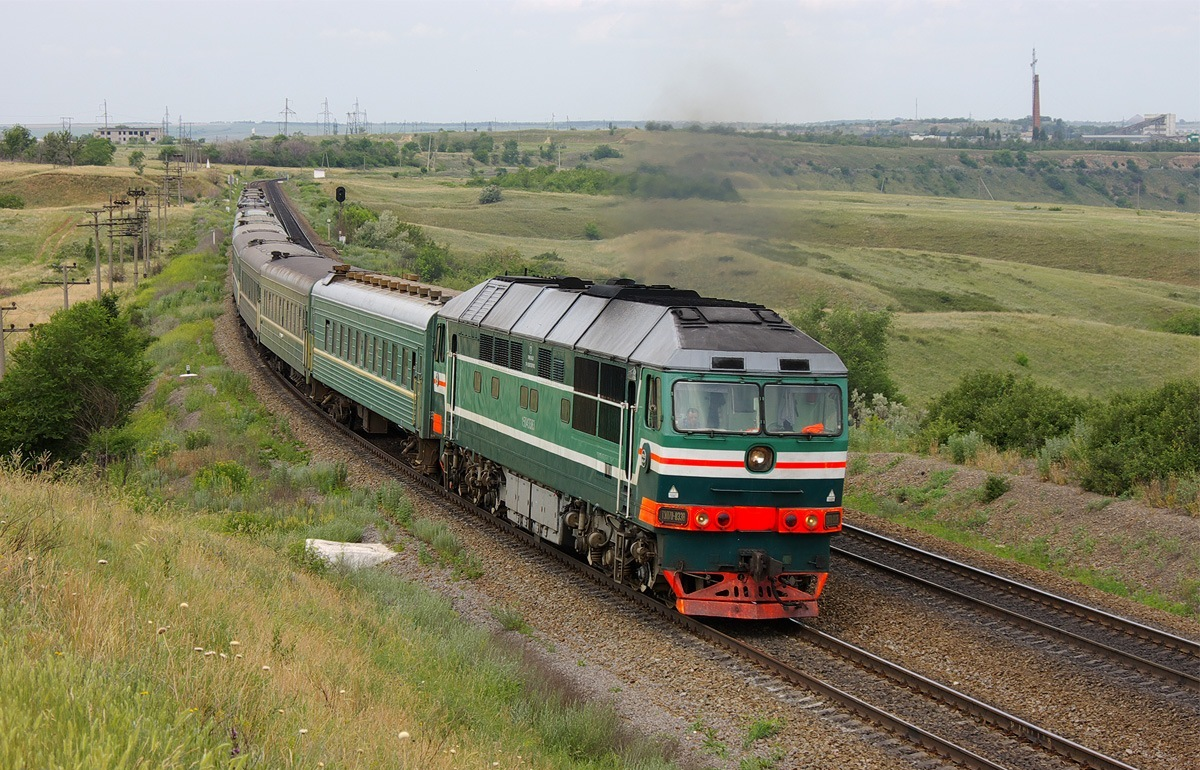
ТЭП70-0338 в зелёной окраске ведёт поезд под Белой Калитвой
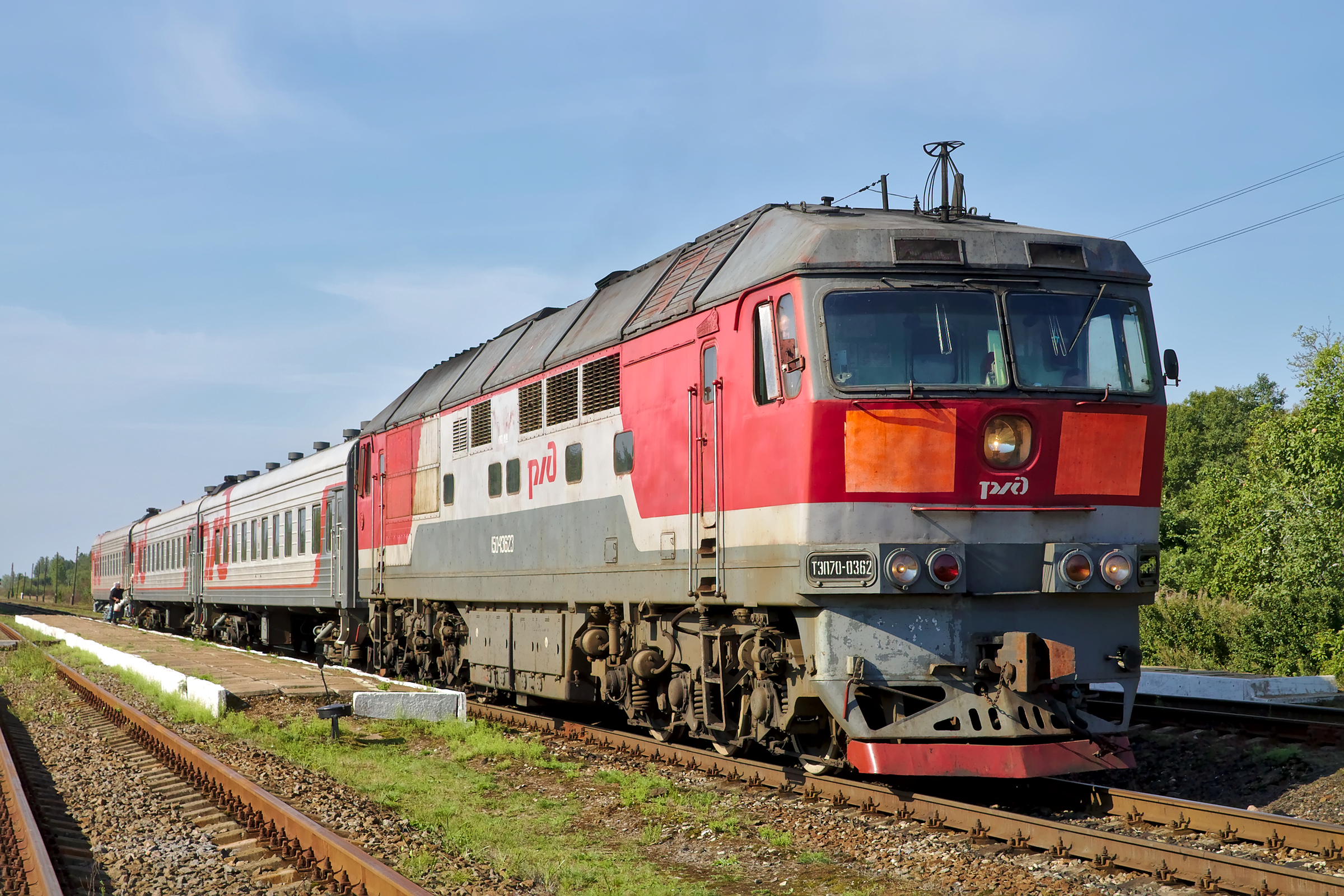
ТЭП70-0362 в корпоративной красно-серой окраске РЖД
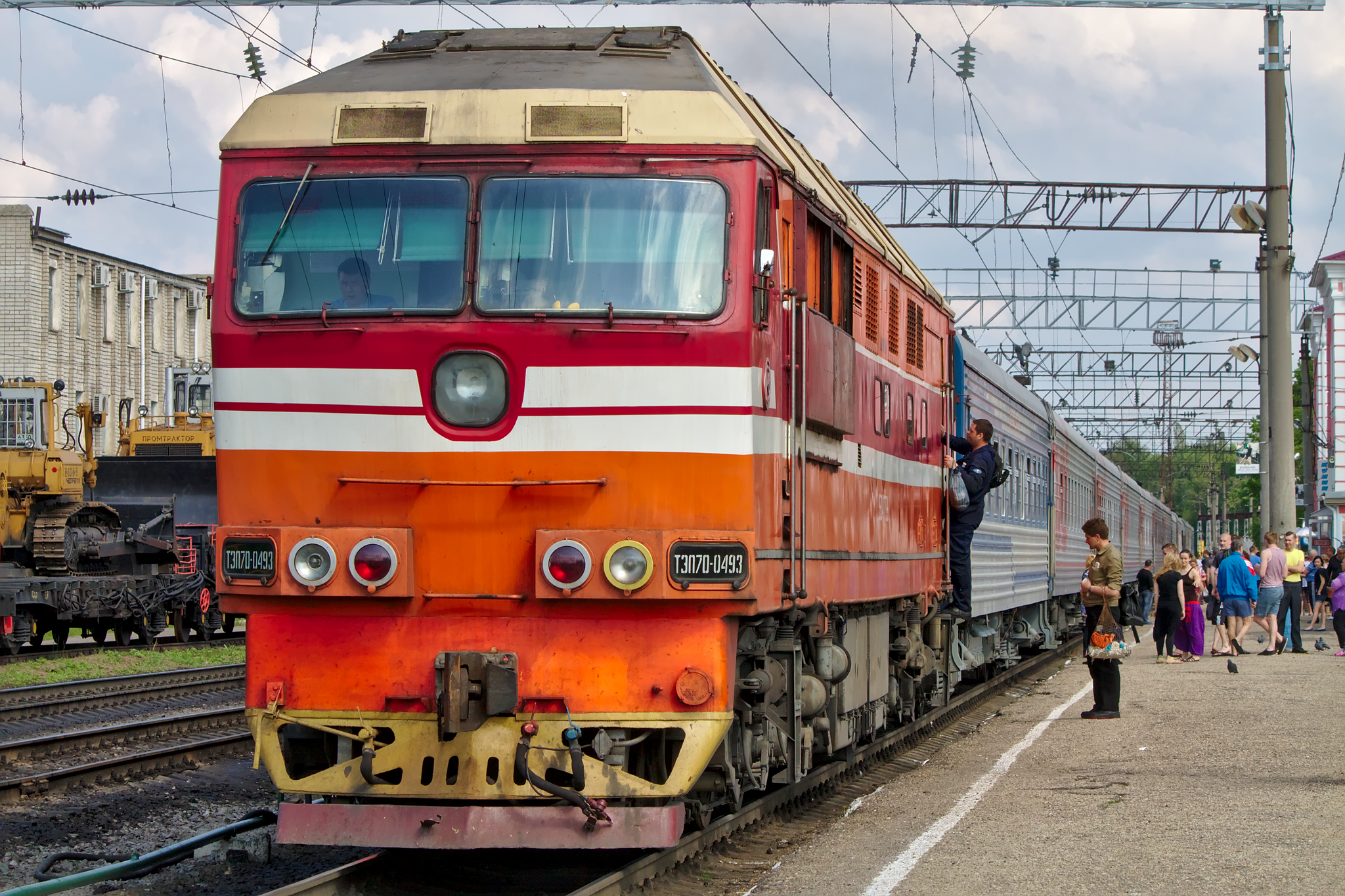
ТЭП70-0493 в оранжевой окраске с малиновой и белыми полосами
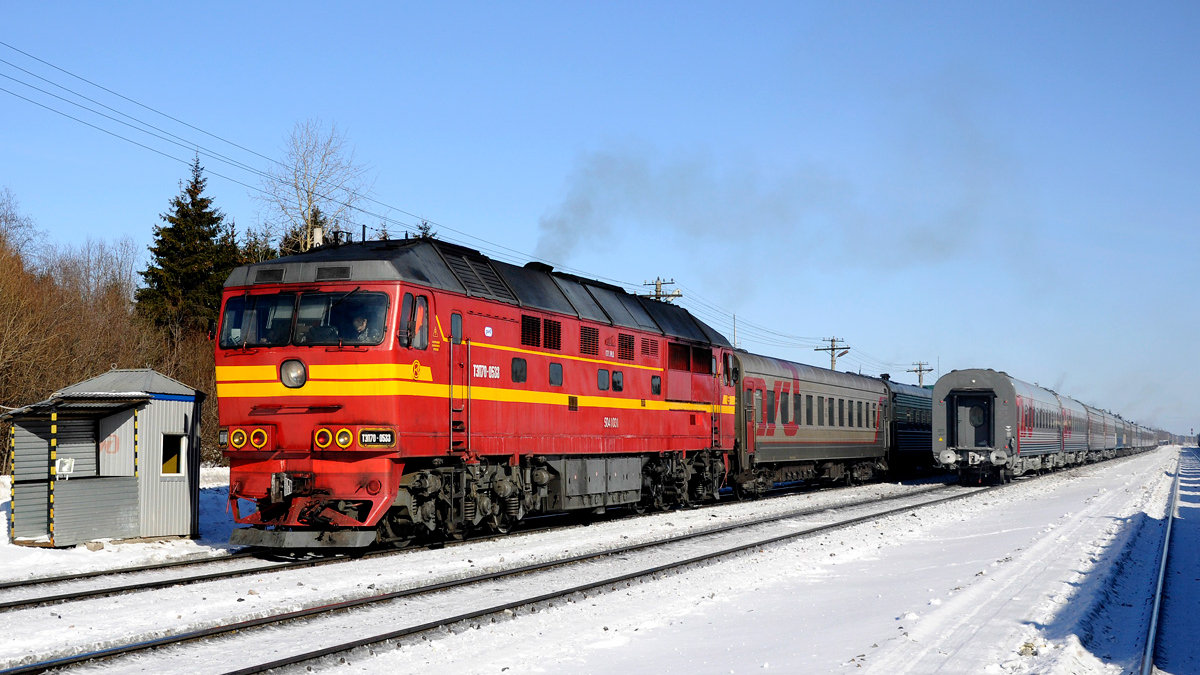
ТЭП70-0533 в красной окраске с жёлтыми полосами

ТЭП70БС — варианты окраски
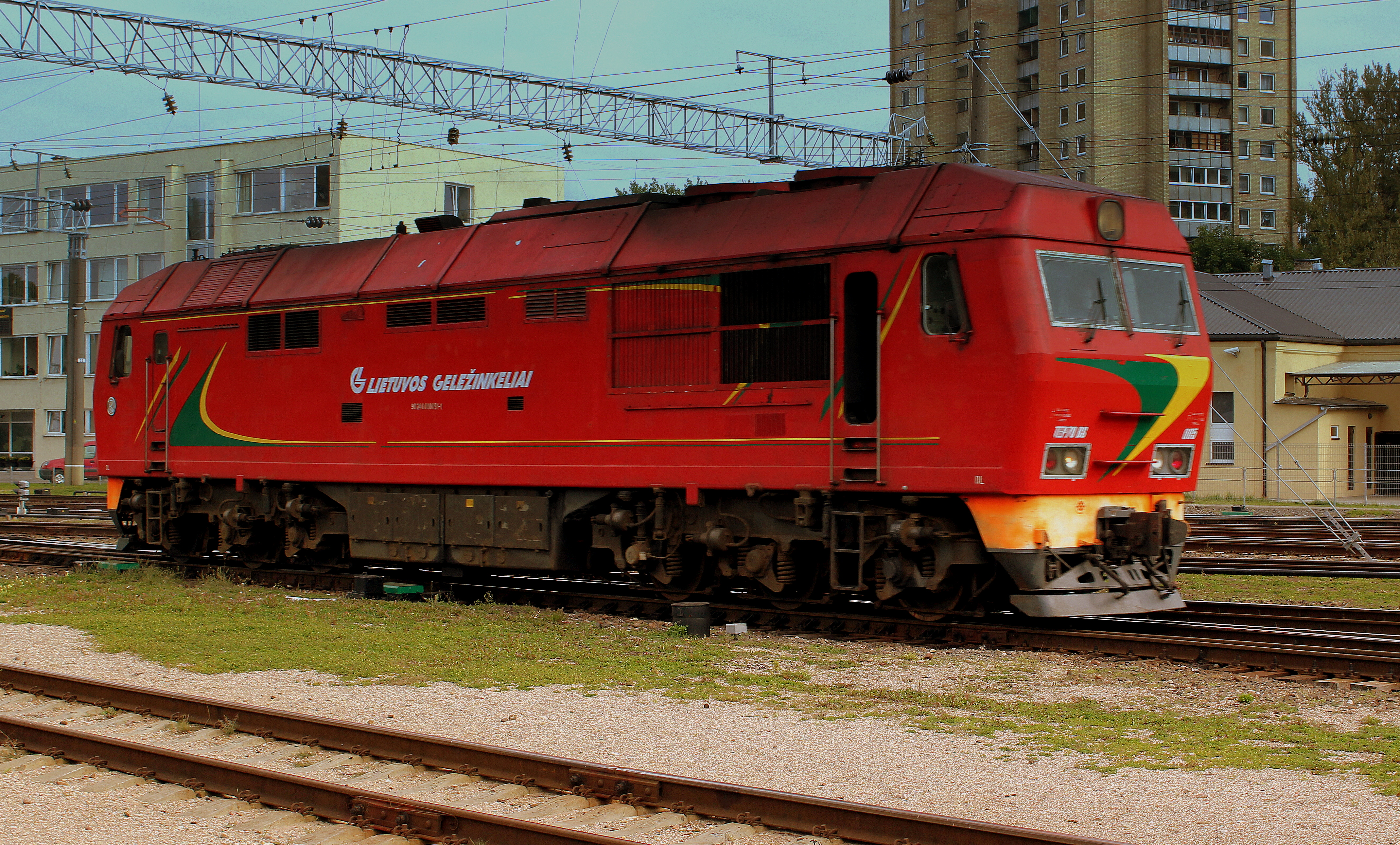
ТЭП70БС-005 Литовских ЖД
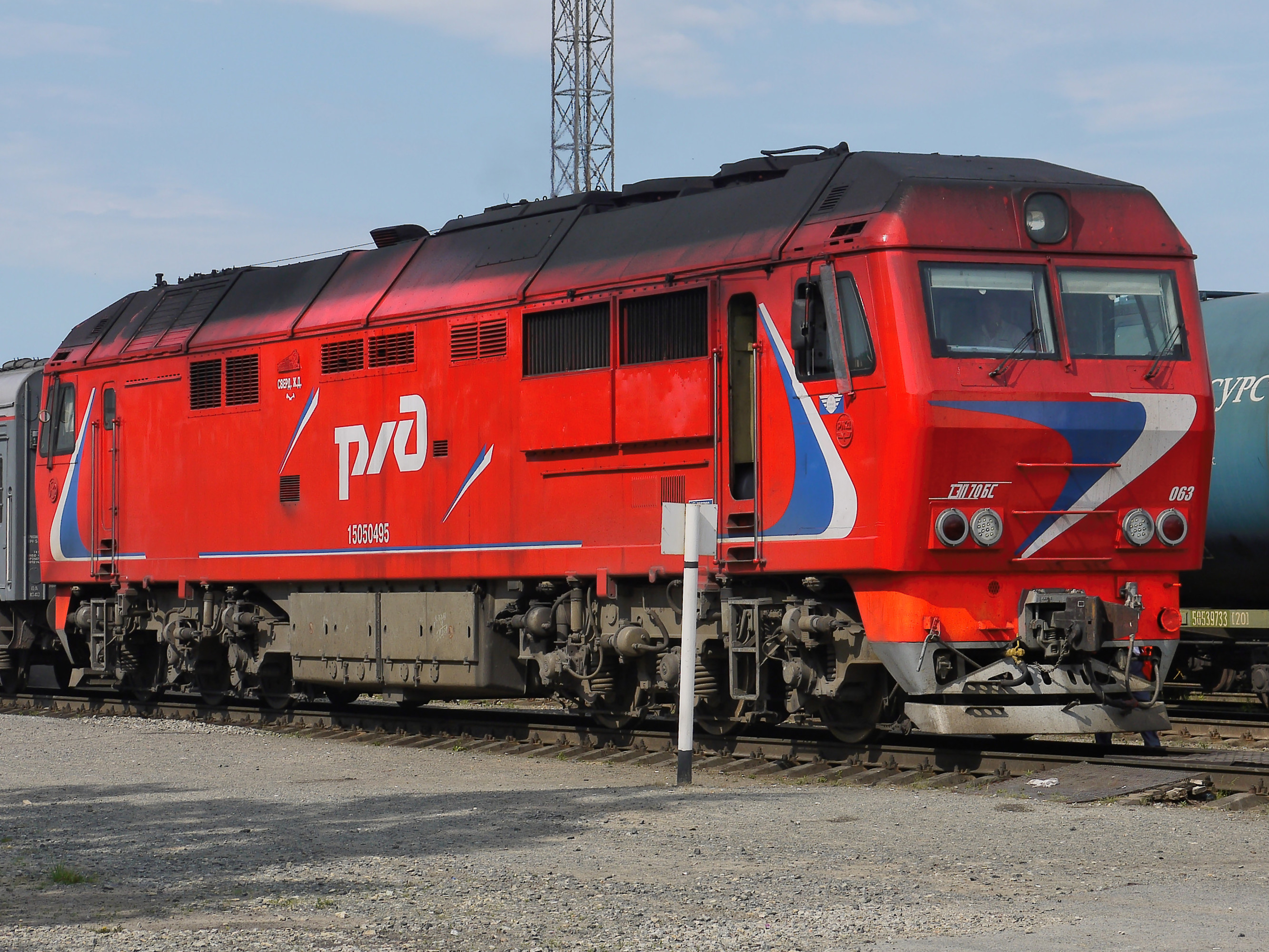
ТЭП70БС-063 Российских ЖД
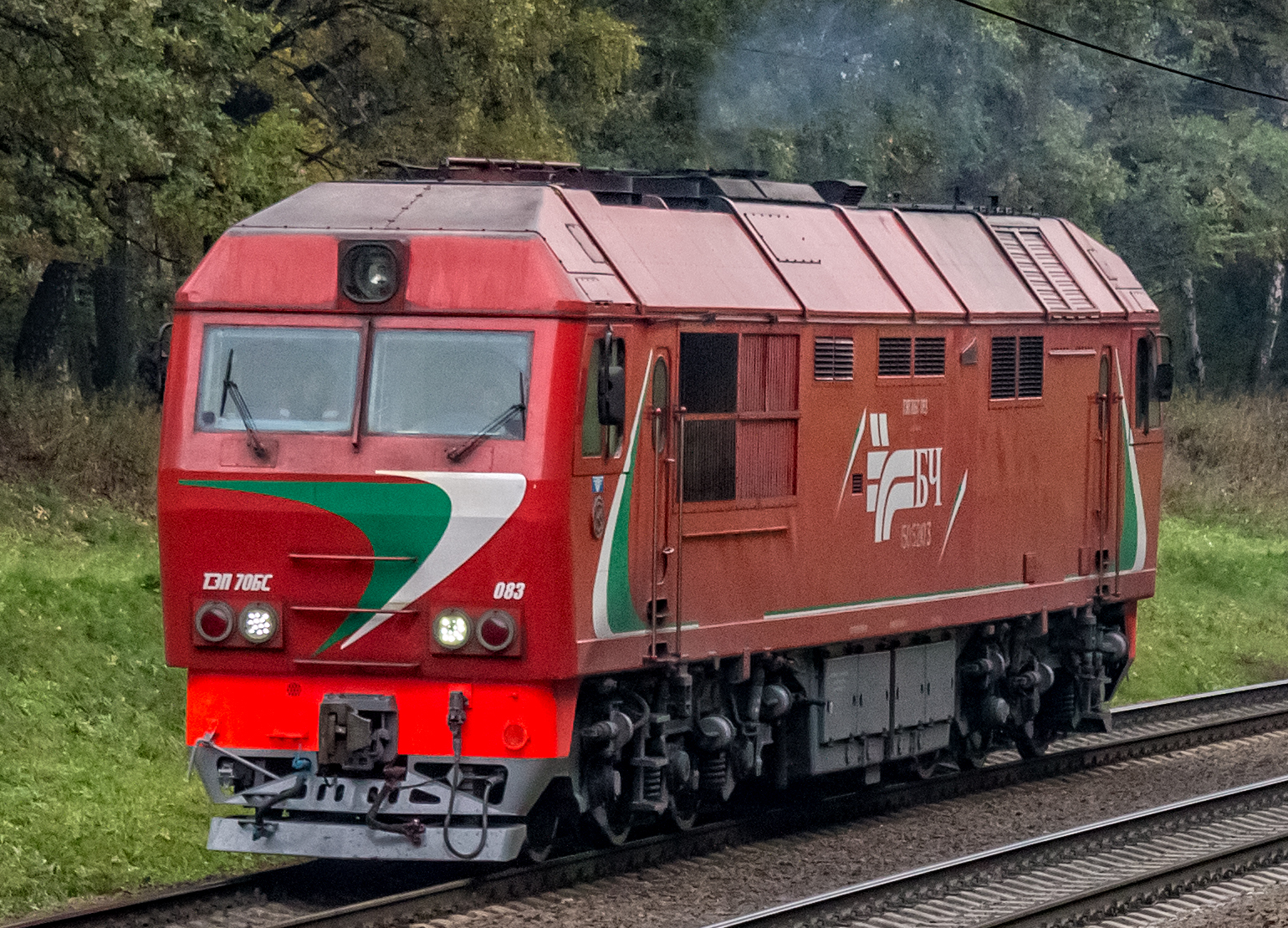
ТЭП70БС-083 Белорусских ЖД
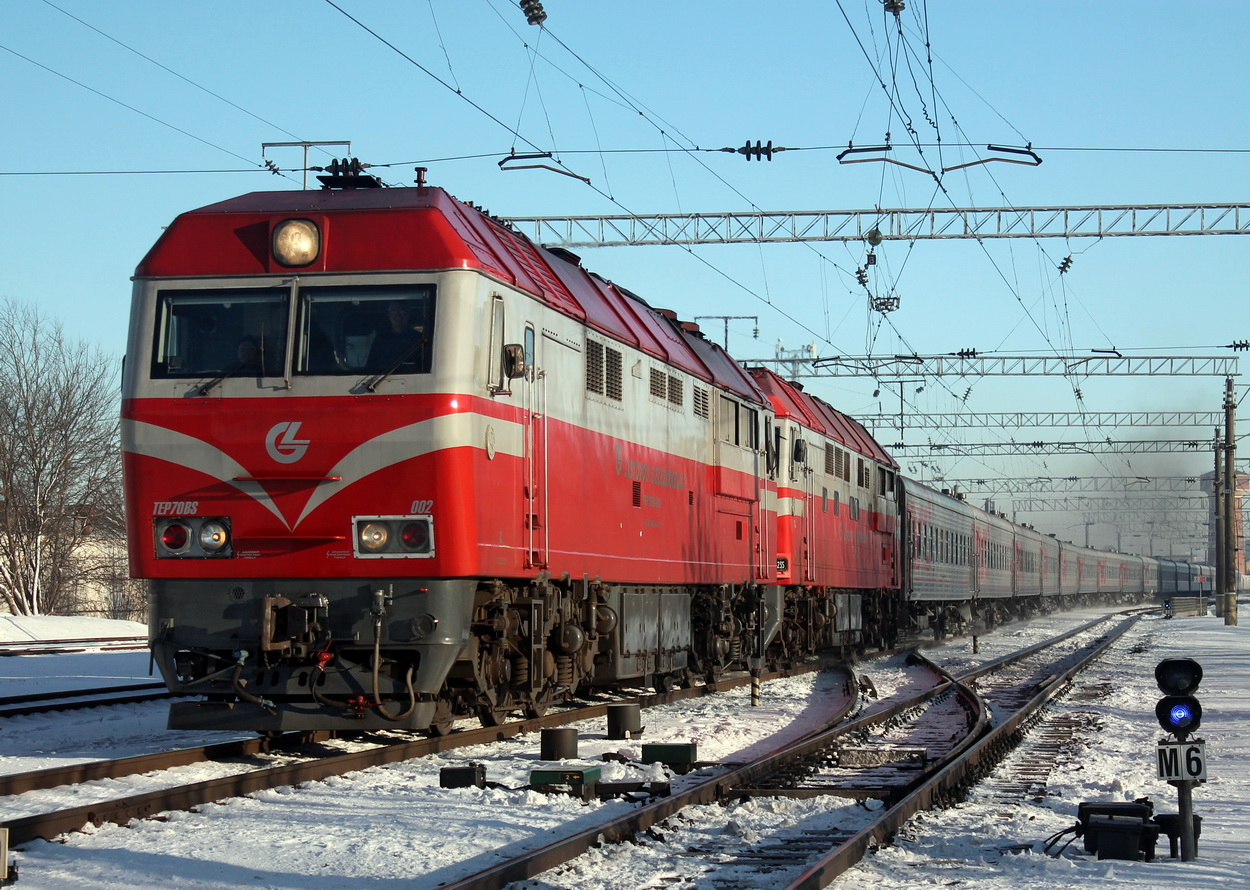
ТЭП70БС-002 Литовских ЖД в новой окраске
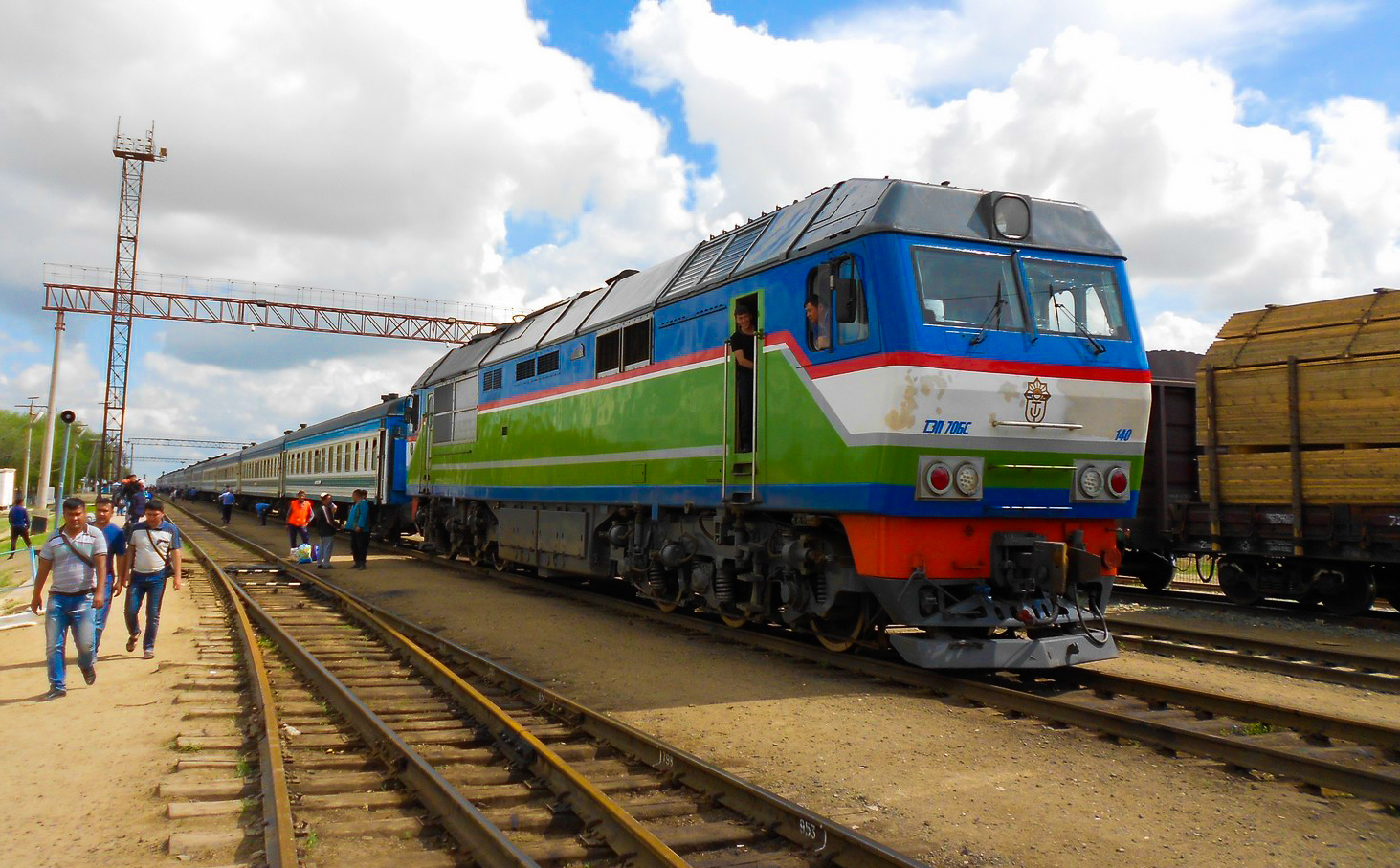
ТЭП70БС-140 Узбекских ЖД
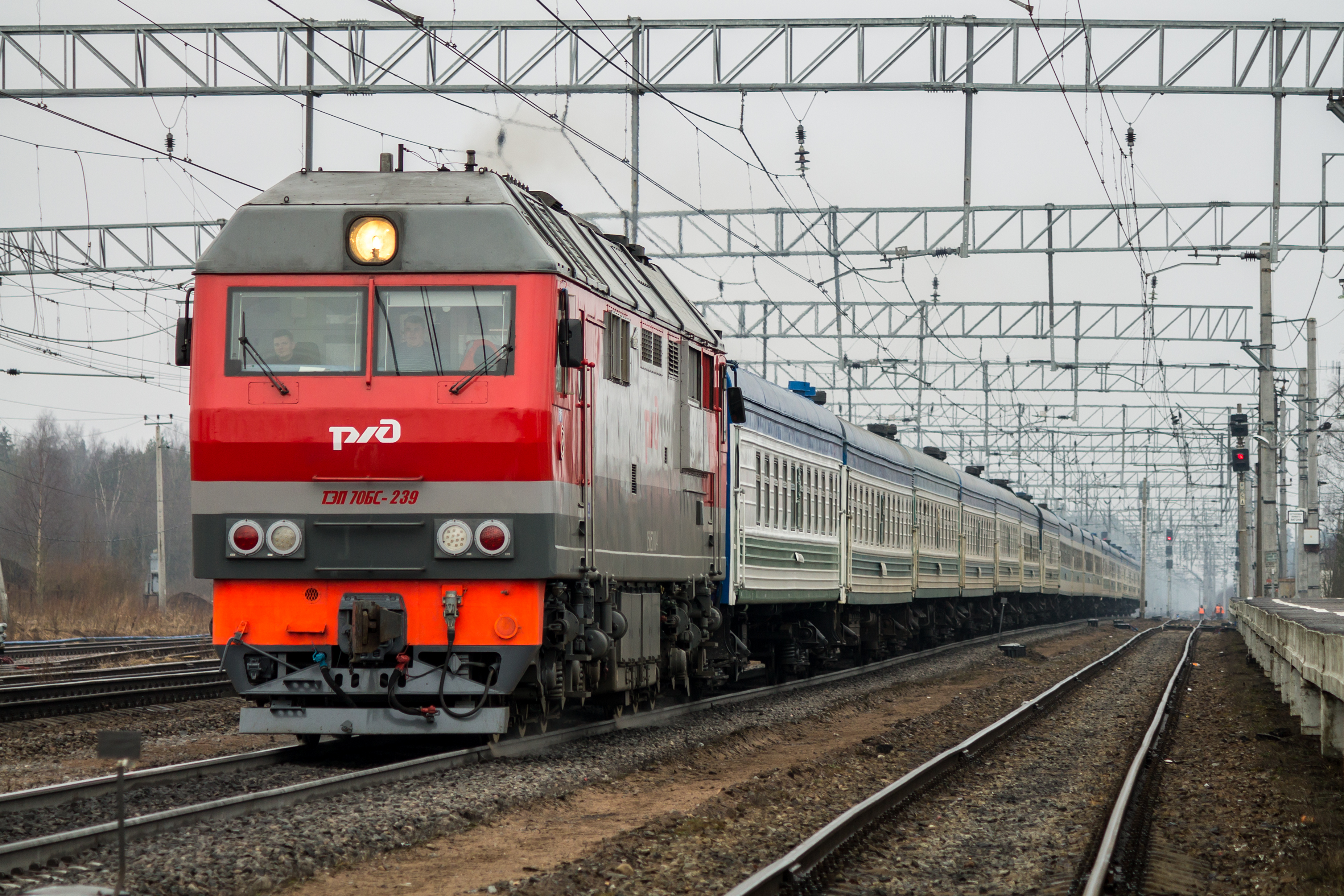
ТЭП70БС-239 с поездом в фирменной красно-серой окраске РЖД

### Официальные сайты
- Пассажирский тепловоз ТЭП70БС. Продукция — Тепловозы. Официальный сайт. ОАО «Коломенский завод».
- Пассажирский тепловоз ТЭП70У. Продукция — Тепловозы. Официальный сайт. ОАО «Коломенский завод».
- Грузовой тепловоз 2ТЭ70. Продукция — Тепловозы. Официальный сайт. ОАО «Коломенский завод».

### Фотогалереи и базы приписки
- Список подвижного состава ТЭП70. , ТЭП70БС, ТЭП70У и 2ТЭ70 (фотогалерея и данные по приписке). TrainPix.
- Список подвижного состава ТЭП70. , ТЭП70БС, ТЭП70У и 2ТЭ70 (фотогалерея и данные по приписке). TrainPhoto.org.ua.
- Фотогалерея ТЭП70. «Паровоз ИС».
- Фотогалерея ТЭП70. , ТЭП70БС, ТЭП70У и 2ТЭ70. Photo RZD.
- Фотогалерея ТЭП70. , ТЭП70БС, ТЭП70У и 2ТЭ70. TrainPhoto.ru.

### Видео
- Документальный фильм о тепловозе ТЭП70 (Киевнаучфильм)
- Обзор тепловоза ТЭП70-0555
- Устройство тепловоза ТЭП70БС (3DFAB)
- Тепловоз ТЭП70-0537 на параде железнодорожной техники во Владивостоке в 2017 году

### Прочее
- Виртуальная экскурсия по тепловозу ТЭП70БС. Официальный сайт. ООО «Научно-технический центр 3DFAB».